# 아바스 칼리파국
아바스 칼리파국(아랍어: الْخِلَافَة الْعَبَّاسِيَّة 알칼리파 알아바시야[*], 영어: Abbasid Caliphate) 혹은 아바스 왕조, 내지는 아바스 제국은 예언자 무함마드를 계승했다고 주장한 세 번째 칼리파국이었다. 예언자 무함마드의 삼촌인 압바스 이븐 압둘 무탈립의 후손들이 왕조를 개창하였으며, 따라서 왕조의 이름도 여기에서 비롯되었다. 그들은 750년 호라산 일대에서 아바스 혁명을 일으켜 우마이야 칼리파국을 무너뜨렸으며 오늘날 이라크의 바그다드를 수도로 두고 대부분의 이슬람 영토를 통치했다. 곧 바그다드는 당대 과학, 문화, 발명의 중심지가 되었고, 이슬람에 황금 시대를 가져왔다. 이곳에는 지혜의 집을 포함한 여러 주요한 학술 기관들이 위치해 있었으며, 광범위한 지역에서 다민족·다종교적인 배경의 여러 학자, 예술가, 문학가, 과학자들을 수용함으로써 "학문의 중심지"라는 국제적인 명성을 얻었다.
아바스 시대에는 영토를 통치하기 위해 고도화된 관료 체계가 자리잡게 되었는데, 그 중에서도 바르마크 가문으로 대표되는 페르시아 관료들이 대거 등용되어 국가의 행정 업무를 담당하게 되었다. 한편 이들이 우마이야 칼리파국의 차별에 들고 일어나 국가를 세웠던 만큼, 이 시기에 움마에서는 마왈리(비아랍계 무슬림)들의 비율이 점차 늘어나기도 했다. 하지만 8세기 후반을 전후로 하여, 아바스 왕조는 점차 마왈리와 페르시아 관료들을 소외시키기 시작했다.
아바스 칼리파들의 정치 권력은 945년과 1055년에 각각 바그다드를 점령한 이란의 부와이흐 왕조와 중앙아시아의 셀주크 제국에 가려져 급격히 감소했다. 비록 종교적인 부분에서 그들의 영향력은 여전했지만, 그럼에도 불구하고 광대했던 제국의 영토는 날이 갈수록 축소되기 시작했다. 12세기 후반에 잠시 중흥기를 맞이하여 알무크타피 치하에서 메소포타미아의 지배권을 재확인하고 알나시르 치하에서 페르시아로 확장하기도 했으나, 마침내 1258년 훌라구가 이끄는 몽골 군대가 쳐들어오면서 끝장나게 되었다. 몽골군은 바그다드를 손쉽게 함락시키고 당시 아바스 칼리파였던 알무스타심을 처형시켰다. 대부분의 사람들은 이 때를 아바스 칼리파국의 멸망이라고 언급한다.
그러나 명맥이 완전히 끊긴 것은 아니었고, 피신한 방계 친척들이 이집트의 카이로에서 맘루크 술탄에 의한 명목상의 칼리파로 즉위함으로써 왕조를 겨우 이어갈 수 있었다. 비록 정치적인 실권은 없었으머 술탄의 꼭두각시에 불과했지만, 그들은 1516년까지 존속할 수 있었다. 마침내 1517년 오스만 술탄 셀림 1세가 이집트를 정복한 뒤 마지막 아바스 칼리파 알무타왁킬 3세로부터 칼리파 직위를 계승함으로써, 기나긴 아바스 왕조의 역사가 끝을 맺었다.

## 국기

검은 깃발
الراية السوداء
ar-rāyat as-sawdā

검은 깃발(아랍어: الراية السوداء ar-rāyat as-sawdā) 또는 독수리의 깃발(아랍어: راية العقاب rāyat al-ʿuqāb), 혹은 단순히 깃발(아랍어: ‏ الراية ar-rāyah)은 아바스 칼리파국의 공식적인 국기였다. 본래는 예언자 무함마드가 사용하던 깃발 중 하나로, 이슬람 종말론을 대표하는 상징물 중 하나이기도 하다.

### 기원
7세기 무렵, 아랍 군대들은 전장에서 아군을 식별하기 위해 여러 방법을 채택하고 있었는데, 대표적으로는 붉은 터번이나 정사각형 깃발 등 표준적인 상징물을 사용하는 방법이 있었다.
이슬람 전통에 따르면, 무함마드의 출신 부족인 쿠라이시족은 검은색의 터번과 하얀색-검은색 혼용의 정사각형 깃발을 사용했다고 한다. 이후 무함마드가 예언하기를
"훗날 종말의 날이 다가오고 마흐디가 도래할 때, 호라산에서 검은 깃발을 앞세운 군대가 몰려올 것이다."

한편, 라시둔 칼리파국의 4대 칼리파였던 알리는 적의 군대와 맞서 싸우면서 흰색의 깃발을 사용했으나, 아이러니하게도 훗날 알리를 무찌른 무야위야가 창건한 우마이야 칼리파국 역시 국기로 흰색 깃발을 채택하였다.

### 사용
우마이야 왕조의 차별 정책에 반발한 이들은 747년 호라산에서 아바스 혁명을 일으키면서 검은색 깃발을 공식적인 상징물로 채택했다. 그 이유는 불명이지만, 아마도 우마이야 칼리파국의 국기가 흰색 깃발이라 적군과 확연히 대비될 수 있었으며, 또한 위에서도 언급했듯이 "종말의 날에 오는 군대"의 느낌을 주기 위해 의도적으로 사용되었을 가능성이 존재한다.
아바스 칼리파국과 맞섰던 세력들은 모두 그들만의 색깔을 내세웠다. 예를 들어 우마이야의 마지막 칼리파인 마르완 2세는 자신의 군대를 붉은색으로 치장시켜 아바스 군대와 구분할 수 있도록 했으며, 나중에 아바스 칼리파국과 대립하게 되는 파티마 칼리파국은 흰색 깃발을 공식적인 상징물로 삼았다. 특히 우마이야 칼리파국을 무너뜨린 이후, 아바스 왕조가 수니파 이슬람을 국교로 내세우면서 자연스럽게 시아파 이슬람 세력들은 흰색 깃발을 사용했으며, 따라서 이후에는 흰색 vs 검은색의 구도가 마치 시아파 vs 수니파의 구도를 상징하는 것처럼 되었다.
시아파 세력들은 아바스 칼리파국의 검은색 깃발이 무함마드가 예언했던 그 검은 깃발이 전혀 아니라고 마구 비난했는데, 아바스 칼리파국이 역사속으로 사라진 지 한참이 지난 뒤에도 멸망의 날이 도래하지 않자 수니파 세력 역시 아바스 왕조의 검은 깃발은 무함마드가 예언했던 그 깃발이 아니라고 시인할 수 밖에 없었다. 그들은 대신 무함마드가 말한 그 검은색 깃발은 더 클 것이며, 단순한 빚깔의 검은색이 아닐 것이라고 주장했다.
18세기 초에는 시아파 이슬람의 12이맘파를 공식 국교로 채택한 사파비 제국에 맞서, 미르와이스 호타크가 이끄는 수니파 아프간인들이 검은색 깃발을 상징물로 사용하면서 반란을 일으켜 호타키 왕조를 건국하기도 했다. 이후 아프가니스탄 토후국의 압두르 라흐만 칸 역시 검은색 깃발을 사용했다.
19세기 후반, 영국령 인도에서 발흥한 아흐마드파는 검은색을 그들의 상징물로 채택했다. 특히 1939년에 그들의 "처음으로 게양된 국기Liwaa-i Ahmadiyy"에 검은색이 사용되었으며, 아흐마드파 제 4대 칼리파인 미르자 타히르 아흐마드는 흑백의 상징성을 계시와 예언의 개념으로 풀어 설명하기도 했다.

### 현재
오늘날, 검은색은 그 역사성이 워낙 오래되고 상징성이 큰 덕분에, 여전히 범아랍권 국가의 국기들에서 흔히 사용되고 있다. 아랍 국가들의 국기에서 주로 등장하는 초록색, 흰색, 붉은색, 검은색을 한데 묶어서 '범아랍색'이라고 부르는데, 이 중에서 검은색이 바로 이 아바스 왕조에게서 유래된 것이다. 범아랍주의의 상징색들 중 하나가 마찬가지로 검은색이기도 하다.

이라크 레반트 이슬람 국가의 깃발

이슬람 극단주의를 주요 강령으로 삼는 테러단체 이라크 레반트 이슬람 국가의 깃발이 검은색인 것은, 아바스 칼리파국처럼 아랍권 전체를 아울러 칼리파 체제를 재건하겠다는 의지를 가지고 있다는 것으로 해석이 가능하다. 이들 외에도 캅카스 남부의 일부 체첸 무장 투쟁 단체, 여러 이슬람 극단주의 세력들도 검은색 깃발을 내세우는 경우가 왕왕 있다. 만약 대부분이 그러한 깃발을 상징물로 내세운다면, 아바스 칼리파 체제를 계승하고 예언자 무함마드가 언급한 '종말의 군대'가 되겠다는 의미가 담겨있다고 보면 될 것이다.

## 역사
아바스 칼리파들은 무함마드의 가장 어린 삼촌 중 한 명이자 같은 바누 하심 가문의 압바스 이븐 압둘 무탈립의 후손들이었다. 아바스 왕조는 무함마드와 혈통이 가깝다는 이유로 자신들이 바누 우마이야의 우마이야 후손을 대체하는 무함마드의 진정한 후계자라고 주장했다.

### 아바스 혁명 (750~751)
아바스가는 또한 우마이야 왕조의 도덕적 성격과 행정 전반을 공격함으로써 우마이야 왕조로부터 그들 자신을 구별하였다. 아이라 라피두스에 따르면, "아바스 반란은 주로 아랍인, 주로 예멘 파벌과 그들의 마왈리가 추가된 메르브의 불만을 품은 정착민들에 의해 주로 지지받았다". 아바스가는 또한 아랍인들의 친족 기반 사회 밖에 남아 있었고 우마이야 칼리파국 내에서 하층민으로 인식되었던 마왈리로 알려진 비아랍인 무슬림들에게 호소하였다. 아바스 왕조의 증손자인 무함마드 이븐 알리는 우마르 2세의 통치 기간 동안 페르시아에서 무함마드의 가문인 하심가의 권력 복귀를 위한 캠페인을 시작하였다.
마르완 2세 통치 기간 동안 이러한 대립은 아바스가의 후손 중 네 번째인 이브라힘 알 이맘의 반란으로 절정에 달했다. 총독의 반대에도 불구하고 호라산(동부 페르시아) 지방과 시아파 아랍인들의 지원을 받은 그는 상당한 성공을 거두었지만, 747년에 체포되어 감옥에서 암살된 것으로 추정되는 죽음을 맞았다.
747년 6월 9일(라마단 AH 129), 호라산에서 출세한 아부 무슬림은 우마이야 왕조에 맞서 흑표명 하에 공개 반란을 성공적으로 일으켰다. 메르브에서 공식적으로 적대행위가 시작되었을 때, 거의 1만 명의 군인이 아부 무슬림의 지휘 하에 있었다. 748년, 카타바 장군은 도망친 총독 나스르 이븐 사야르를 따라 서쪽으로 가서 고르간 전투, 나하반드 전투, 그리고 마침내 카르발라 전투에서 우마이야를 물리쳤다.
이브라힘은 마르완에게 붙잡혀 처형당했다. 이 싸움은 아부 알 압바스사파라는 이름으로 알려진 이브라힘의 형제 압달라가 맡았는데, 그는 750년 대자브 근처의 전투에서 우마이야를 패배시켰고 그 후 칼리파로 임명되었다. 이 패배 후, 마르완은 이집트로 도망쳤고, 그 후 그는 죽임을 당했다. 한 명의 남성을 제외한 나머지 가족들도 제거되었다.

### 권력을 잡다 (752~775)

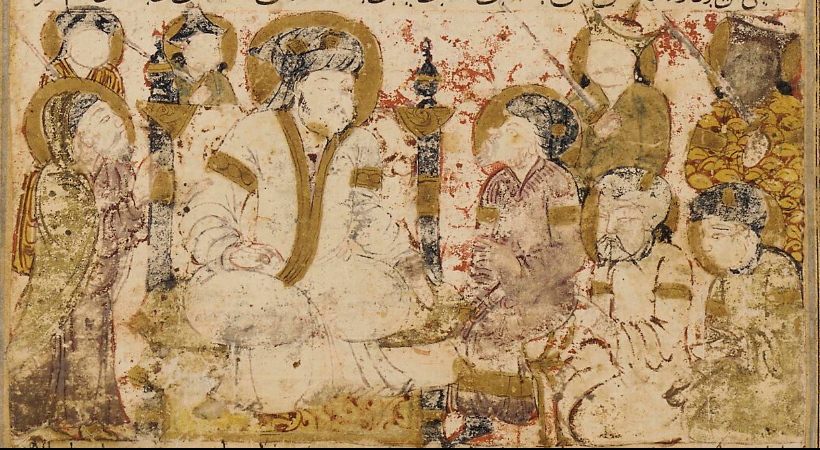
14세기 초 발라미(10세기)의 타리크나마의 사만 시대 사본은 알사파흐(재위 750–754)가 쿠파에서 충성 서약을 받는 모습을 묘사하고 있다.

그들의 승리 직후, 알사파흐는 중앙아시아로 군대를 파견하였고, 그 군대는 탈라스 전투 때 당나라의 팽창을 저지하였다. 그는 시리아와 메소포타미아에서 일어난 수많은 반란들을 진압하는 데 집중했다. 동로마 제국은 이 초기의 방해 기간 동안 급습을 시행했다.
아바스 통치에 의해 영향을 받은 첫 번째 주요한 변화들 중 하나는 칼리파의 권력 중심이 시리아에서 메소포타미아(오늘날의 이라크)로 이동한 것이다. 이것은 아바스 왕조의 페르시아의 마왈리 지지 기반에 더 가까웠고, 이 움직임은 제국에서 아랍계의 기득권을 줄이려는 그들의 요구를 해결했다. 그러나 아직 확실한 수도는 선정되지 않았다. 아바스 왕조 초기에, 쿠파는 일반적으로 행정 수도의 역할을 했지만, 칼리파들은 도시에 있는 알리가의 동정심을 경계했고 항상 이곳에 거주하지는 않았다. 752년, 알사파흐는 불확실한 장소에, 아마도 쿠파 근처에, 알하시미야라고 불리는 새로운 도시를 건설했다. 같은 해 말, 그는 안바르로 이사했고, 그곳에서 그의  병사들을 위한 새로운 정착지와 그 자신을 위한 궁전을 지었다.

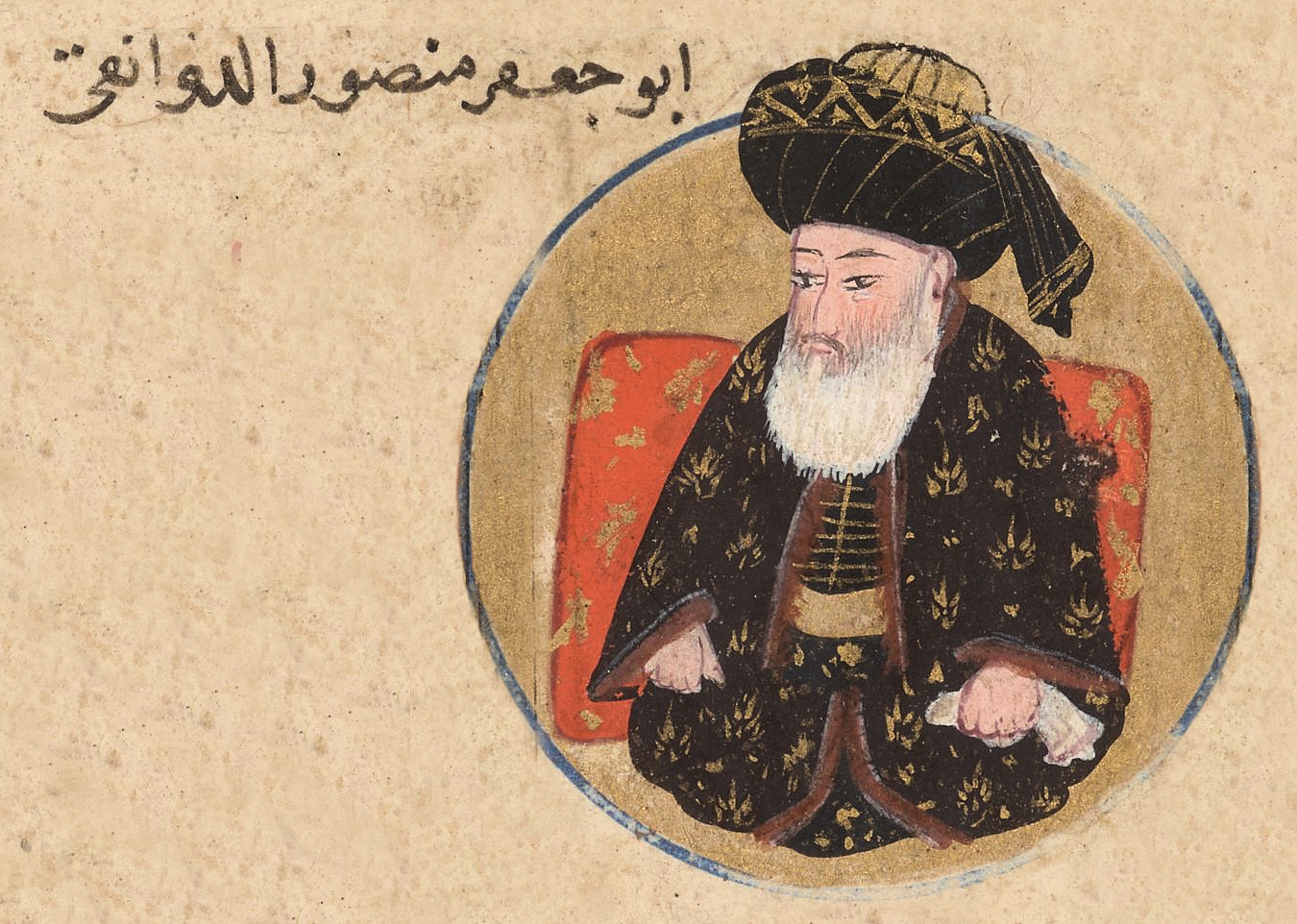
알만수르(재위 754–775)의 초상화

알사파흐의 후계자 아부 자파 알만수르(재위 754-775)는 아바스 왕조의 통치를 확고히 하고 내부의 도전에 맞서 싸웠다. 그의 삼촌이자 자브 전투에서 우마이야를 물리친 압달라 이븐 알리는 가장 심각한 잠재적 라이벌이었고, 알만수르는 754년 쿠라사니 혁명 사령관인 아부 무슬림을 보내 그에게 대항했다. 아부 무슬림이 그를 성공적으로 물리친 후 알 만수르는 아부 무슬림도 숙청하기로 마음먹었다. 그는 755년에 그를 체포하여 처형하기로 결정했다.
아바스 왕조는 740년대에 우마이야 왕조가 상실한 서부 및 중앙 마그레브에 대한 통제권을 다시 주장할 수 없었다. 우마이야가의 일원인 압드 알라흐만도 가문의 숙청을 피해 756년 알안달루스(현재의 스페인과 포르투갈)에서 독립해 코르도바 토후국을 세웠다.
756년, 알만수르는 또한 안록산의 난 때 당나라를 돕기 위해 4,000명이 넘는 아랍 용병들을 보냈다. 아바스 왕조 혹은 그들이 흔히 "흑깃"이라고 불렀던 것처럼, 당 연대기에서는 아바스 왕조를 "흑의대식"(黑衣大食)으로 칭하였는데, 이는 "아랍"을 뜻하는 페르시아어 타지에서 차용한 것이다. 하룬 알라시드는 당나라에 사신을 파견하고 그들과 좋은 관계를 맺었다. 전쟁이 끝난 후에도 이 사신들은 칼리파 하룬 알 라시드가 당과 동맹을 맺으면서 중국에 남아있었다. 아바스 칼리파가 중국 황궁에 보낸 사신들 중 가장 중요한 것은 알사파흐, 알만수르, 하룬 알라시드의 사신들로 『구당서』에 여러 사신들이 기록되어 있다.

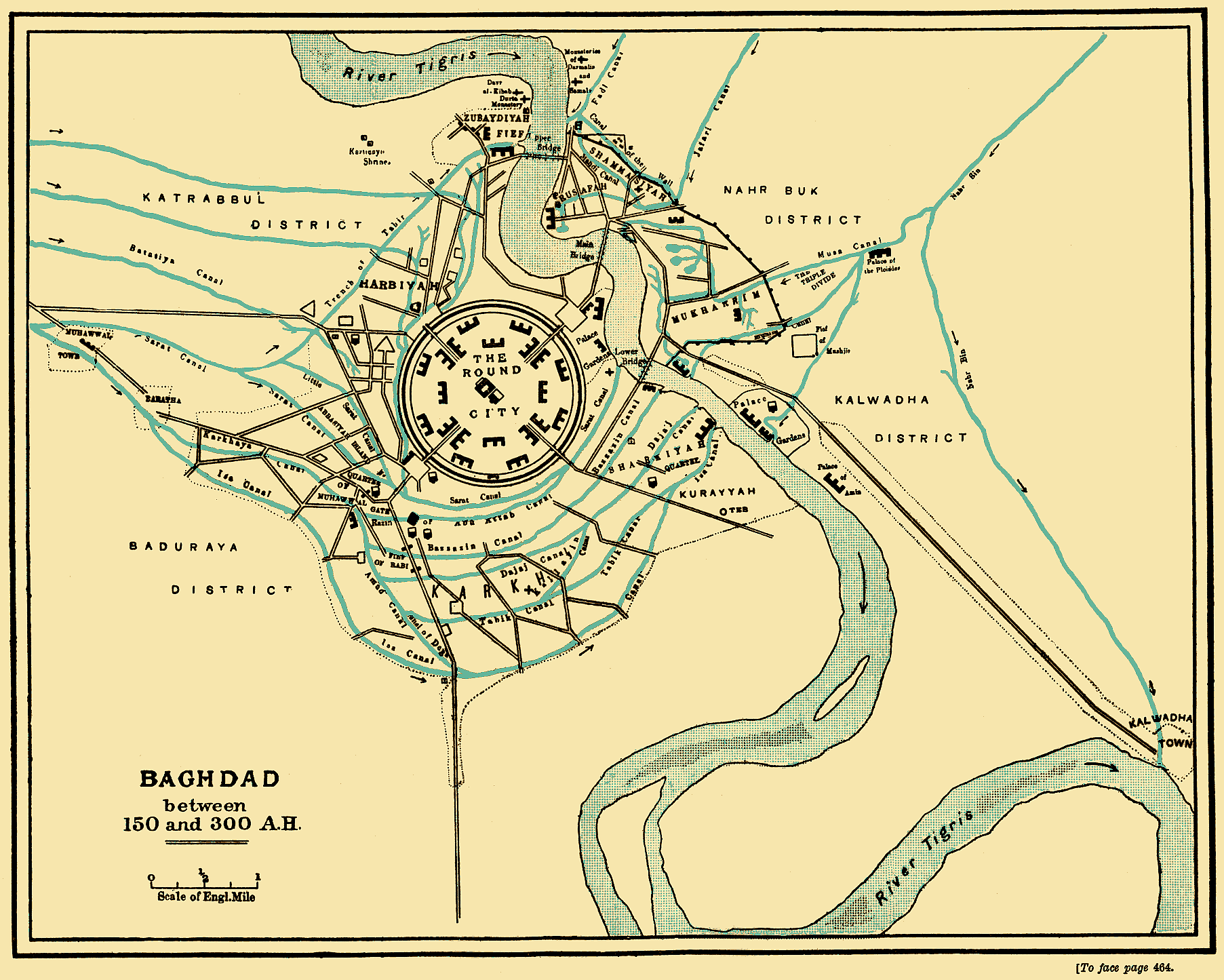
윌리엄 뮤어가 추정한 서기 767년에서 912년 사이의 바그다드 도시 계획도

762년 알만수르는 알리 이븐 아비 탈리브의 후손인 알나프스 알자키야가 이끄는 히자즈 반란을 진압했는데, 그는 알리가 혈통을 바탕으로 아바스 왕조에 도전하며 심각한 정치적 위협을 가했다. 그는 이사 이븐 무사가 이끄는 아바스 군대에 의해 패배했다. 이 승리 이후 762년, 알만수르는 마침내 티그리스강에 위치한 바그다드(공식 명칭은 마디나트 알살람('평화의 도시')로 불리는 아바스 왕조의 수도를 건설했다. 그 이전에도 그는 한동안 수도로 사용했던 알하시미야를 포함해 여러 곳을 수도로 고려했다. 이 지역의 다른 여러 지역도 바그다드 건설 이전에 알사파흐 또는 알만수르의 '수도' 역할을 했던 것으로 보인다.
알만수르는 사법 행정을 중앙에 집중시켰고, 후에 하룬  라시드는 그것을 감독하기 위해 카디라는 기관을 설립했다. 우마이야 칼리파국 사람들은 대부분 아랍인이었지만, 아바스 칼리파국 사람들은 점점 더 많은 개종한 무슬림들로 구성되었고, 아랍인들은 그들 중 하나에 불과했다. 아바스 칼리파국은 우마이야를 타도하는 데 있어 페르시아인들의 지원에 크게 의존했다. 알만수르는 비아랍계 무슬림들을 그의 궁정으로 맞이했다. 이것이 아랍과 페르시아 문화를 통합하는 데 도움을 주었지만, 그것은 그들의 많은 아랍 지지자들, 특히 우마이야와의 전투에서 그들을 지지했던 호라산 아랍인들을 소외시켰다.

### 아바스 황금기 (775~861)
아바스 칼리파국의 지도부는 8세기 말(750–800)에 몇몇 유능한 칼리파들과 그들의 와지르들 밑에서 칼리파국의 멀리 떨어진 특성과 칼리파국 전체에 걸친 제한된 의사소통에 의해 야기된 정치적 도전들에 맞서 질서를 유지하는 데 필요한 행정적인 변화들을 이끌어 내기 위해 열심히 노력해야만 했다. 왕조 초기, 특히 알만수르, 하룬 알라시드, 알마으문의 통치 기간 동안 왕조의 명성과 권력이 형성되었다.
이 시기에 와지르의 지위가 발전했다. 처음에는 비서관과 비슷했지만, 아바스 왕조에 가까운 이란계 가문인 바르마크가 출신들이 그 직위를 맡으면서 와지르의 지위는 강력해졌고 하룬 알라시드는 수년 동안 그들에게 국정을 위임했다. 이것은 우마이야 치하의 시기에 비해 많은 아바스 왕조의 칼리파들에게 더 의례적인 역할을 하는 결과를 낳았고, 와지르들은 더 큰 영향력을 행사하기 시작했고, 옛 아랍 귀족의 역할은 페르시아 관료제로 천천히 대체되었다. 서쪽에서는, 하룬 알라시드가 이브라힘 이븐 알아글라브에게 이프리키야 지방(현 튀니지 중심부)을 세습 토후령으로 하사하기로 합의하며 아글라브 토후국이 설립되었다.
알마흐디는 동로마 제국과의 전쟁을 재개했고, 그의 아들들은 이리니가 평화를 추구할 때까지 전쟁을 계속했다. 평화가 몇 년간 지속된 후, 니키포로스 1세는 조약을 파기하고 9세기의 첫 10년 동안 여러 차례의 침략을 막아냈다. 이 공격들은 타우루스산맥으로 퍼졌고, 크라소스 전투의 승리와 라시드 자신이 이끈 806년의 대규모 침공으로 절정에 달했다.

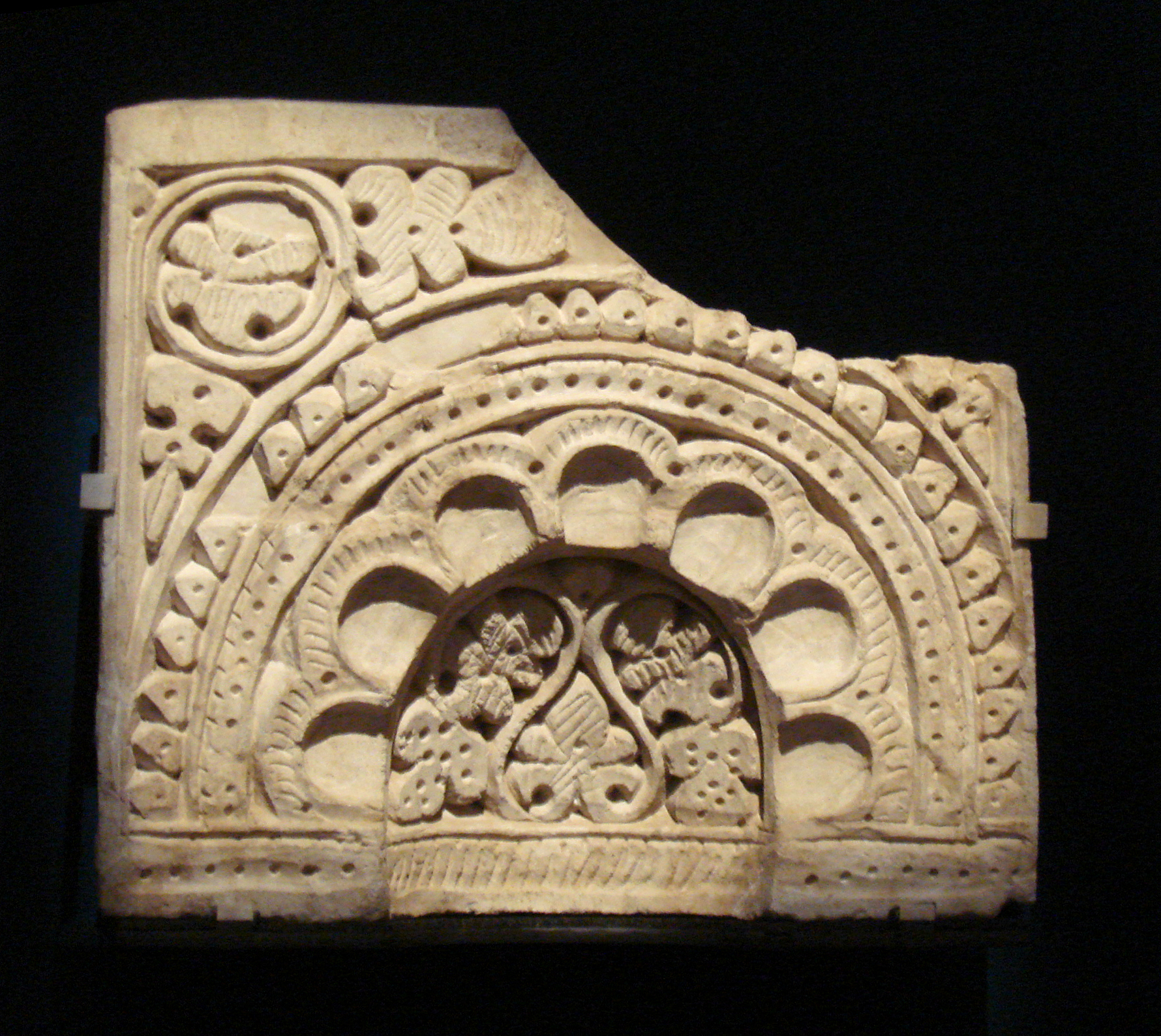
서기 750~825년, 소그디아 사마르칸트 아프라시압의 아바스 모스크에서 장식된 벽감.

또한 라시드의 해군은 키프로스를 점령하는 데 성공했다. 라시드는 호라산에서 일어난 라피 이븐 알라이스의 반란에 집중하기로 결정하고 그곳에서 사망했다. 동로마 제국이 시리아와 아나톨리아에서 아바스 칼리파국과 싸우는 동안, 칼리파의 군사 작전은 미미했고, 주로 내부 문제로 초점을 맞추었고, 아바스 왕조의 총독들은 더 큰 자치권을 행사했고, 이렇게 증가한 권력을 이용해 그들의 지위를 세습하기 시작했다.
바그다드가 공식적인 수도로 남아있는 동안, 하룬 알라시드는 796년부터 그의 통치가 끝날 때까지 락까에 거주하기로 결정했다. 803년, 불명확한 이유들로, 하룬 알라시드는 그를 대신하여 통치권을 행사했던 바르마크가 사람들 대부분을 투옥시키거나 죽였다. 동시기에, 몇몇 파벌들은 칼리파국을 떠나 다른 곳으로 가거나 칼리파국의 먼 부분을 장악하기 시작했다. 그럼에도 불구하고, 알라시드와 그의 아들들의 통치는 여전히 아바스 왕조의 정점이라고 여겨졌다.
대내적으로 하룬은 아버지 알-마흐디와 비슷한 정책을 추구했다. 그는 동생 알하디가 투옥했던 우마이야와 알리가 사람들을 대거 석방하고 쿠라이시족의 모든 정치 집단에 대한 사면을 선언했다. 동로마와의 대규모 적대 행위가 발생했고 그의 치하에서 아바스 칼리파국은 전성기를 맞았다. 그러나 하룬의 후계 분할 결정은 칼리파국의 존속에 큰 타격을 입힌 것으로 판명되었다.
라시드가 죽은 후, 제국은 호라산의 지원을 받던 칼리프 알아민과 그의 형제 알마므운 사이의 내전으로 분열되었다. 이 전쟁은 2년 동안의 바그다드 포위 공격으로 끝났고 결국 813년에 알아민이 사망했다. 알마므운의 통치는 20년 동안 비교적 평온했고, 동로마의 지원을 받은 쿠라민에 의한 아제르바이잔의 반란이 산재했다. 또한 알마므운은 호라산에 자치령을 세우고 동로마 제국의 공격을 지속적으로 격퇴했다.
9세기에 아바스 칼리파국은 맘루크라고 알려진 비아랍인들로 구성된 칼리파에게만 충성하는 군대를 만들었다. 알마으운과 그의 형제이자 후계자인 알무타심 (833–842)에 의해 만들어진 이 군대는 제국의 더 이상의 붕괴를 막았다. 맘루크 군대는, 자주 부정적으로 여겨지지만, 칼리파국을 돕거나 해를 입혔다. 초기에, 그것은 정부에게 국내외 문제들을 해결할 수 있는 안정적인 군대를 제공했다. 그러나, 외국 군대의 창설과 알무타심의 수도 바그다드에서 사마라로의 천도는 칼리파와 그들이 통치했다고 주장했던 민족들 사이에 분열을 일으켰다.
알무타심은 마지막으로 강력한 권력을 누렸던 아바스 칼리파였다. 그는 맘루크들과 친위대를 강화했고, 곧바로 동로마와의 전쟁을 재개했다. 비록 그의 함대가 폭풍에 의해 파괴되면서 콘스탄티노폴리스를 점령하려는 그의 시도는 실패했지만, 그의 군사 원정은 대체로 성공적이었고, 결국 아모리움 전투에서 큰 승리를 거두었다. 이에 동로마 제국은 이집트의 다미에타를 함락시키고, 알무타와킬은 그의 군대를 다시 아나톨리아로 보내 863년 결국 전멸할 때까지 약탈을 일삼았다.

### 왕조의 분열 (861~945)
820년이 되어서야 사만 왕조는 트란스옥시안나와 대호라산, 그리고 그 뒤를 이은 이란의 사파르 왕조에서 독립적인 권력을 행사하기 시작했다. 호라산 출신의 사파리 왕조는 876년 바그다드를 거의 점령했고, 툴룬 왕조는 시리아 대부분을 장악했다. 중앙 권력은 약화되고 주변부의 군소 칼리파국들이 강화되는 추세가 계속되었다.
알무으타디드의 치세(892~902년)는 이러한 추세에서 예외였다. 그는 이집트, 시리아, 화레즘의 일부를 다시 아바스의 통제하에 두었다. 특히 "사마라의 무정부 상태"(861-870) 이후 아바스 중앙 정부는 약화되었고 칼리파국의 지방에서 원심력이 더욱 두드러졌다. 10세기 초까지 아바스는 여러 아미르들에 의해 이라크의 통제권을 거의 잃었고, 칼리프 알 라디(934-941)는 "아미르 중의 아미르"(아미르 알 우마라)라는 직책을 만들어 그들의 권력을 인정해야만 했다. 또한 맘루크의 세력은 꾸준히 성장하여 알라디가 대부분의 왕실 기능을 비아랍인 무함마드 이븐 라이크에게 넘겨주어야 하는 상황에 이르면서 절정에 달했다.
알무스타크피는 944년부터 946년까지 짧은 통치 기간을 보냈으며, 이 기간 동안 다람 출신의 부와이흐로 알려진 페르시아 세력이 권력을 장악하고 바그다드의 관료 조직을 장악했다. 미스카웨의 역사에 따르면 그들은 지지자들에게 이크타(세금 농장의 형태로 된 영지)를 분배하기 시작했다. 이 국지적인 세속적 통치 기간은 거의 100년 동안 지속되었다. 아바스 왕조의 귄력을 부와이흐에게 빼앗긴 후 셀주크족이 페르시아를 이어받으면서 세력의 중심이 바뀌게 된다.
8세기 말, 아바스는 로마보다 더 커진 바그다드의 정치를 더 이상 유지할 수 없다는 것을 알게 되었다. 793년 이드리스의 자이디샤 왕조는 모로코의 페즈에 국가를 세웠고, 아바스 총독들은 점점 더 독립하며 830년대부터 아글라브 토후국을 세웠다. 알무타심은 그의 친위대에 비이슬람 용병들을 사용함으로써 하향세를 타기 시작했다. 또한 이 시기에 장교들은 의견이 맞지 않는 상관, 특히 칼리파들을 암살하기 시작했다.

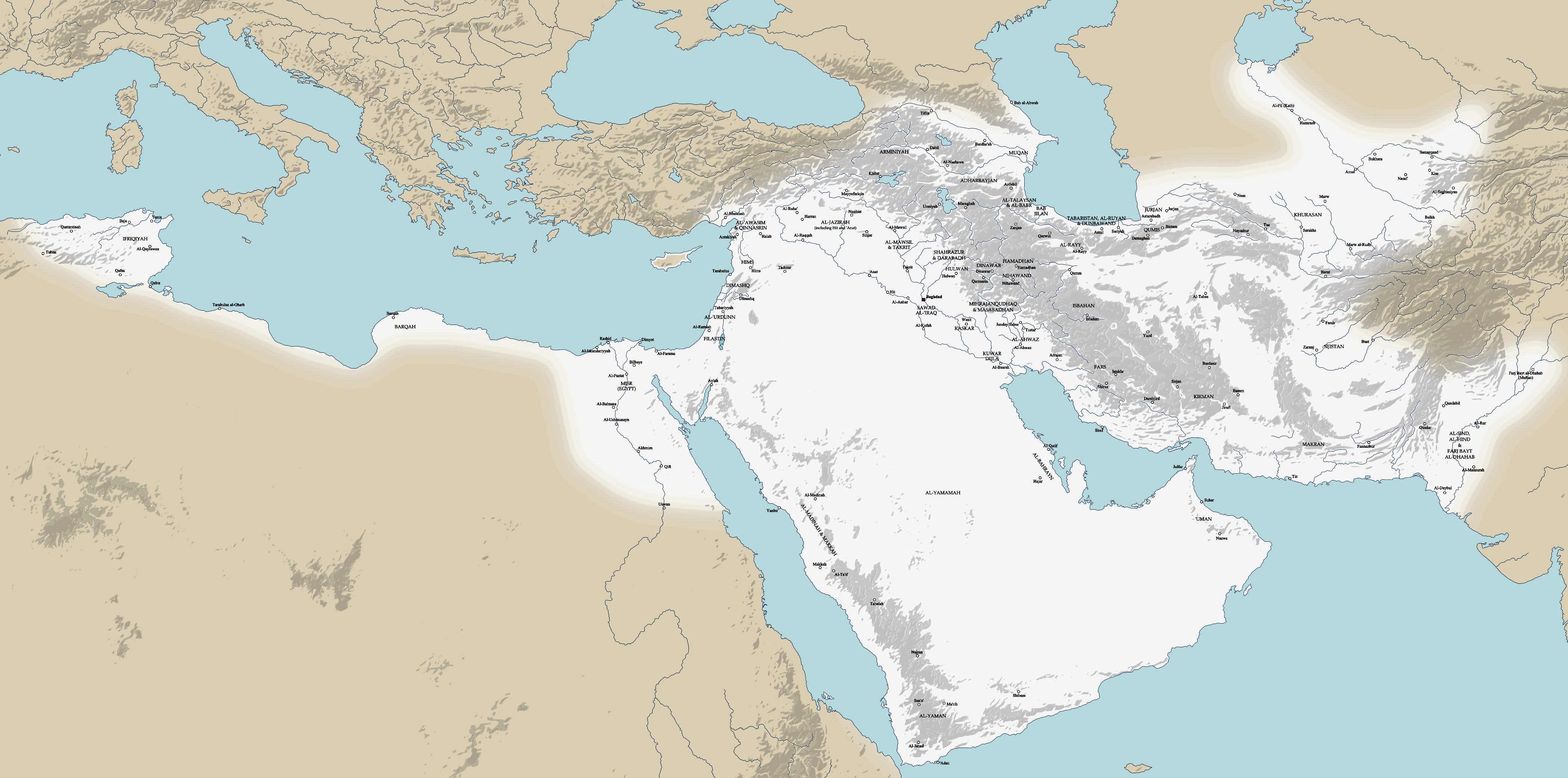
아바스 칼리파국과 그 지역의 지도. 788년 (2세기 히즈리)

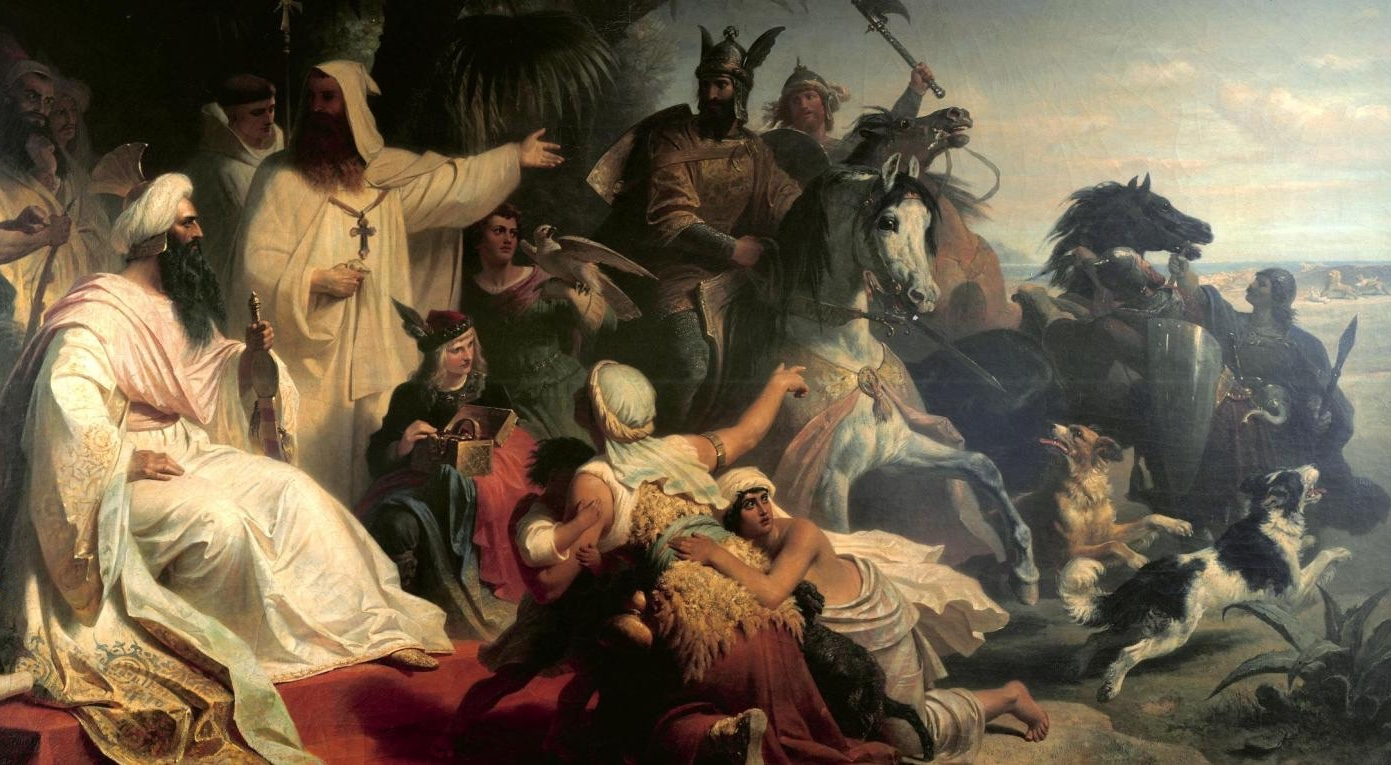
하룬 알라시드(재위 786–809)가 바그다드에 있는 그의 궁정에서 샤를마뉴가 보낸 사절단을 맞이하다. 1864년 독일 화가 율리우스 쾨케르트(1827–1918)의 그림. 캔버스에 유화.

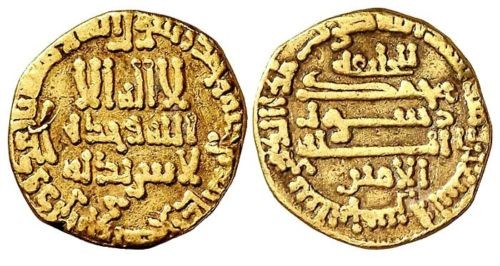
알마민(809~813) 통치 기간에 주조된 금 디나르

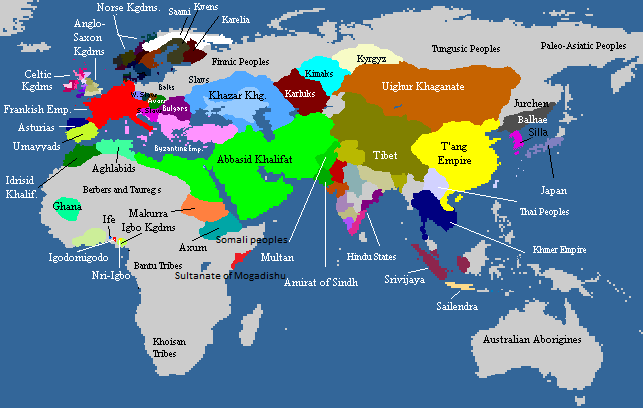
9세기 아바스 왕조와 기타 세계 제국 지도

870년대까지 이집트는 아흐마드 이븐 툴룬의 통치하에 자치권을 얻었다. 동방에서는 총독들이 중앙과의 관계도 축소했다. 이 무렵 헤라트의 사파르 왕조와 부하라의 사만 왕조가 분리되어 훨씬 더 페르시아적인 문화와 국가 기술을 배양했다. 메소포타미아의 중심지만이 아바스 왕조의 직접적인 통제하에 있었고 팔레스타인과 히자즈는 종종 툴룬 왕조에 의해 관리되었다. 동로마는 아나톨리아에서 아랍 무슬림들을 더 동쪽으로 밀기 시작했다.
920년대에 이르러 북아프리카는 무함마드의 딸 파티마 자흐라에게 기원을 둔 시아파 왕조인 파티마 왕조에게 빼앗겼다. 파티마 왕조는 이드리스와 아글라브 왕조의 영토를 장악하고, 969년 이집트로 진격해 카이로의 푸스타트 근처에 시아파 학문과 정치의 보루로 수도를 세웠다. 1000년경에 그들은 수니파 이슬람교와 아바스 왕조의 주요한 정치적, 이념적 도전자가 되었고, 아바스 왕조는 바그다드로부터 칼리파의 권위를 인정받았지만 대부분 자치적인 상태로 유지되었다. 칼리파 자신은 이라크와 서이란을 모두 소유하고 있었고, 그들의 동정 속에 조용히 시아파였던 부와이흐 아미르의 '보호'를 받고 있었다.

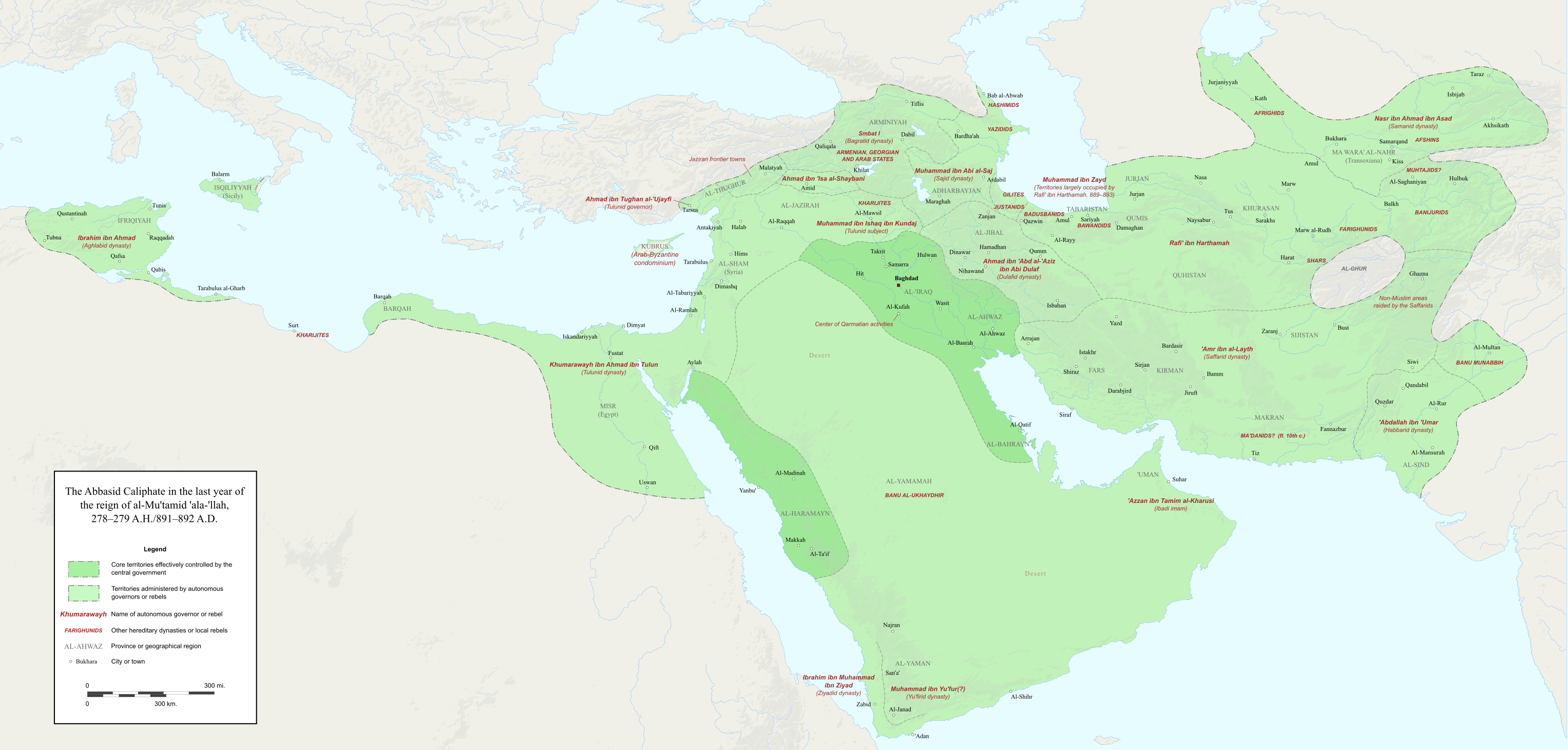
조각난 아바스 제국의 지도. 여전히 아바스 중앙 정부의 직접 통제하에 있는 지역(짙은 녹색)과 명목상으로 아바스 종주권을 인정하는 자치 통치자 치하의 지역(밝은 녹색)으로 구성되어 있다.

이라크 밖에서는 모든 자치주들이 서서히 세습 통치자, 군대, 수입으로 사실상의 국가의 성격을 띠었고, 명목상의 칼리파 종주권 하에서만 운영되었는데, 이는 신드를 지배하고 그들의 수도 만수라에서 지방 전체를 통치했던 숨로 아미르처럼 재무부에 대한 어떤 기부금으로도 반드시 반영되지 않을 수도 있었다. 마흐무드가 과시적으로 수니파의 정통성과 칼리프에 대한 의식적 복종을 보여주었음에도 불구하고, 가즈니의 마흐무드는 더 일반적으로 사용되던 '아미르'가 아니라 술탄의 칭호를 얻었으며, 이는 가즈나 제국이 칼리파의 권위로부터 독립했음을 의미했다. 11세기에도 일부 이슬람 통치자들은 금요일 쿠트바에서 칼리파의 이름을 더 이상 언급하지 않거나, 그들의 동전에서 칼리파의 이름을 삭제하는등 칼리프에 대한 존경심의 상실은 계속되었다.
아바스 왕조는 이슬람 움마의 정통성을 놓고 카이로의 시아파 파티마 왕조와 경쟁했다. 비록 부와이흐와 셀주크 시대에도 바그다드는 칼리파와 가장 밀접하게 연결된 도시였지만, 그들은 바그다드의 시아파 지역(카르크 등)에서 약간의 지원을 지휘했다. 파티마의 도전은 12세기에 와서야 그들의 몰락으로 끝났다.

### 부와이흐와 셀주크의 통제 (945~1118)

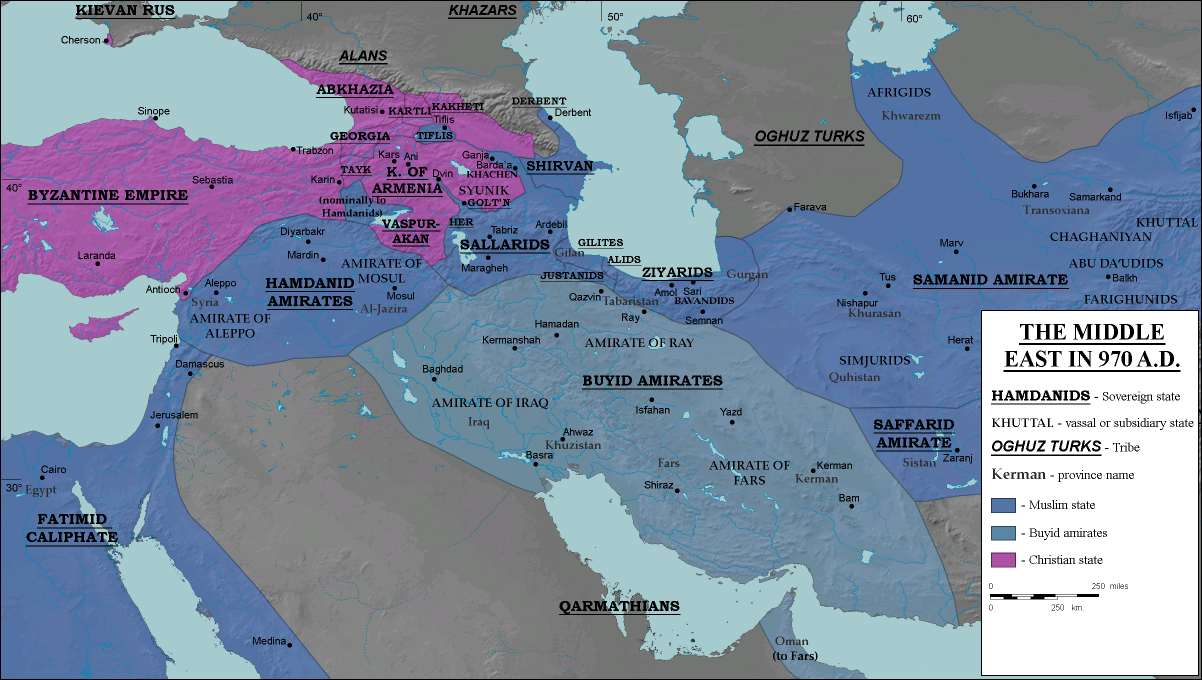
서기 970년경 서남아시아

아바스 왕조는 부와이흐의 권력에도 불구하고 부와이흐 관료인 힐랄 알사비가 묘사하는 바와 같이 고도로 의례화된 바그다드의 궁정을 유지했고, 그들은 종교 생활뿐만 아니라 바그다드에 일정한 영향력을 유지했다. 바하 알다울라의 통치로 부와이흐 권력이 약화되면서, 칼리파는 어느 정도 힘을 회복할 수 있었다. 예를 들어, 칼리파 알카디르는 바그다드 선언문과 같은 저술물을 통해 시아파에 대항하는 이데올로기 투쟁을 주도했다. 칼리파들은 종종 아야룬과 논쟁을 벌이면서 수도에 피트나가 발생하는 것을 막으려고 노력하는 등 바그다드 자체에서 질서를 유지했다.
부와이흐 왕조가 쇠락하면서 공백이 생겼고, 결국 오구즈 투르크계 왕조인 셀주크 왕조가 그 자리를 메웠다. 1055년까지 셀주크 왕조는 부와이흐 왕조와 아바스 왕조로부터 독립해 일시적인 권력을 잡았다. 1056~57년에 노예 출신의 아미르 바사시리가 바그다드에 시아파 파티마 깃발을 꽂았을 때, 칼리프 알카임은 외부의 도움 없이는 그를 이길 수 없었다. 셀주크 왕조의 술탄이었던 토그릴 베그는 바그다드를 다시 수니파의 지배로 돌려놓았고, 이라크를 자신의 왕조로 삼았다.
비록 아바스 칼리파가 이슬람 공동체의 명목상의 수장으로 남아 있었지만, 다시 한번 아바스 왕조는 그들에게 필적할 수 없는 군사력을 상대해야만 했다. 그들의 와지르 니잠 알물크뿐만 아니라, 이어지는 술탄 알프 아르슬란과 말리크샤는 페르시아에 거주했지만, 바그다드에서 아바스 왕조에 대한 권력을 가졌다. 왕조가 12세기에 약화되기 시작했을 때, 아바스 왕조는 다시 한 번 더 큰 독립을 얻었다.

### 군사력의 부활 (1118~1258)

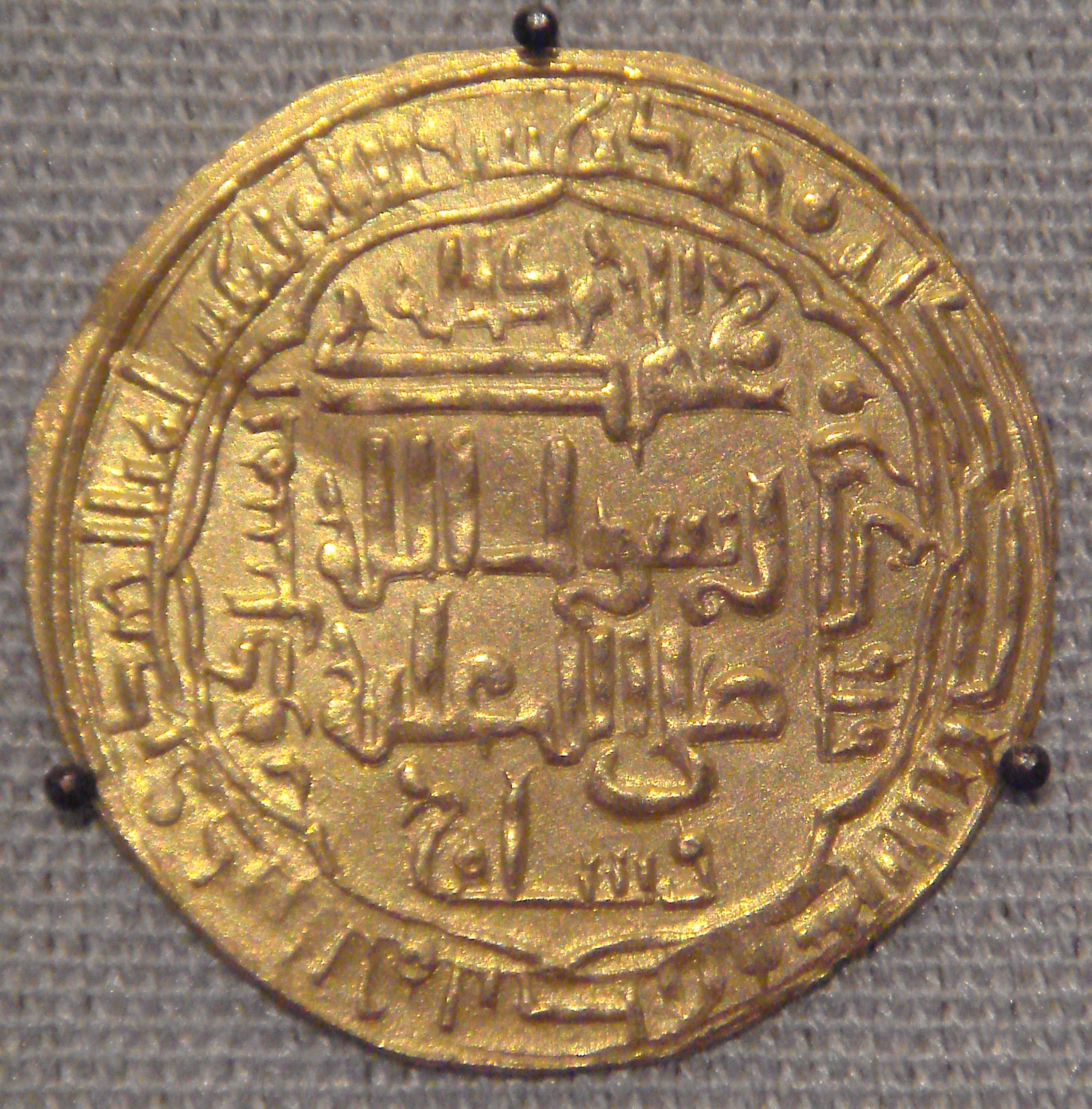
아바스 왕조의 동전, 바그다드, 1244년

칼리파 알무스타시드는 셀주크 군대와 전투에서 맞설 수 있는 군대를 건설한 최초의 칼리파였지만, 1135년에 패배하여 암살당했다. 칼리프 알무크타피는 이븐 후바이라의 도움으로 칼리프의 완전한 군사적 독립을 되찾은 최초의 아바스 칼리파였다. 거의 250년 동안 외국 왕조의 지배를 받았던 그는 바그다드 포위 공격(1157년)에서 셀주크족에게 맞서 바그다드를 성공적으로 방어하여 이라크를 지켜냈다. 알나시르(1225년 사망)의 치세에 칼리파는 이라크 전역에서 다시 권력을 장악했는데, 대부분 칼리파가 이끌던 수피 푸투와 조직에 기반을 두고 있었다. 알무스탄시르는 니잠 알물크가 세운 셀주크 시대의 니자미야를 대체하기 위해 무스탄시리야 학교를 세웠다.

### 몽골의 침략과 멸망

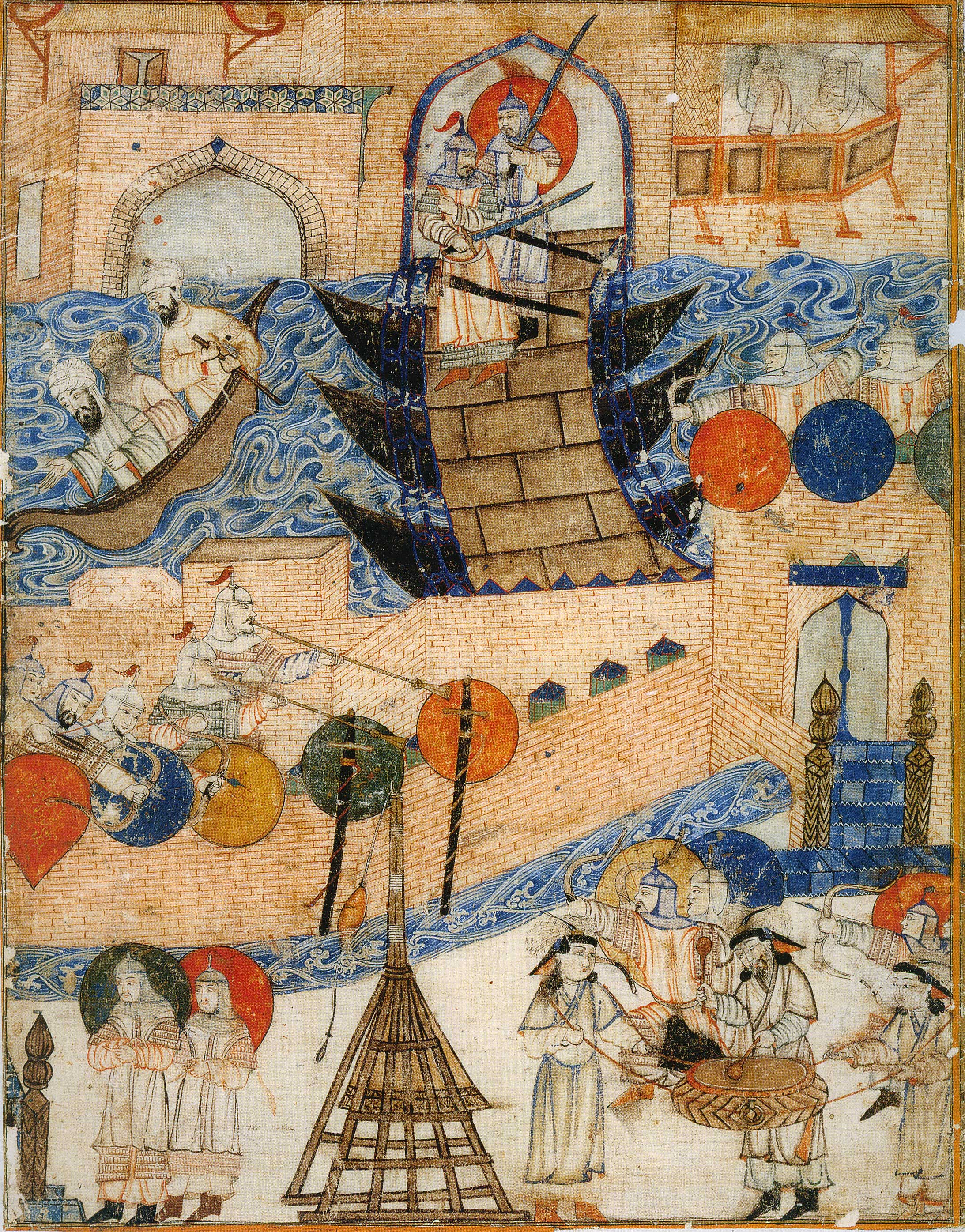
1258년 훌라구 칸이 이끄는 몽골군에 의한 바그다드 공방전

1206년, 칭기즈 칸은 몽골 고원을 통일한 후 몽골 제국을 설립했다. 13세기 동안, 이 몽골 제국은 동쪽의 중국과 서쪽의 키예프 루스, 오래된 이슬람 왕국의 대부분을 포함하여 유라시아 대륙의 대부분을 정복했다. 1258년 훌라구 칸의 바그다드 파괴는 전통적으로 이슬람 황금기의 끝으로 여겨진다.
동시대 기록에 따르면 몽골군이 모스크, 궁전, 도서관, 병원 등을 약탈하고 파괴했다고 한다. 바그다드의 36개 공공 도서관에서 나온 값을 매길 수 없는 책들이 찢어졌고, 약탈자들은 가죽 덮개를 샌들처럼 사용했다. 대대로 이어져 온 웅장한 건물들이 불에 타버렸다. 의학에서 천문학에 이르는 주제에 관한 수 많은 귀중한 역사 문서와 책들이 들어 있는 지혜의 집(바그다드 대도서관)이 파괴되었다. 살해된 과학자와 철학자들의 피로 티그리스강이 붉게 달아올랐다는 주장이 제기되었다. 시민들은 도망치려고 했지만, 한 명도, 심지어 아이들조차 구하지 못한 채 몽골군에게 대량 학살당했다.
사로잡힌 칼리파 알무스타심은 백성들이 살해당하고 그의 국고가 약탈당하는 모습을 지켜볼 수밖에 없었다. 아이러니하게도 몽골은 바그다드의 마지막 아바스 칼리파인 알무스타심의 피가 쏟아지자 초자연적인 재앙이 닥칠 것을 두려워했다. 페르시아의 시아파는 후사인 이븐 알리가 카르발라 전투에서 전사한 뒤에는 이런 재앙이 일어나지 않았다고 주장했지만, 1258년 2월 20일 훌라구는 왕의 피를 흘리지 못하도록 한 몽골의 금기에 따라 알무스타심을 카페트에 싸서 말에 짓밟아 죽였다. 칼리파의 직계 가족도 몽골로 보내진 막내아들과 훌라구 하렘에서 노예가 된 딸을 제외하고는 처형당했다.

#### 카이로의 아바스 칼리파국 (1261~1517)
아바스 왕조에 의해 맘루크 군대가 만들어진 방법과 비슷하게, 이집트에 기반을 둔 아이유브 왕조에 의해 맘루크 군대가 만들어졌다. 이 맘루크들은 그들의 주인들을 직접적으로 전복하기로 결정했고 1205년에 맘루크 술탄국을 세우며 권력을 잡았다. 1261년, 몽골에 의해 바그다드가 파괴된 후, 이집트의 맘루크 통치자들은 카이로에 아바스 칼리파국을 다시 세웠다. 카이로의 첫 아바스 칼리파는 알무스탄시르였다. 이집트의 아바스 칼리파국은 계속해서 권위를 유지했지만, 그것은 종교적인 문제들에 국한되었다. 카이로의 아바스 칼리파국은 알무타왁킬 3세가 셀림 1세에게 포로로 잡히며 끝났다.

## 사회

### 아랍화
아바스 왕조는 본래 우마이야 왕조의 비아랍인 차별에 대한 사회적인 불평등을 이용하여 권력을 잡았으나, 아이러니하게도 그들이 통치하는 동안 이슬람 제국은 급속도로 아랍화되었으며, 특히 우마이야 통치에서 비롯된 비옥한 초승달 지대(메소포타미아와 레반트) 일대에서 더욱 그랬다. 제국 전역에서 아랍어로 지식이 공유됨에 따라, 다양한 국적과 종교를 가진 수많은 사람들이 일상 생활에서 아랍어를 사용하기 시작했다. 다른 언어로 작성된 기록이나 문헌 등이 아랍어로 번역되었으며, 이전의 문화와 아랍 문화를 융합한 독특한 이슬람 정체성이 형성되었는데, 이것은 당시 유럽에서 경이로운 수준으로 여겨졌던 이슬람 문명과 그 지식의 근간이 되었다.

### 여성의 지위
이전 시대보다 더욱 확연하게, 아바스 사회에서 여성들은 공동체의 중앙 업무에서 철저하게 배제되었다. 「하디스」에서도 알 수 있듯이, 초기 무슬림들은 남성을 중심으로 이루어졌으며 외부와의 전쟁과 이슬람 제국의 팽창에 결정적인 역할을 했다고 기술되어 있는 반면, 여성의 비중은 거의 드러나지 않는다. 이것은 아랍 사회가 대단히 부계중심적으로 운영되었기 때문일수도 있다. 따라서 당시 여성들은 활발한 사회 활동을 선호하지 않았으며, 대부분은 가정에서 집안일을 하면서 남편을 내조해야 했다. 하지만 이는 아바스인들이 생각하던 '이상적인 여인상'이었고, 실제로는 여성이 외부 활동을 하는 것을 철저하게 막지는 못했다. 특히 이러한 경향은 형편이 넉넉치 않았던 중산층 이하의 계급에서 더욱 두드러졌다.

#### 여성 노예
초기 무슬림 정복은 무슬림 지배층들에게 막대한 부와 수많은 노예들을 가져다 주었다. 노예들 중 대다수는 여자와 아이들이었는데, 정복의 결과로 이슬람 세계에 노예가 넘쳐나게 되었는데, 실제로 권력자들은 최대 1,000명에 달하는 노예들을 소유할 수 있었으며 하다못해 일반 병사조차 조금의 돈만 모으면 10명 정도의 노예들을 구매할 수 있었다.
아바스 왕조의 주 노예 공급처는 유럽이나 중앙아시아, 혹은 사하라 이남 아프리카였다. 키예프 루스 및 하자르는 흑해 무역로를 통해 여성 노예들을 수출했으며, 신성 로마 제국의 동방식민운동 과정에서 포로가 된 슬라브인이 노예 시장에서 거래되기도 했다. 한편 중앙아시아에서는 사만 토후국이 튀르크계 유목민들을 사로잡아 병사로 훈련시키거나 광부로 착취하였다. 아바스 왕조 내부의 노예 비율은 8~9세기 사이에 정점을 찍었지만, 이후 맘루크의 부상~노예들의 이슬람으로의 개종과 같은 여러 요인들 때문에 시간이 갈수록 점차 하락하는 경향을 보였다.

#### 하렘
아바스 왕조의 하렘은 주로 가정의 어머니, 딸, 노예 첩, 여성 친척, 기타 여성 및 환관 등으로 구성되어 있었으며 매우 폐쇄적이고 비밀스러운 집단이었다. 하지만 하렘 내부인들에 대한 대우는 그리 좋지 못했다. 하렘의 규모가 크고 소속된 여인들의 수가 많다는 것은 그만큼 해당 하렘을 소유한 남성의 사회적 지위가 높다는 것을 의미했기에, 남성들은 최대한 많은 여성들을 소유하고 하렘의 크기를 키우는 데에만 집중했다. 특히 상류층에 이러한 풍조가 만연했는데, 이들은 여인들을 애정 관계라기보다는 단지 성욕의 해소 대상으로 여기거나, 아예 일종의 전리품처럼 잇달아 전시해 놓았다고도 전해진다. 대표적인 예로는 아바스 칼리파 알무크타디르가 있는데, 그는 약 4,000여 명의 노예 첩들과 11,000여 명의 하인으로 이루어진 거대한 하렘을 거느렸다.
| 위계 서열 | 아바스 하렘의 구조 |
| --------- | --- |
| 1위       | 태후 칼리파의 어머니. 궁정 내에서든 하렘 내에서든 최고 연장자이자 권력자로서 대접을 받았다. 여성 친족들 칼리파의 비혼 여성 친족들 (미혼 딸, 자매, 친척) 역시 하렘에서 생활할 수 있었다. 이들은 종종 이곳에서 뛰어난 시나 음악 등을 창작하는 업적을 남기기도 했다. |
| 2위       | 황후 출신은 귀족, 평민, 노예 등으로 다양했으나 표면상으로는 모두 지위가 동등했으며, 칼리파의 총애 정도에 따라 그 서열이 나뉘어졌다. |
| 3위       | 마지야트 (후궁) 이들은 사랑의 대상이라기보다는 쾌락을 해소하기 위한 대상이었으므로, 주로 성적인 기술을 배우거나 음악, 노래, 시, 춤 등을 익혔다. 운이 좋고 열심히 노력했다면 칼리파의 눈에 들어 그의 아이를 낳을 수도 있었는데, 이때는 '옴 왈라드'라는 특별 신분으로 격상됐다. |
| 4대       | 자와리스 (노예 무희) 주로 칼리파와 하렘 여인들 앞에서 공연을 했다. 역시 칼리파의 눈에 들면 마지야트로 신분 상승이 가능했다. |
| 그 외     | 카흐라마나 (여시종) 하렘을 자유롭게 드나들 수 있는 유일한 여성. 외부에서 물건을 구매하거나 하렘 여인들의 편지를 전달하는 잡일을 했다. 이 외에도 하렘의 아이들을 교육하거나 개인 시종, 심부름을 하는 등 그 역할이 매우 다양했다. 환관 하렘을 지키거나, 여성들이 하렘 외부로 나가는 것을 막고 방문객들을 검사하는 역할을 했다. 이들은 간통을 막기 위해 모두 거세된 채로 입궁되었다. |

### 이교도들에 대한 처우

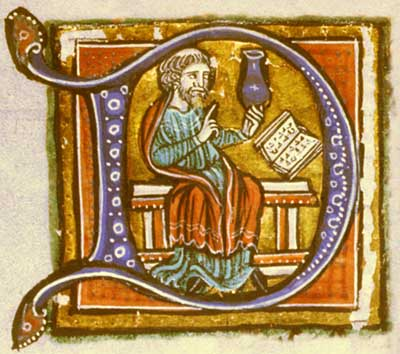
아바스 시대의 기독교 학자 후나인 이븐 이샤크. 그는 명망 있는 번역가이자 의사, 과학자이기도 했다.

아바스 칼리파국 내부에서 유대인, 기독교인, 그리고 비무슬림(조로아스터교도, 힌두교도)들의 지위와 대우는 특히 복잡할 뿐만 아니라 지속적으로 변화하는 문제이기도 했다. 주류 무슬림들은 이들을 딤미dimmi라고 부르면서 확연한 사회적 차별을 두었다. 이들은 종교세 지즈야를 지불해야 할 의무가 있었으며 병역, 세금, 재판 등 다양한 분야에서 종종 차별 대우를 받았다. 그러나, 유대인과 기독교인은 책의 사람들(비이슬람 일신교)로서 어느정도의 종교적 자유를 허용받았고, 강제로 이슬람으로 개종할 필요가 없었다.
딤미 차별의 공통적인 측면 중 하나는, 그들의 처우가 당시 칼리파가 누구인지에 따라 달라진다는 것이었다. 알무타와킬(재위 822–861)과 같은 일부 칼리파들은 딤미들에게 가장 가혹했던 아바스 통치자였다. 그들은 딤미가 공공장소에서 착용할 수 있는 복장에 제한을 두었으며, 무슬림과 구별할 수 있게 노란색 옷을 입도록 강요했다. 또한 정부 전반에서 이교도들을 분리시키는 한편, 그들의 주택을 압류하고 그들이 교육받는 것을 더욱 어렵게 하는 법률을 만들기 까지 했다. 하지만 대부분의 아바스 칼리파들은 알 무타와킬만큼 엄격하고 불관용적이지는 않았다. 시대마다, 그리고 특히 재위 중인 칼리파의 성향 차이에 따라, 아바스 왕조의 딤미들의 처우에 대한 관점 및 정책은 관용적이었다가 불관용적이었다가를 반복했다. 알무타와킬은 개중에서도 최악에 가까울 정도로 불관용적인 칼리파였다. 알만수르(재위 714–775)의 통치 기간 동안, 유대인과 기독교인들이 바그다드 궁정의 문화 전반에 영향을 미치는 것은 흔한 현상이었다. 그들은 학문적인 일에 참여함으로써 이를 행했다.
한 칼리파의 통치 기간 동안 딤미들의 처우에 대해 부과된 법은 이후 폐기되거나, 미래의 칼리파의 통치 기간 동안 실행되지 않는 것이 일반적이었다. 즉, 차별적인 법이 있어도 엄격하게 지켜지지 않거나 아예 무시당하는 경우도 많았으며, 단지 명목상이었을 뿐 실제로는 상황에 맞게 임의적으로 딤미들을 사회에 진출시켜 주었다는 이야기이다. 알만수르는 비무슬림들이 공직에 참여하는 것을 금지하는 법을 제정했으나, 재정·재무 분야에서 필요한 딤미들의 전문성 때문에 그가 만든 법을 무시하고 이들을 재무부에 대거 등용했다. 알무타와킬은 그의 전임자들보다 훨씬 가혹하고 엄격한 법을 제정했음에도, 그의 통치 기간 동안 정부에 참여하는 딤미들에 관한 수많은 법률들이 완전히 관철되지 않았거나 최소한 덜 엄격하게 준수되었다. 심지어 이교도들의 처우에 관해 알무타와킬과 비슷한 관점을 가지고 있었던 알무크타디르(재위 908–932)조차도 개인적으로는 다수의 기독교인 비서들을 두고 있었는데, 이것은 비무슬림들이 여전히 칼리파국 내의 가장 중요한 인물들 중 많은 사람들에게 쉽게 접근할 수 있었음을 보여준다. 실제로 그들 중 몇몇은 평범한 능력을 가졌거나 무슬림 고위 관리들의 비서였던 경우를 제외하면, 대부분 칼리파 다음으로 높은 직위였던 와지르로 임명되었다.

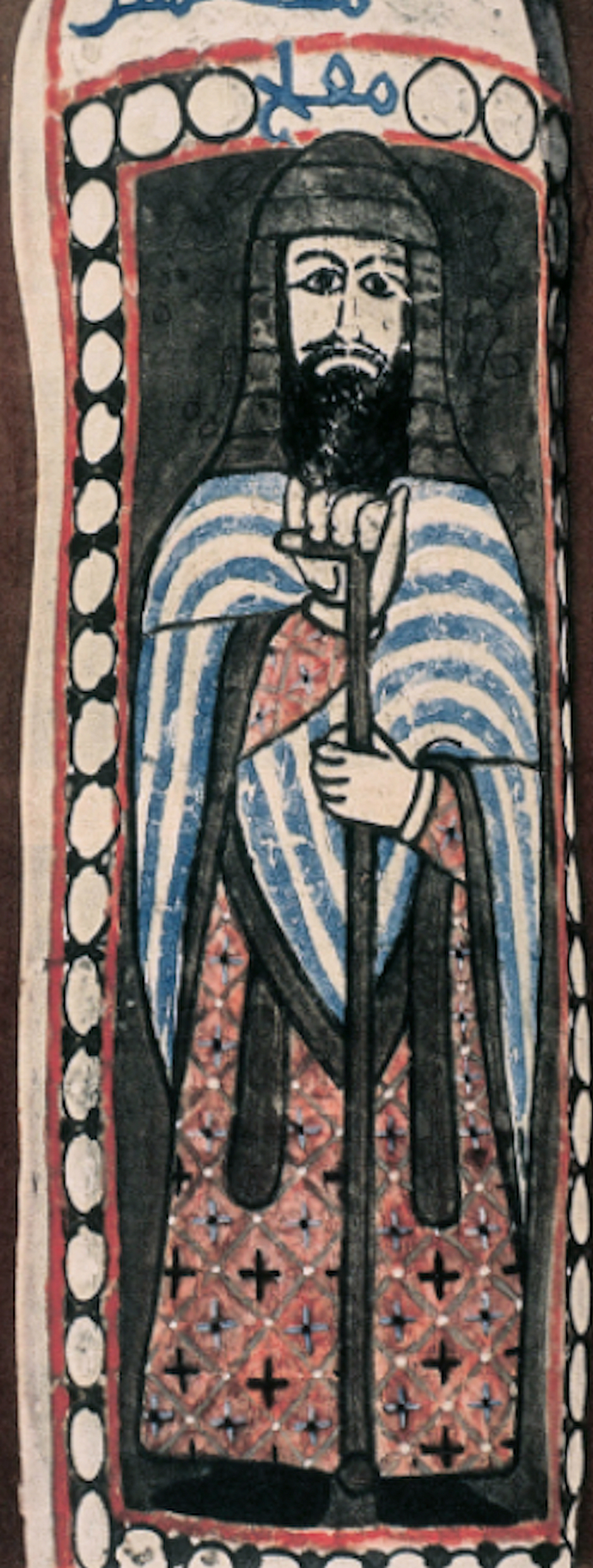
동방교회 성직자를 묘사한 알무크타르 궁전의 벽화. 오늘날 이라크 사마라에 있다.

유대인과 기독교인들의 사회적 지위는 무슬림들에 비하면 전반적으로 낮을 수 밖에 없었으나, 이들 역시 의사나 학자, 고위 관리처럼 사회적으로 명망 있는 직업을 가지는 것이 가능했다. 아바스 왕조는 능력주의를 기반으로 한 사회구조를 가지고 있었기 때문에, 딤미들은 출신이나 종교에 상관없이 능력만 뛰어나다면 그에 걸맞는 지위를 성취할 수 있었다. 이들이 궁정에서 명망 있는 직책을 맡을 수 있었던 가장 큰 이유 중 하나는 그들이 일반적으로 국가의 안녕에 중요했으며, 당면한 일에 능숙하고 근면하게 대처했기 때문일 것이다. 그들에게 관용적이었던 몇몇 칼리파의 통치 하에서만 가능했지만, 아바스 시대 대부분에는 딤미들과 무슬림들이 서로 어울려 살아가는 것이 가능했다.. 이것을 입증해주는 증거는 당시 유대인과 기독교인의 사회적 지위에 대한 기록을 기반으로 하는 것이다. 예를 들어, 알만수르가 아바스 칼리파국을 통치하는 동안, 딤미들이 무슬림들과 같은 동네에서 사는 것은 그리 드문 일이 아니었다. 다만 이들이 아무런 차별을 받지 않은 것은 아니었는데, 일부 무슬림들은 아바스 왕조가 이슬람 국가임에도 불구하고 그들의 신앙에 방해가 되는 딤미들을 공직에 등용하는 것을 불쾌하게 생각했다. 심지어 무슬림이 여전히 지배층의 대다수를 형성하고 있었다고 해도 말이다. 특히 이들은 자신보다 더 높은 수준의 재산이나 위신을 가진 딤미들을 질투하여 폭력적인 수단으로 재산을 빼앗기도 했다. 하지만, 일반적으로 무슬림, 유대인, 기독교인은 당대의 유럽과 달리 때로는 긍정적으로 여겨질 수 있는 밀접한 관계를 맺었다.
아바스 왕조 치하에서 딤미들에게 부과된 수많은 차별적인 법과 제한은, 종종 다른 국가들이 소수 종교, 특히 유대인을 차별하기 위해 사용했던 몇몇 법들과 유사하거나 오히려 더 나았다. 4세기 로마인들은 유대인들이 공직에 등용되는 것을 금지했고, 로마 시민이 유대교로 개종하는 것 역시 엄벌에 처했으며 군대에서 복무하는 유대인들을 이유 없이 강등시키기도 했다. 직접적이지만 이와는 대조적으로, 아바스 왕조에서는 이븐 알푸라트와 알리 이븐 이사 이븐 알자라라는 두 와지르가 기독교인 장군을 군대의 총사령관으로 임명하는 건을 두고 여러 관료들과 논쟁을 벌였는데, 이 둘은 결국 이를 관철해내는 데에 성공했다. 이것은 당시 아바스 칼리파들이 로마 황제들과 비교해보아도 훨씬 관용적인 측면이 있었다는 것으로 볼 수 있다.
비아랍계 민족 역시 민족, 종교를 초월한 아바스 왕조의 울타리 안에서 이상적인 생활을 영위할 수 있었는데, 특히 유대인들에 대한 관용이 두드러진 편이었다. 바그다드의 유대인 대부분은 아랍어를 모국어로 사용하면서 자연스럽게 아랍 사회와 공동체에 편입될 수 있었다. 일부 유대인들은 학교에서 히브리어를 별도의 교양 과목으로 배웠으며, 이들의 종교 교육은 번창했고, 바그다드에는 10개의 랍비 회당과 23개의 유대 회당이 설립되었다. 심지어 바그다드에는 이슬람 성인과 순교자들의 무덤뿐만 아니라, 유대인들이 레반트에서 처음 이주했을 때 이라크로 시신이 옮겨졌던 여호수아의 무덤도 있었다. 아바스 이슬람 제국의 관용은 유대인들이 중동 전역에 흩어져 있는 유대인 공동체 사이의 연결 고리를 재건할 수 있도록 도움을 주었다.

### 공휴일
아바스 제국의 무슬림들은 기독교인들과 마찬가지로 특정한 날을 기념하고 큰 축제를 벌였다. 이슬람 축제에는 크게 2가지가 있었는데, 하나는 라마단이 끝나는 날인 이드 알피트르ʿĪd al-Fiṭr였고, 다른 하나는 희생의 축제로 알려진 이드 알아드하ʿĪd al-ʾAḍḥā였다. 전자는 어린이들이 장식과 달콤한 고기를 구입하기 때문에 특히 기뻤다. 사람들은 최고의 음식을 준비하고 새로운 옷을 장만했다. 축제 당일날 아침, 무함마드의 토브를 입은 칼리파는 무장한 군인들과 함께 대모스크로 가서 그곳에서 예배와 기도를 했다. 이것이 끝난 다음, 참석한 모든 사람들은 서로 가장 바라는 소원을 교환하고 친척과 배우자를 포옹했다. 축제는 오직 3일 동안만 지속되었는데, 이 기간의 밤 동안 궁전들은 화려하게 불을 밝혔으며 티그리스강에는 등을 매달은 나룻배들이 떠다녔다. 한 기록에 따르면, 이 때의 바그다드는 "신부처럼" 반짝였다고 한다. 한편 이드 알아드하가 진행되는 동안, 양들은 칼리파의 참여 아래 공공 장소에서 도살되어 가난한 사람들에게 나누어졌다.
시아파들은 이 두 축제 외에도 파티마와 알리 이븐 아비 탈리브의 생일을 축하했다. 왕실의 결혼과 출산은 제국의 모든 사람들에게 관심거리였다. 왕자 하룬 알라시드가「쿠란」을 막힘없이 암송할 수 있다는 발표에 공동체는 환호했다. 백성들은 횃불을 켜고 화환으로 거리를 장식했으며, 그의 아버지 알 마흐디는 500명의 노예들을 해방시킴으로써 이를 기념했다.
다른 문화와 종교로부터 받아들인 모든 휴일들 가운데, 바그다드에서 가장 많이 기념되었던 휴일은 새해가 왔음을 기념하는 페르시아의 전통 명절인 노루즈였다. 주민들은 페르시아식 의식용 제단 앞에 서서 물을 뿌리고 아몬드 케이크를 먹었다. 황실의 궁궐은 6일 밤낮으로 불을 켰다. 아바스 왕조는 또한 겨울의 시작을 알리는 페르시아 명절 미흐라지와 사다르의 휴일을 축하했는데, 이때 각 가정에서는 향을 피웠으며 대중들은 티그리스강을 따라 모여 왕자들과 방문객들이 지나가는 것을 구경하기도 했다.

## 문화

### 이슬람 황금기
أطلبوا العلم من المهد إلى اللحد
무덤에서 요람까지 지식을 탐구하라.

— 「하디스」의 한 구절

حبر الباحث أكثر قداسة من دم الشهيد
학자의 잉크는 순교자의 피보다도 더 거룩하다.— 「쿠란」의 한 구절

진리가 어디서 오든 간에, 우리는 그것을 인정하는 데에 부끄러워하지 말아야 한다. 설령 그것이 과거의 세대나 이방인들로부터 온 것이라고 해도 말이다. 진리를 추구하는 자에게 있어 진리 자체보다 더 귀중한 것은 없다.— 9세기 이슬람 철학자 알킨디

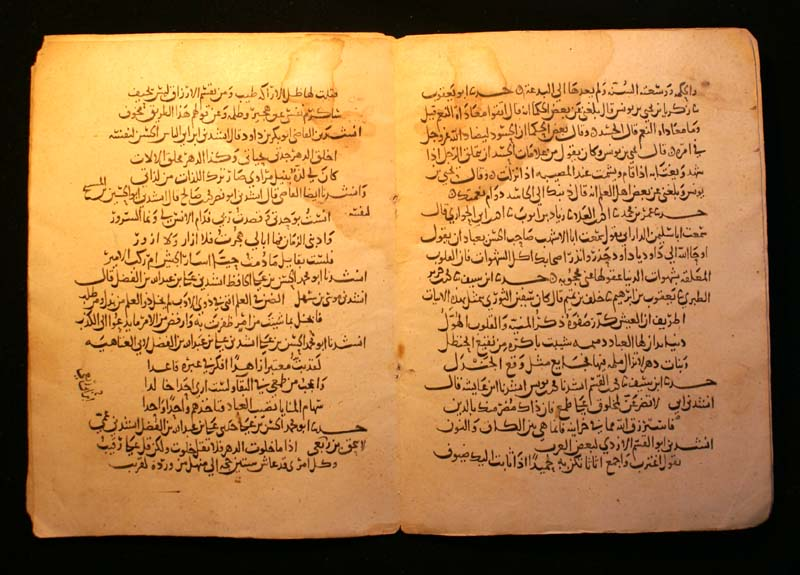
아바스 시대의 필사본

750년부터 시작되어 1258년 몽골의 바그다드 정복 직전까지 이어진 아바스 왕조의 역사적인 시기는, 대부분의 역사학자들과 사람들에게 이슬람 황금기로 인식된다. 이는 8세기 중반 아바스 왕조의 부상과 바그다드로의 수도 이전에서 기원했던 것이었다.
아바스 왕조는 그 어느 이슬람 왕조보다도 지식의 가치를 더욱 강조했다. 8~9세기에 이르는 기간 동안 지혜의 집이 설립되고 문화적인 발전에 관심이 집중됨에 따라, 이슬람 세계는 당대 과학·철학·의학·교육의 지적 중심지로 거듭났다. 이곳에서는 이슬람 학자뿐만 아니라 비이슬람 학자 역시 세계의 모든 지식을 수집하여 그들의 언어로 번역하는 과정에 동참했다. 덕분에 소실되거나 역사 속으로 잊혀질 뻔 했던 고대의 수많은 고전 작품들이, 아바스 왕조 치하에서 아랍어와 페르시아어로 대거 번역됨으로써 비교적 온전하게 보전될 수 있었다.
이 기간 동안 이슬람 세계는 로마, 중국, 인도, 페르시아, 이집트, 마그레브, 심지어 고대 그리스 및 동로마 문명으로부터 받아들은 지식을 수집·종합했을 뿐만 아니라, 오히려 더욱 발전 및 개량시킨 이른바 "문화의 가마솥"이었다. Huff에 따르면, "천문학·연금술·수학·의학·광학 등 거의 모든 분야에서 칼리파의 과학자들이 과학 발전의 선두에 있었다"고 한다. 왕조가 쇠퇴한 뒤에도 그들의 업적은 빛을 잃지 않았으며, 몇 세기에 걸쳐 튀르크인, 히브리인, 라틴인들에게로 전해짐으로써 인류의 역사에 길이길이 남게 되었다.

### 문학

#### 천일야화
아바스 왕조 시대에 편찬된 대부분의 문학 작품은 오늘날 대중적으로 많이 알려져 있는데, 그 중에서도 가장 유명한 것은 환상적이고 아름다운 민담·전설·우화들의 모음집인 《천일야화》이며, 이슬람권 뿐만 아니라 전 세계에서 사랑받고 있을 정도로 그 명성이 뛰어나다. 이 작품은 사산 시대의 페르시아 원본을 아랍어로 번역한 것이라고 기록되어 있으나, 인도 전통 문학에서 유래되었을 가능성도 배제할 수는 없다. 특히 각지의 이야기들을 아랍어로 번역하는 과정에서 아랍 식으로 각색되고 아랍 설화들도 수록되기 시작함으로써 원본과는 상당히 달라지게 되었다. 나중에는 페르시아, 메소포타미아, 이집트의 몇몇 설화들이 계속 추가되었는데, 14세기 즈음에 이르러서는 이야기의 수와 종류가 각 작품마다 매우 다양해졌다. 《천일야화》의 다양한 이야기 중에는 알라딘, 신밧드, 알리바바와 같은 명작들이 포함되어 있기도 하다.
현존하는 가장 오래되고 형태를 갖춘 《천일야화》는 14~15세기 사이에 맘루크 왕조의 시리아에서 만들어진 아랍어 필사본이다. 그러나 이 사본은 282회 날 밤에서 중단된 불완전한 작품, 즉 미완성본이었다. 이외에도 16~17세기에 만들어진 사본들이 여럿 있었지만, 이들 역시 중간에서 끊겨서 정확한 내용을 알아볼 수 없었다. 하지만 18세기 프랑스의 동양학자이자 작가였던 앙투안 갈랑드가 시리아 필사본을 바탕으로 이집트의 판본과 여러 아랍 구전을 수록하고, 특히 상당 부분을 스스로 창작하는 등의 노력을 통해 1704년 최초의 서양 천일야화를 출판했다. 이후 1721년까지 이 판본들이 유럽 각국의 언어로 번역되는 과정에서, "아라비안 나이트Arabian Nights"라는 영어 제목으로 널리 알려지게 되었다.
오늘날 우리가 감상하는 천일야화의 대부분은, 영국의 동양학자이자 탐험가인 리처드 프랜시스 버턴이 소개한 영역본을 바탕으로 한 것이다. 그는 이전의 영역판들이 이슬람에 대한 혐오를 노골적으로 기술하고 선정적인 부분을 삭제했던 것과 달리, 책의 내용에 아무런 손을 대지 않았으며 이전에 외교관으로 활동한 경험을 살려 이슬람의 풍습과 아랍 사회상까지 연구한 다음 번역을 주도했다. 그의 최종 번역본은 1885년에 완성되었는데, 당시에는 지나치게 에로틱시즘을 강조했다고 비난받기도 했으나 오늘날에 와서는 상당히 완성도 높은 사본이라 평가받고 있다.

#### 다른 작품들
이슬람 시의 발전은 아바스 왕조 시대에, 특히 중앙 정부의 지방 통제력 상실과 페르시아계 왕조들의 부상 이전에 그 절정에 달했다. 가장 유명한 예는 《라일라와 마즈눈》으로, 본래는 아랍 이야기였으나 시간이 지나면서 아제르바이잔어, 페르시아어, 튀르크어 등의 다양한 언어로 번역되어 이슬람권 전역에 널리 알려졌다. 이것은 훗날 윌리엄 셰익스피어의 『로미오와 줄리엣』과 같이 영원한 사랑을 주제로 하는 비극적인 이야기이다. 한편으로, 아바스 칼리파들은 예술 발전에 막대한 후원을 아끼지 않았다. 9세기 초의 유명한 아랍 시인이었던 아부 탐맘, 아부 누와스, 그리고 알 무타나비를 포함하여 수많은 인물들이 아바스 궁정과 밀접한 관계를 맺으면서 훌륭한 작품들을 집필해 나갔다.
 ذهبيّةٌ تختالُ في جنباتِها  كالدرّ ألفَهُ نظامُ الراتقِ باكرتُها من كفّ أغيدَ شادن حسنِ التنعّم فوق سُؤلِ العاشق مُتَعَقربِ الصدغينِ في لحظاتهِ فِتَنُ لها مقرونةٌ ببوائق متخرّسٍ دينُ النصارى دينهُ ذي قُرطقٍ لم يتّصل ببنائقِ لَبِقٍ بديع الحسنِ لو كلّمتهُ لنبذتَ دينكَ كلّهُ من حالقِ واللَهِ لولا أنّني متخوّفٌ أن أُبتلى بإمام جَورٍ فاسقِ لتبعتهُ في دينهِ ودخلتهُ ببصيرةٍ فيه دخولَ الوامقِ إنّي لأعلمُ أن ربّي لم يكن ليخُصّهُ إلّا بدينٍ صادقِ

 
유리에 퍼지면 무수한 색을 자랑하여 모든 혀들을 잠잠케 하고

연인의 부탁에 아름답게 말을 건네는 나긋나긋한 청년의 손에 재단사와 같은 튼실한 금빛 몸매를 과시하며

관자놀이에는 곱슬머리가 물결치고 재앙을 불러오는 그의 눈을 들여다본다면

그는 그리스도인일지어니, 그는 호라산에서 만들어진 옷을 입고 윗가슴과 목을 훤히 드러내고 다니는구나.

만약 당신이 이 고상한 아름다움에 말을 건다면, 아마 이슬람 교리조차 높디높은 산꼭대기에서 당장 던져버릴지도 모르는 일일지어다.

모든 죄인을 타락으로 인도하는 그의 약탈을 내가 두려워하지 아니하였더라면

나는 그의 종교로 개종하여 알면서도 사랑으로 그 종교에 들어갈 것이었을지라.

만약 그가 참된 교리를 믿고 있지 않았다면, 알라께서 이 젊은이를 이토록 아름답게 구별하지 않으셨을 것이라 착각했을 터이니.
 — 아부 누와스의 시
하룬 알라시드 치세 동안 바그다드는 거리 여기저기에 널려 있는 수많은 서점들로 유명세를 떨쳤다. 751년 탈라스 전투를 계기로 중동에도 제지 기술이 도입되었는데, 이것은 이슬람 문명의 발전을 대단히 촉진시키는 원동력이 되었다. 757년 사마르칸트에 이슬람 최초의 제지 공장이 건설되었으며, 얼마 지나지 않아 제국 전역에서 종이가 가죽과 양피지를 대체했다. 책의 생산량도 폭증했는데, 이러한 일련의 사건들은 약 700년 이후의 유럽에서 구텐베르크가 인쇄기를 발명한 것과 맞먹을 정도로 당시 사회상에 막대한 영향을 미쳤다. 794년, 자파 알바르막이 바그다드에 제지 공장을 지음으로써 본격적으로 아바스 궁정에서도 종이가 사용되기 시작했고, 마침내는 바그다드 상업 지구의 한 거리 전체가 종이와 책만을 전문적으로 판매하는 데 전념하게 되었다.

### 철학
이슬람 철학에 대한 보편적인 정의 중 하나는, 바로 "이슬람 문화의 틀 안에서 생산되는 철학적 스타일"이라고 할 수 있다. 이 정의에 따르면 이슬람 철학은 반드시 종교적인 문제와 관련이 있어야 하는 것은 아니며, 오직 무슬림들에 의해서만 생산되는 것도 아니다. 아리스토텔레스에 대한 그들의 연구는 고대 그리스의 철학적 교리가 이슬람 세계와 서유럽으로 전파되는 핵심적인 계기가 되었다. 그들은 종종 철학자를 바꾸어 이지티하드 정신에 입각한 활기차고 열띤 토론을 벌였으며, 영향력이 있는 독창적인 철학 작품들을 여럿 집필했다. 그들의 사고는 중세 시대의 유럽 철학자들, 특히 토마스 아퀴나스에 큰 영향을 미쳤으며, 마침내는 기독교 철학의 한 부분으로 융합되었다.
알킨디, 알파라비, 이븐 시나 등의 사상가들은 아리스토텔레스주의와 신플라톤주의를 이슬람을 통해 유입된 다른 사상들과 결합한다는 발상을 떠올렸는데, 이로 인해 성립된 것이 바로 아비센나주의였다. 한편 다른 영향력 있는 아바스 시대의 철학자들로는 알자히스와 이븐 알하이탐(알하센) 등이 있었다.

### 건축

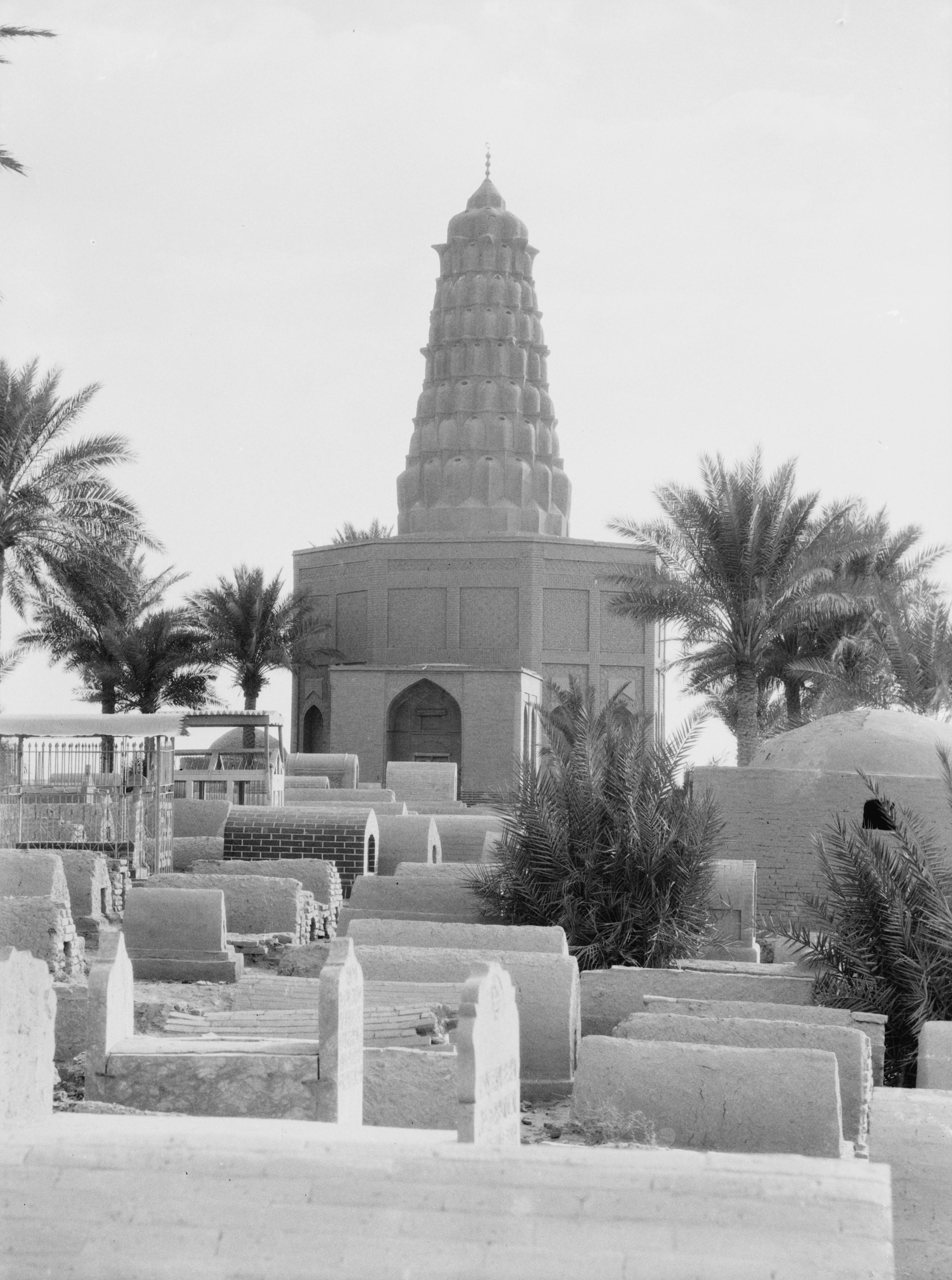
바그다드 공동묘지에 있는 무덤들. 1200년대에 지어진 것이다.

우마이야 왕조가 아바스 왕조로 대체됨에 따라 이슬람의 건축 문화는 큰 변화를 맞이하게 되었다. 이전까지는 (헬레니즘과 로마의 요소들을 특징으로 하는) 그리스–로마 전통의 건축 양식이 주를 이루었으나, 아바스 왕조가 들어서고 중심지가 보다 동쪽, 즉 이라크와 페르시아 일대로 옮겨지면서 동양풍의 건축 양식이 점차 발달하기 시작했다. 이 무렵의 아바스 건축물들은 고대 메소포타미아 이래로 계속 이어져 내려오던 여러 전통 요소들, 특히 사산 시대의 그것들에 영감을 다시 많이 받았던 것 같다. 한편, 구운 진흙 벽돌과 스투코를 사용하여 건축물을 축조하는 기독교 건축 양식 또한 도입되기도 하였다.
아바스 왕조가 워낙 광대한 영토를 통치했던 터라, 이들의 건축 양식은 중동 너머 마그레브와 중앙아시아로 급속하게 전파되면서 그곳의 문화에 적지 않은 영향을 끼치기도 했다. 비록 870년을 전후로 하여 아바스 왕조의 영향력이 위축되기는 했지만, 이들이 남기고 간 건축 유산은 시간이 지나도 사라지지 않고 오히려 이슬람 세계의 대부분에서 독자적인 건축 양식이 발전할 수 있는 밑거름이 되어주었다.
도시 내부의 집들은 대부분 2층으로 구성된 독신 또는 다가구 주택이었는데, 1층은 더위를 피하기 위해 약간 땅을 파서 바닥을 지면보다 낮도록 만들었으며 2층은 목재로 천장을 올리고 평평한 계단식 지붕을 쌓았다. 이렇게 만들어진 주택은 외관만 보면 소박한 모습이었으나, 내부는 주택 내부에는 화장실과 냉각 장치가 보편화되어 있었고 수많은 화려한 장식품들로 꾸며져 있었다. 거주 구역은 사막에 종종 불어닥치는 모래바람을 피하기 위해 오밀조밀하게 붙어 있도록 설계한 것으로 추정된다.
튀니지의 카이로완 모스크와 같은 우마이야 시대의 여러 모스크들은 아바스 시대에 이르러서 대거 보수되었다. 표면적으로 보았을 때는 보수를 넘어 아예 재건했다 보여질 정도의 이 사업은 이슬람 세계의 가장 먼 지역, 즉 아글라브 왕조가 통제하는 지역에서 대체로 실행되었으나, 이를 주도했던 것은 실질적으로는 아바스 왕조였다. 이집트의 독립적인 총독이었던 아흐마드 이븐 툴룬은 아바스 건축 양식을 바탕으로 879년에 완공된 이븐 툴룬 모스크를 의뢰했는데, 이는 오늘날까지 가장 잘 보존된 아바스 시대의 건축물 중 하나이다.

#### 바그다드
762년, 제 2대 아바스 칼리파 알만수르는 새로운 수도의 조성에 관심을 가지기 시작했는데, 이것은 그의 제국을 이전 우마이야 왕조의 중심지였던 다마스쿠스 일대로부터 분리하려는 시도이자 동쪽의 쿠파와 바스라에서 준동하는 시아파 반란 세력을 억누르기 위한 수단이었다. 메소포타미아는 비옥한 토지로부터 창출되는 높은 농업 생산량, 유프라테스강과 티그리스강 일대의 잘 정비된 관개 수로, 광대한 영토의 중심부, 실크로드 및 인도양 무역로에 대한 접근성 용이라는 장점들 덕분에 제국의 수도가 되기에 매우 이상적인 지역이었다. 아바스 왕조 이전에 우르, 바빌론, 니네베, 크테시폰 등 역사적인 고도(古都)들이 여럿 존재했음이 이를 방증해준다.

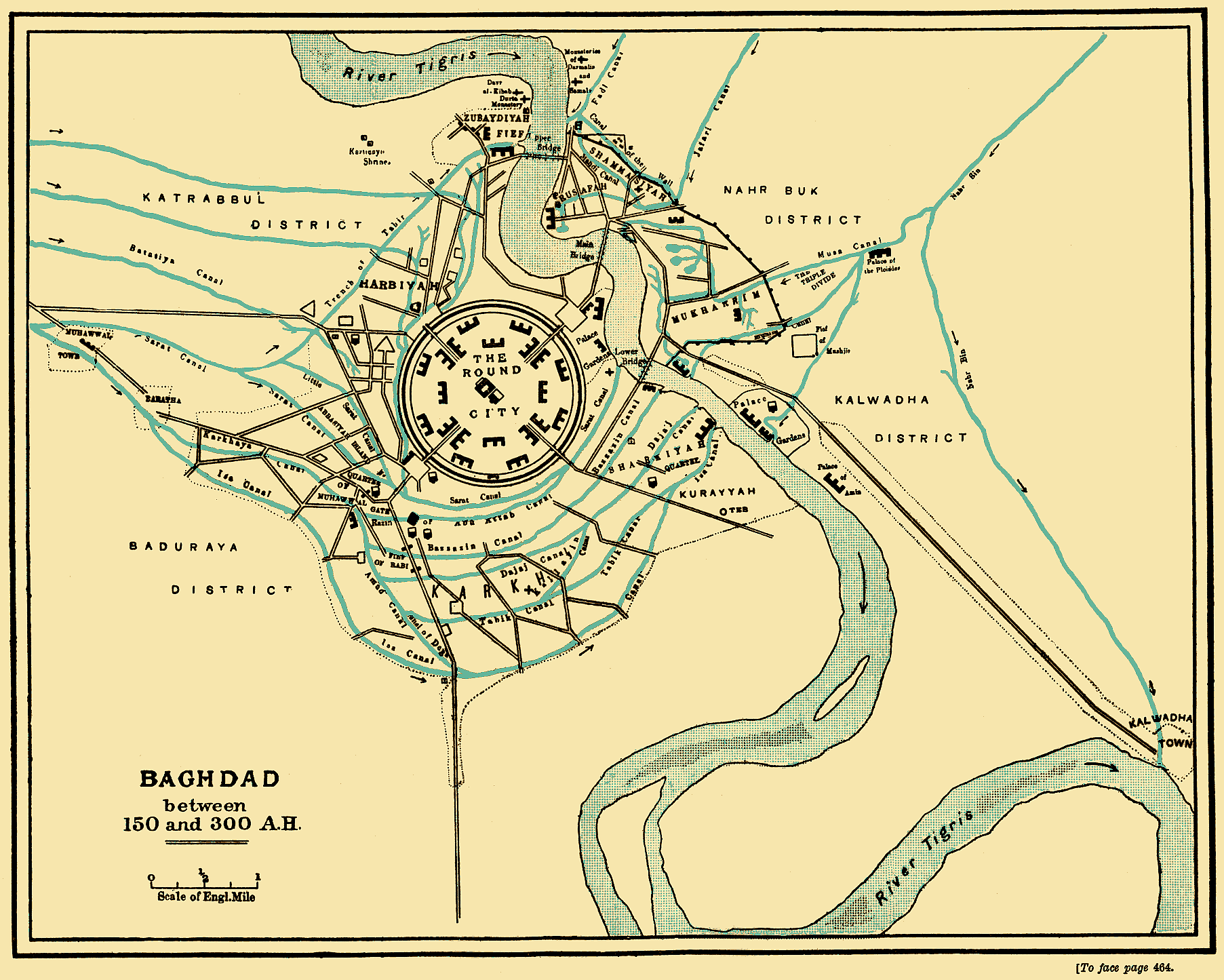
서기 767년에서 912년 사이의 바그다드 지도. 원형 도심은 763년에 완공되었다.

약 1년 동안 10만 명의 노동자 및 1,800만 디나르가 투입되어 완공된 새로운 수도 바그다드는, 당대에는 마디나트 앗살람(مدينة السلام, 평화의 도시)이라 불렸으며 오늘날보다는 그 규모가 훨씬 작았다. 하지만 내부의 원형 도심만 해도 지름 2.4km, 둘레 10km에 달했으며 쿠파·시리아·호라산·바스라라는 이름의 4개의 문이 있는 이중 방어벽으로 겹겹이 둘러싸여 있었다. 한편 도심 중앙에는 33,000m2의 칼리파 궁전과 8,400m2의 모스크가 있었고, 그 주위로 각종 수로들과 다리들이 촘촘히 설계되어 물류 운송 및 사람들의 이동을 원활하게 해주었다.

#### 사마라
바그다드와 함께 아바스 건축의 정수로 언급되는 것이 바로 사마라이다. 도시 자체는 우바이드 시대의 유적지가 발견되는 등 기원전부터 존재했었으나, 이슬람의 팽창 이후 아바스 왕조 시대에 들어서야 주목을 받기 시작했다. 836년, 제8대 아바스 칼리파 알무타심이 이곳을 수도로 삼은 것은 앞으로 이어질 사마라의 전례 없는 번영을 예고했다. 곧 사마라에는 거대한 궁전 복합 단지가 조성되었는데, 그 내부에는 모스크와 목욕탕, 접견실, 주거 공간, 드넓은 정원 등이 포함되어 있었다.
848년에 제 9대 칼리파 알무타와킬은 새로운 모스크를 건설할 것을 명했는데, 이리하여 시작된 새로운 모스크 건축 사업은 851년에 끝이 났다. 그 결과물인 사마라 대모스크는 당시 세계에서 가장 거대한 모스크였다. 모스크의 외벽은 구조를 지탱하는 44개의 반원형 탑들과 이를 연결해주는 진흙 벽돌벽으로 이루어져 있고, 총 28개의 창과 16개의 문으로 밖과 안을 구별한다. 당대에는 아치형 기둥 열주들로 둘러싸인 아름다운 정원, 대리석 타일로 제작된 분수, 그리고 황금빛과 푸른빛 모자이크 타일로 덮여있는 외벽 등으로 그 위엄을 뽐냈으며, 약 464개에 달하는 내부의 기둥들은 11m의 천장을 지탱하면서 예배를 하러 찾아온 사람들에게 장대한 느낌을 선사해 주었다. 그러나 아바스 왕조가 쇠락함에 따라 모스크 또한 점차 버려지기 시작했고, 1258년의 몽골 침입 이후 완전히 파괴되어 오늘날의 모습이 되었다.

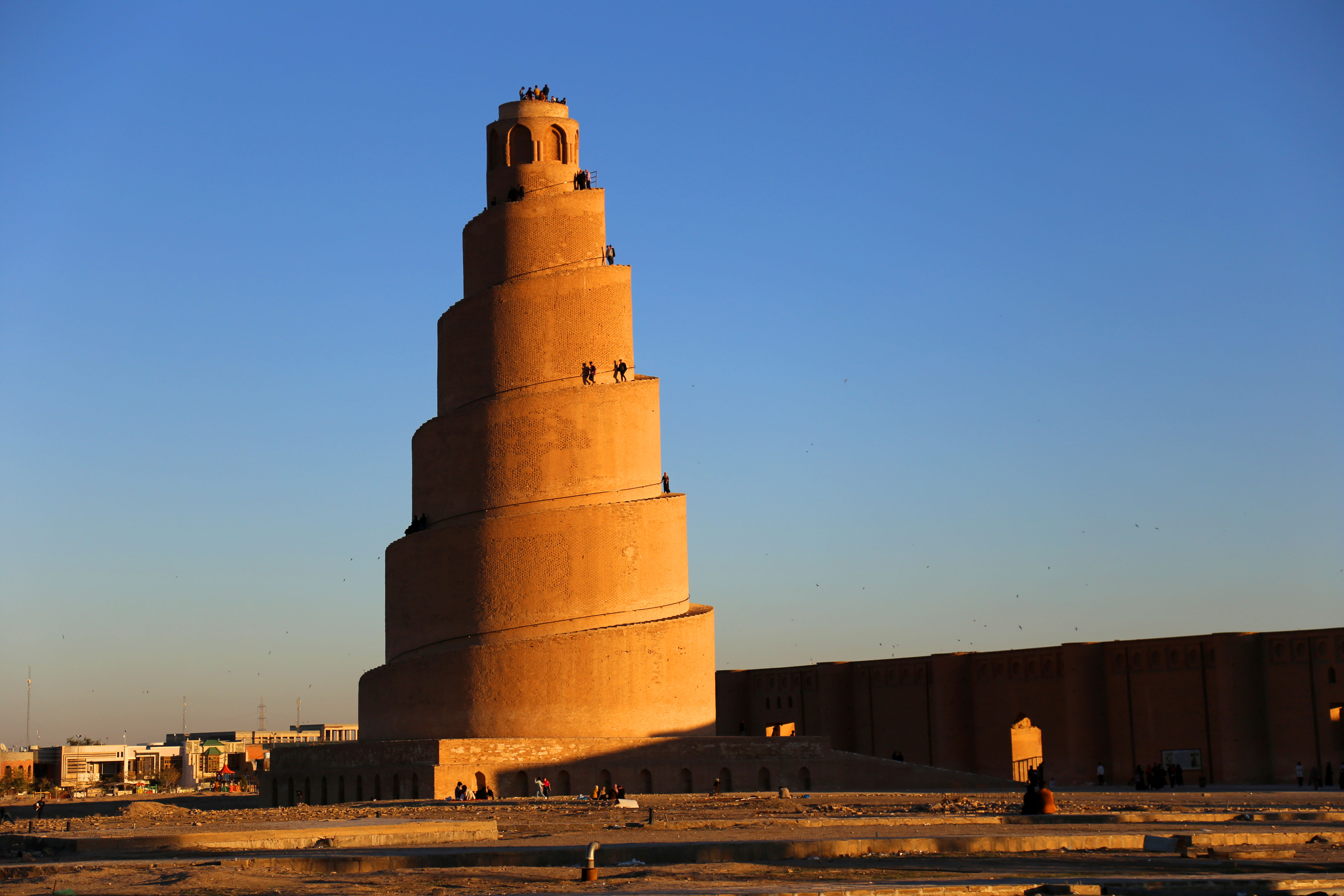
말위야 미나렛을 아래서 바라본 모습. 이 건축물은 독특한 나선형의 외관 덕분에 '달팽이 첨탑'이라고도 불린다.

사마라의 대모스크가 유명한 이유는, 아마 모스크 자체보다는 내부에 있는 독특한 모양의 말위야 미나렛 덕분일 것이다. 위로 올라갈수록 면적이 작아지는 나선형 원뿔 외관 덕분에 동시대의 다른 미나렛들과도 확연히 구별되는 모습은, 가히 사마라의 랜드마크라고 불릴 만 하다고 평가된다. 혹자는 이 건축물이 메소포타미아의 지구라트에서 파생되었다고도 하고, 다른 사람은 사산 왕조의 고르 미나르에서 영감을 받았다고 주장하나, 확실한 증거가 밝혀지지 않아서 아직까지도 학계의 논쟁거리로 남아 있다.

#### 알우카이디르 요새
아바스 왕조의 궁전은 현존하는 것들이 극히 드물다. 그나마 온전하게 잘 보존되어 있는 유적지 중에는 알우카이디르 궁전이 매우 유명하다. 알우카이디르 궁전은 아바스 시대의 과도기적인 이슬람 건축을 보여주는 대표적인 예시이기도 한데, 이 건축물은 사산 제국이나 우마이야 왕조의 건축 양식 및 재료를 거의 그대로 따랐기 때문이다. 총 4개의 문으로 출입이 가능하며, 내부에는 현관 홀 및 중앙 안뜰, 현관 반대편 안뜰로 매우 개방된 주거 구역 등이 있는데 이곳에 있는 기둥들은 하나같이 두껍고 거대한 아치들을 지탱하고 있어 무겁고 육중한 느낌을 준다.

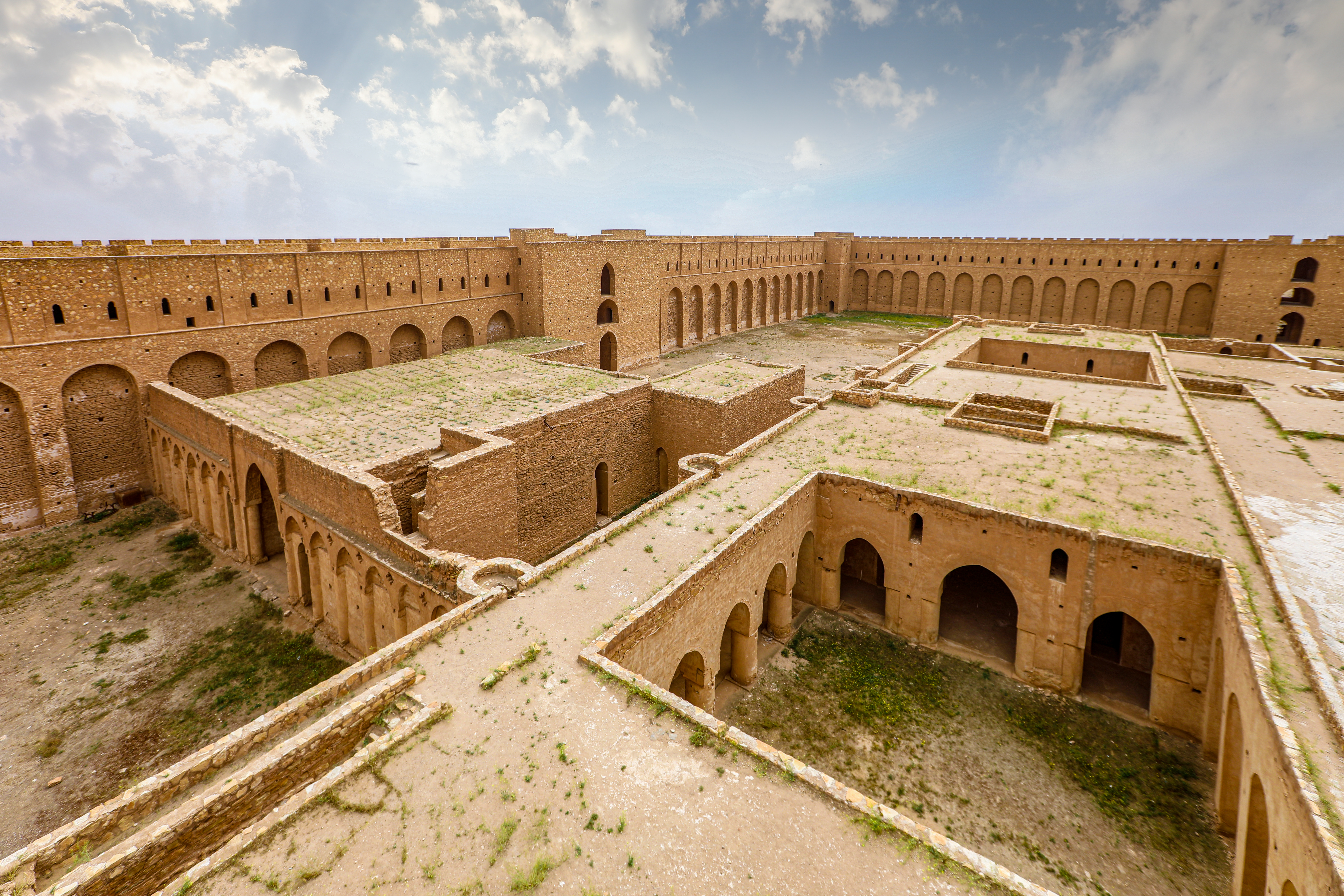
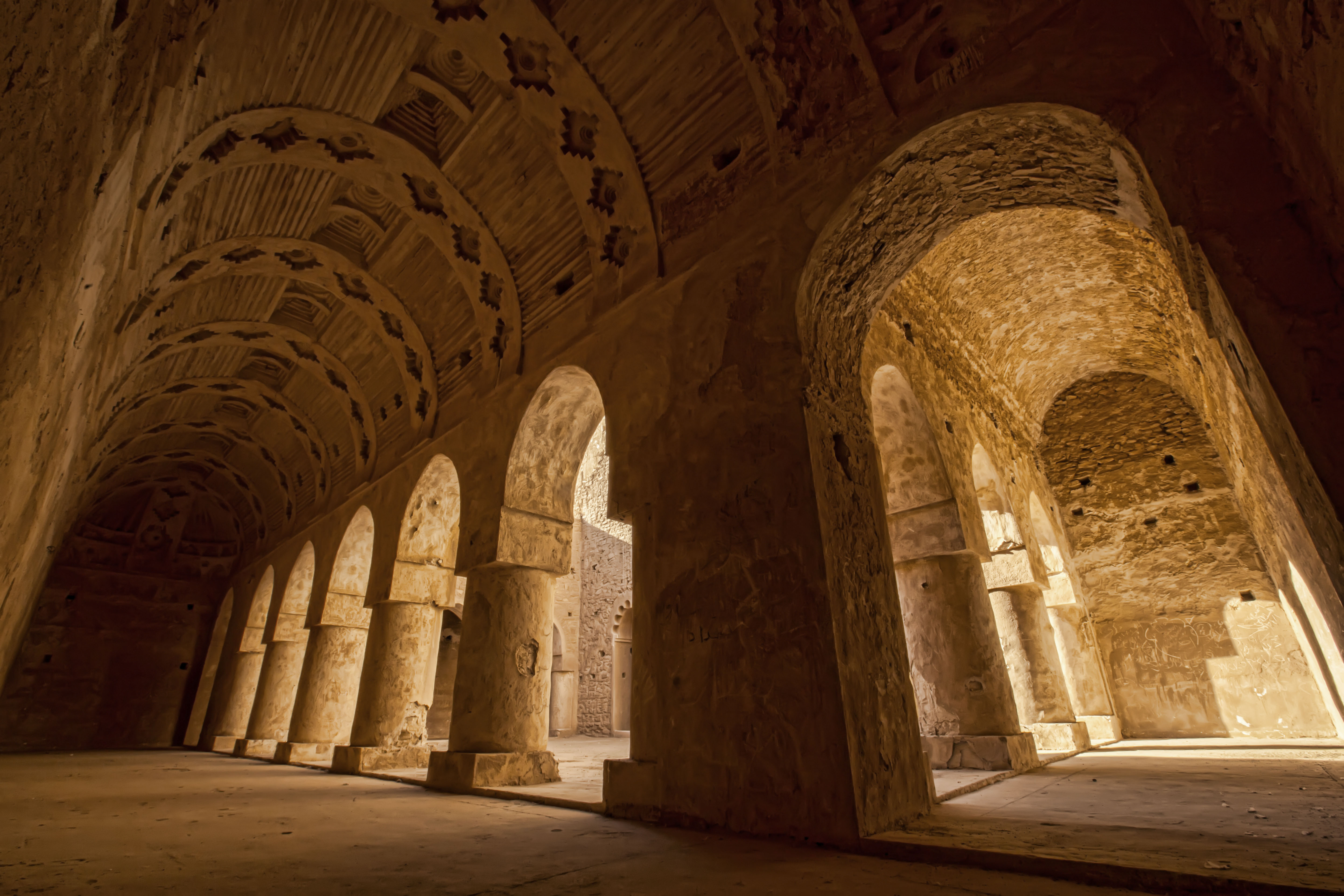
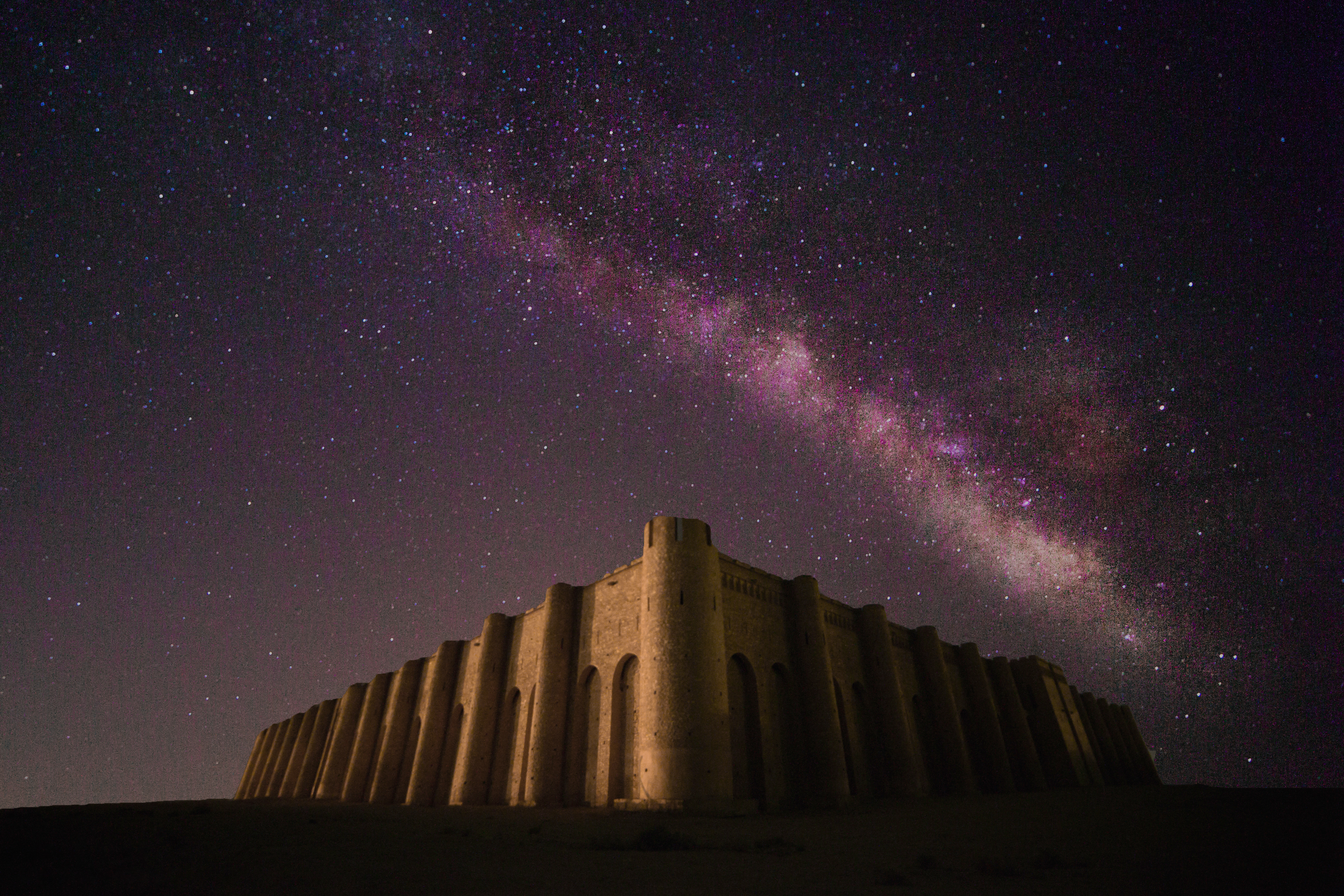

### 유리 세공 및 크리스탈 제작
중동은 이미 로마 제국 시대부터 고품질의 유리 공예품과 최상급 크리스탈의 중심지로 인식되어 왔다. 사산 제국 시대부터 이어져 내려온 유서깊은 유리 관련 기술은 이슬람 정복기에도 그 명맥이 끊어지지 않았으며, 이후 우마이야 왕조를 거쳐 아바스 왕조 시대까지 발전을 거듭해 나갔다.
9세기 경 사마라의 유리 공예소에서는 가정용 병, 플라스크, 접시, 컵, 화병 등 온갖 종류를 망라한 유리 기품들이 제작되었으며, 그 위에 정교하기 짝이 없는 화려한 장식들을 세공했다. 다만 이슬람 문화권에서는 우상화를 엄격하게 금지했으므로, 대부분은 복잡한 아라베스크 문양이나 식물 덩굴 무늬, 동물 등이 그려져 있었다. 니샤푸르에서는 각기둥 모양의 향수병과 함께 파란색·비취색의 유색 납 유리가 발견되기도 했다. 한편 몇몇 장인들은 컷글라스라고 일컬어지는 수준 높은 유리 공예 기술들을 구사했는데, 이는 당대 유리 공예 발전의 절정이었을 것이다.

### 회화
아바스 왕조 초기의 그림은 그리 많이 남아있지 않으며, 또한 그 이전이나 이후의 것들과 구별하기가 힘들다. 하지만 사마라는 아바스 왕조에 의해 증축되어 번영했기 때문에 학자들에게 좋은 예가 되었다. 발굴된 궁전 내벽에는 생동감이 넘치는 여러 벽화 및 조각 석화가 그려져 있었는데, 대부분은 하렘, 동물, 춤추는 사람 등을 묘사하고 있으나, 몇몇 그림은 사산 시대의 예술 양식과 거의 흡사할 뿐만 아니라 그림에 그려진 인물들의 의상 역시 페르시아식이라는 점에서 아바스 미술이 페르시아의 영향을 받았단 점이 확실해졌다.
니샤푸르에는 다른 지역과는 구별되는 독자적인 예술 분파들이 있었는데, 이곳에서의 발굴 작업을 통해 8~9세기 사이에 단색·다색의 여러 작품들이 제작되었던 것으로 밝혀졌다. 한 유명한 예술 작품은 매와 말을 타고 완전한 예복을 갖춘 채 사냥을 즐기고 있는 귀족들의 모습을 묘사했다. 아마도 이들은 아바스 왕조가 쇠퇴한 뒤 출현한 반독립적인 왕조들 중 하나인 타히르 토후국의 인물들이었을 것이다. 한편 다른 그림들에는 식물과 멋진 색상의 과일들이 그려져 있었다.

### 도자기
아바스 왕조에게, 회화 및 건축은 이전의 페르시아와 우마이야 시대의 것을 모방하면 그만이었기 때문에 별로 관심 분야가 아니었을 수도 있지만, 도자기 기술은 분명히 달랐다고 단언할 수 있다. 이슬람 문화 전반에서 그들은 새로운 사상과 기술의 발전을 주도했다. 그들 작품의 몇 가지 예시에는 무늬를 새기고 황갈색, 녹색, 보라색 유리로 장식된 화려한 조각들이 있었으며, 디자인 역시 장미, 동물, 새, 인간과 함께 기하학적인 패턴과 고전 아랍어 서예, 그리고 아라베스크로 그 종류가 다양했다.
8세기에서 9세기 사이, 아바스 왕조의 도자기 기술은 절정에 달했으며 이를 바탕으로 여러 예술적인 도자기 작품들이 범람하듯이 쏟아져 나왔는데, 현재 그들의 중심지였던 이라크 일대부터 이집트의 카이로까지 광범위한 지역에서 수많은 도자기 유물들이 발견되었다. 도공들은 황토를 이용하여 도기의 형상을 빚은 뒤, 별도로 제작한 유약을 발라 여러차례 소성하여 금색, 갈색, 붉은색 등 다양한 금속성 광택을 내는 아름다운 작품들을 긴 시간에 걸쳐 제작했다. 사마라에서 발견된 도자기 조각들로 미루어보아, 이곳의 작품들은 심지어 그 이후의 시대보다 생동감과 아름다움이 뛰어나며, 주로 칼리파에게 헌상하는 용도로 제작되었을 것으로 보인다. 또한 장인들은 이와 같은 기술을 사용하여 다채롭고 화려한 색의 광택자기를 제작하기도 했다.

### 직물
아바스 왕조의 여러 지역들, 그 중에서도 이집트를 위시로 한 북아프리카는 당대 섬유 산업의 중심지로서 아바스 치하 이슬람 문화 발전의 대표적인 예였다. 주로 콥트 기독교인들이 원단 생산에 종사했는데, 이들이 생산한 린넨과 실크는 그 품질이 대단히 뛰어나 지중해권의 여러 국가들에게 수출되었을 정도였다. 이집트의 또 다른 도시 티니스에는 아예 원단을 뽑아내는 대규모 공장이 세워져 있었으며, 도시 전체에 무려 5,000여 개가 훌쩍 넘어가는 베틀이 설치되어 고급 터번용 천인 "카사브", 상류층의 의류 제작을 위한 고급 원단 "바다나"를 전문적으로 생산했다.
한편으로 아바스 왕조는 메카의 카바 신전을 덮는 천 "키스와"를 투나, 다빅, 다미에타 등의 도시에서 별도로 주문 제작했다. 키스와는 그 무엇보다도 신성한 천이었기 때문에 장인들은 심혈을 기울여서 최신 기술과 최고급 직물들을 아끼지 않고 모조리 사용했는데, 심지어는 순금을 녹여 만든 액체형 금으로 흑색 비단에 자수를 새기기도 했다. 이 기술들은 훗날 유럽으로 전해졌다.

### 의상
이슬람 초창기부터, 무슬림들에게 화려한 복식은 곧 죄악으로 여겨졌다. 창시자 무함마드 그 자신부터가 눈에 띄는 복장을 멀리했으며, 지지자들에게도 지나친 사치를 부리며 자기를 치장하는 것은 죄를 범하는 일이라 언급했기 때문이다. 하지만 이슬람 제국이 급속히 팽창하고, 중동에 막대한 부와 자원들이 흘러들어오기 시작하면서 상황은 바뀌었다. 스스로를 꾸밈으로써 자신의 능력과 부를 과시하고자 하는 것이 인간의 욕구인지라, 우마이야 시대를 거치면서 무슬림들의 복장은 점차 화려하게 변해갔다. 이슬람 법학자들 역시 세속적인 것에는 그리 엄격하게 규제를 두지 않았으므로, 아바스 시대에 들어서는 무슬림들의 복장이 대단히 화려하고 눈에 띄게 되었다.
아바스 왕조의 존재 기간 내내 대단한 패션의 발전이 있었다. 이것이 처음 태동한 것은 우마이야 시대였으나, 아바스 시대를 거치면서 이들의 패션은 국제적인 스타일과 영향력 면에서 최고조에 달했다. 의류는 이 무렵에 가장 번성한 산업 중 하나였고, 또한 법률과 수용된 몇몇 요소들을 통해 엄격하게 규제되었다. 상류층에서는 패션이 주요 관심사가 되면서 스스로의 외모에 신경을 쓰기 시작했다. 수십~수백 개의 새로운 옷과 직물이 도입되었으며, '사치스럽다'고 하여 외면받았던 비단과 새틴에 대한 혐오감은 더 이상 관찰되지 않았다. 한편 페르시아 관료층 계급의 부상과 함께 페르시아식 궁정의 전통 의상들이 도입되었는데, 예를 들어 알무타심은 후에 다른 아바스 칼리파들에 의해 채택되고, 그를 기리기 위해 '무타시미muʿtasimi'라고 이름 붙혀진 부드러운 새틴 모자 위에 터번을 착용함으로써 옛 페르시아의 황제들을 모방하려는 그의 열망을 드러냈다.
아바스인들은 여러 겹의 옷과 천을 몸에 걸쳤다. 의복에는 주로 양모, 리넨, 브로케이드와 비단이 사용되었는데, 이를 구매할 여유가 없었던 가난한 계층의 의복들은 저급한 양모나 동물 가죽등의 값싼 재료를 이용하여 만들어졌으며, 옷 면적이 더 적었다. 옷을 여러 겹 껴입는 것은 그 사람의 지위가 높다는 것을 의미했고, 때문에 상류층들은 더운 날씨에도 불구하고 얇은 옷을 여러 겹 둘러입고 산책을 자주 다녔다. 한편 여성들의 경우 붉은 비단과 같이 원단 자체가 그런 색을 띠고 있는 직물을 제외하고는 검은색, 녹색, 붉은색, 분홍색 의복은 웬만하면 착용하지 않았으며, 주로 사향, 백단향, 용연향, 히아신스 등을 이용하여 몸에 향이 나도록 했다. 한편 모피로 만든 여성용 신발, 페르시아 스타일의 부츠, 곡선 구두 등도 여성들의 필수품 중 하나였다.
아바스 궁정에서 가장 흔하게 통용되는 색깔은 검은색이었다. 애초에 아바스 왕조의 공식 국기부터가 검은색이기도 했고, 특히 알만수르가 자신에게 경의를 표하라는 의도로 궁정의 고위 관료들에게 검은색 예복을 착용할 것을 장려했기 때문이기도 했다. 때문에 사절단으로 방문한 중국인과 로마인들은 이를 보고 신기하게 여겨, 아바스인들을 "검은 옷을 입은 자들"이라 부르기도 했다. 검은색을 기본 바탕으로 하여 다른 색의 옷도 보조적으로 겹쳐 입을 수는 있었지만, 색의 조합을 잘 정해야 했다. 궁궐 안에서 감히 칼리파보다 더 화려한 옷을 입는 것은 미친 자나 할 법한 짓거리였고, 보편적으로 검은색과 색 배합이 잘 어울리지 않는다고 여겨진 밝은 노란색의 옷은 피해야 했다.(단, 황금색은 예외)
아바스 칼리파는 은, 또는 금을 세심하게 꼬아 만든 실로 제작된 페르시아식 가운과 소매 앞쪽에 단추가 달린 우아한 카프탄을 착용했다. 제 18대 아바스 칼리파 알무크타디르는 멋을 내기를 좋아해서 평소에도 은으로 만든 원단과 실크로 장식한 카프탄을 입고 다녔으며, 그의 아들은 비잔틴산 비단으로 화려하게 장식된 카프탄을 즐겨 입었다고 한다. 카프탄 옷은 아바스 왕조의 대외 교류와 함께 중동, 마그레브, 소아시아, 심지어 중국의 당나라에까지 퍼져 그곳에서 유행을 불러 일으켰다. 심지어 830년대에는 비잔티움 황제 테오필로스가 터번과 카프탄을 두르고 거리를 돌아다녔으며, 당나라 시대의 광저우에서도 페르시아식 카프탄이 유행했다는 기록이 있다.

### 필사본 제작

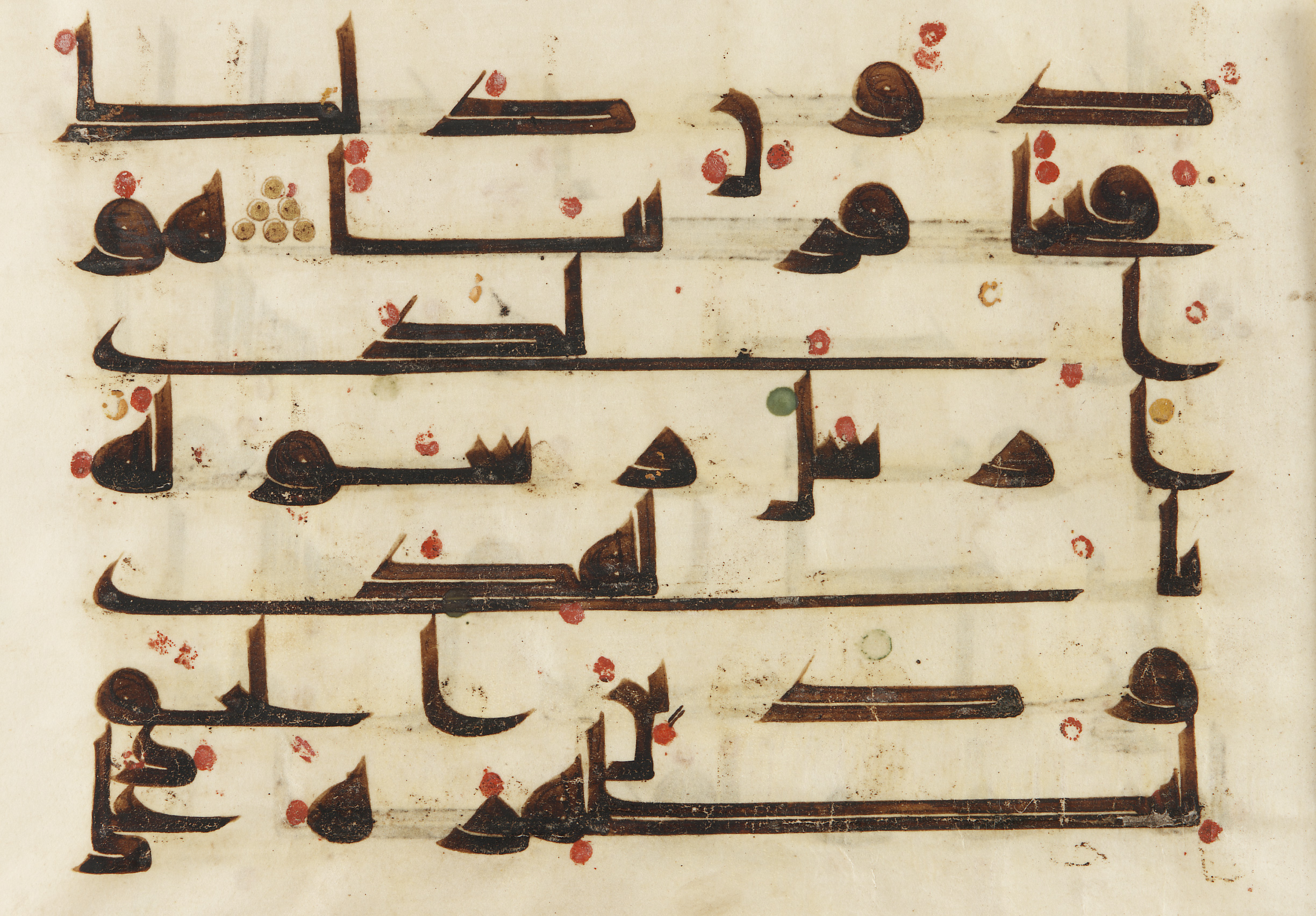
8~9세기 사이에 제작된 아바스 양식의「쿠란」필사본

주로 8세기 말에서 10세기 초 사이에, 아바스 왕조 치하에서는 「쿠란」의  필사본 제작이 번성했다. 특히 아바스 왕족들과 부유한 상류층에게서 수요가 많았는데, 이 덕분에 사회적인 측면에서 「쿠란」의 보급이 가속화되었을 뿐만 아니라 아랍어 서예, 제본 기술, 서예 장식의 채색 등에 일련의 발전이 있었다. 이러한 도서 예술의 확장과 그 개념의 확립은 이슬람 필사본 전통의 형성기를 거치면서 절정에 달했다.

#### 캘리그라피

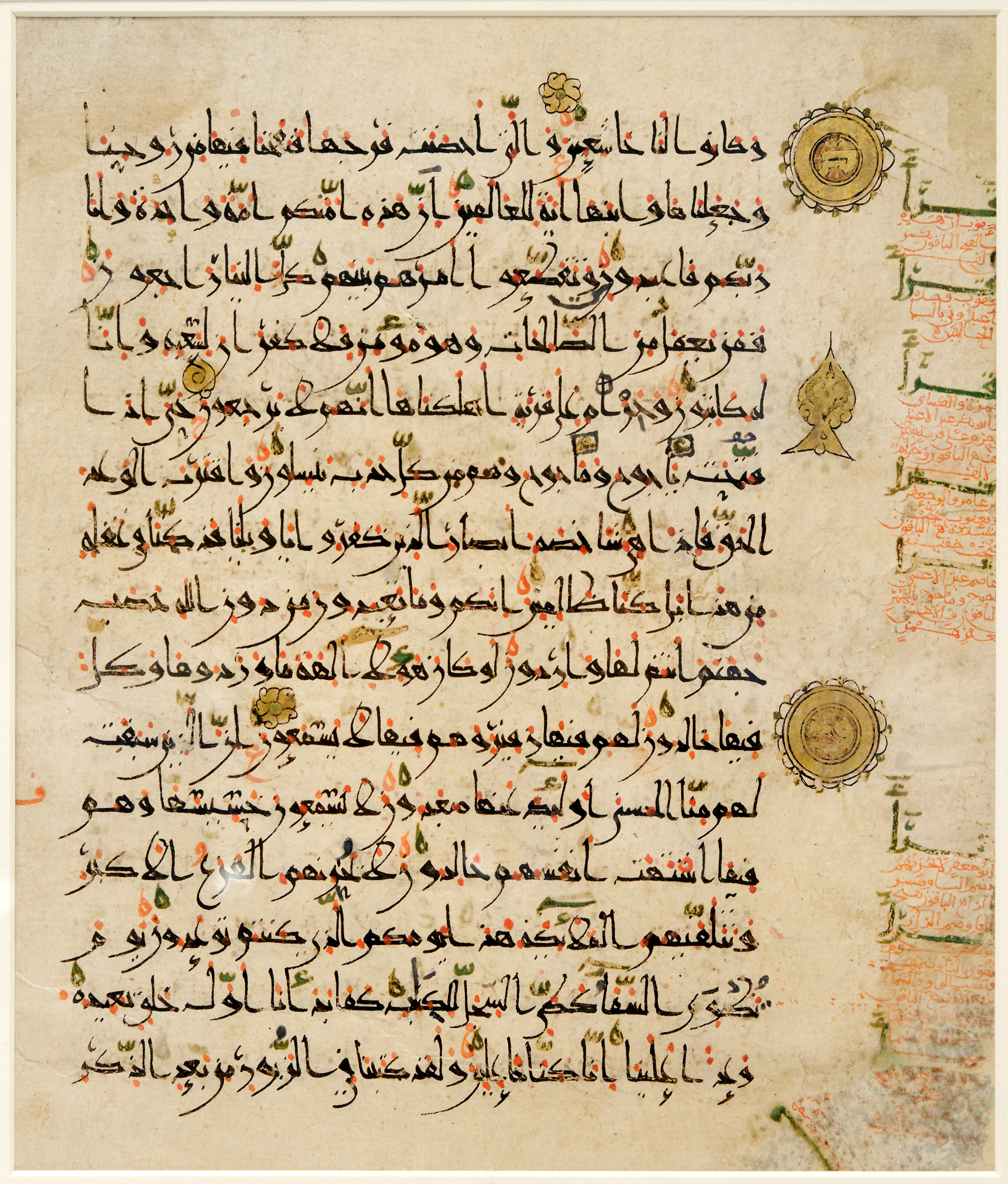
"신 아바스 양식"으로 쓰여진 필사본 예시

아바스 시대에, 「쿠란」을 필사하기 위해 제작된 최초의 서예 양식은 오늘날에는 '쿠픽'으로 알려져 있다. 이것은 정확하고 각진 글자, 넉넉한 간격, 기준선에서 글자의 수평적인 확장 및 기하학적인 비례에 중점을 두었다는 특징이 있었다. 일반적으로, 이 방식으로 쓰여진 「쿠란」은 가로로 쓰여졌으며 양피지에 기록되었다. 이러한 양식은 8세기 후반에 가장 인기가 많았다.
9세기 말에서 10세기 초 동안, 아바스 와지르들과 서예가 이븐 무클라(866–940)에 의해 새로운 서예 체계가 도입되었다. 그가 개발한 이 비례적인 서예 시스템은 모양적인 측면에서, "갈대 펜 촉으로도 그릴 수 있는 알리프 크기의 원"과 "마름모 모양의 점"이라는 두 가지 형태를 가지고 있었다. 훗날 "신 아바스 양식"으로 알려진 이 방식은 수직적인 방향의 문자, 극단적인 각도, 획 너비 간의 뚜렷한 대조를 특징으로 한다. 또한 이 비례적인 글꼴의 개발은 수직적인 쓰기 방향으로의 전환을 가져왔다. 새로운 문자는 읽기 편리하고 효율적인 성격 때문에 더욱 세속적인 목적으로 사용되기도 했다.

#### 채색

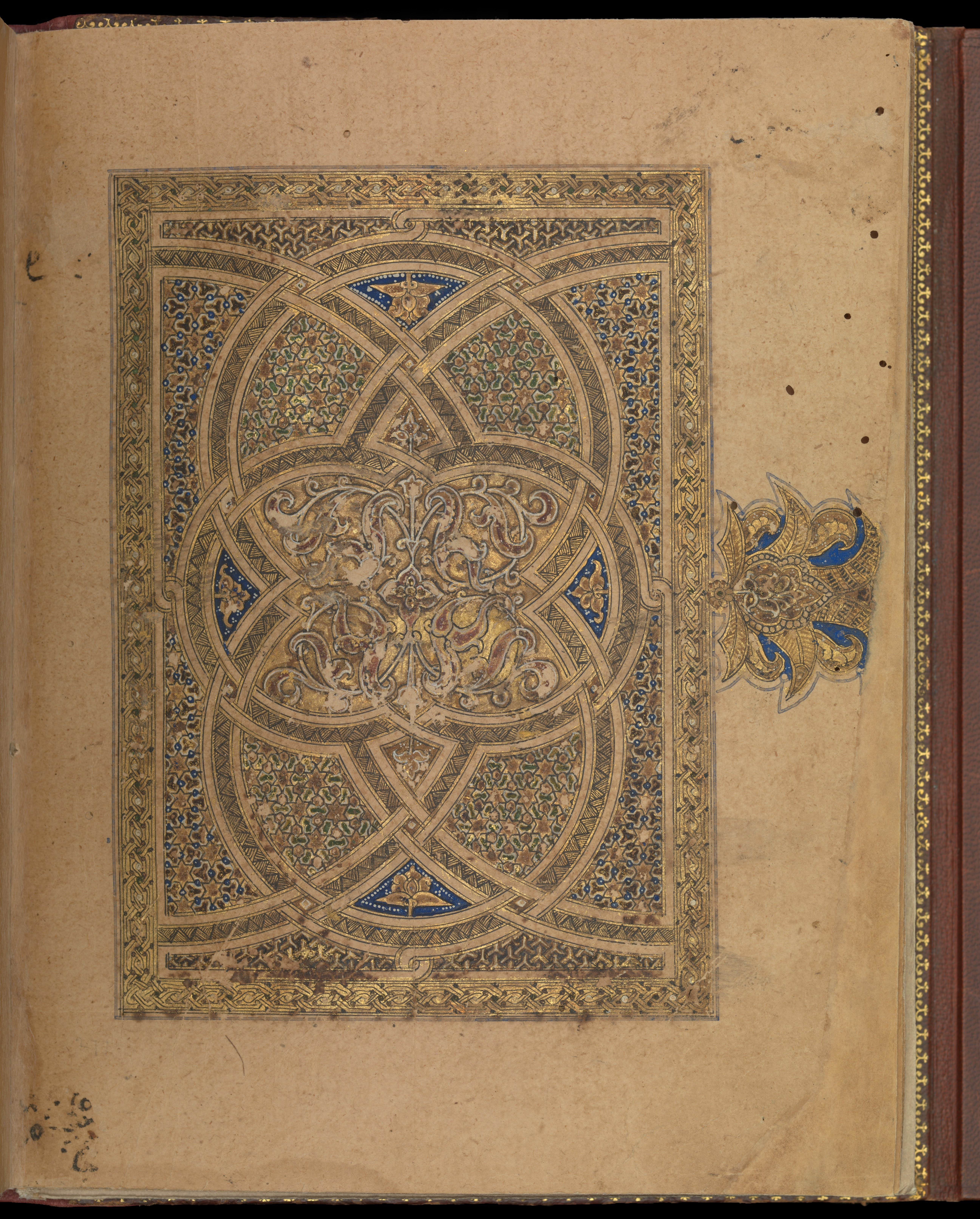
기하학적·식물적 형태 채색의 대표적인 예시. 특이하게 아바스 왕조 말기인 13세기에 제작되었음에도 불구하고 초기의 특징이 그대로 나타나 있다.

이슬람의 채색 기술과 특징은 종종 그 대상이 되는 필사본의 스타일에 의존하는 경향이 있었다. 초기 아바스 시대(8세기 후반)의 채색은 주로 기하학적·식물적인 형태를 띠었는데, 이러한 요소들은 주로 각 장의 사이 뿐만 아니라 책의 표지와 종장에 많이 분포해 있었다. 또 다른 특징적인 요소는 특이하게도 앞부분에 텍스트가 거의 없다는 것이었다.
그러나 10세기에 "신 아바스 양식"이 도입되면서 채색 기술의 변화가 이루어졌다. 채색을 전문으로 하는 장인들은 텍스트의 조밀한 배치와 수직적 방향을 수용할 수 있도록 하는 새로운 방법을 고안해냈고, 점점 추가적이고 세밀한 채색 장식들이 이전의 그것들을 대체해나갔다. 이러한 양식적인 변화는 아바스 통치하에서 채색 기술이 비약적으로 발전하는 계기가 되었다.

#### 제본

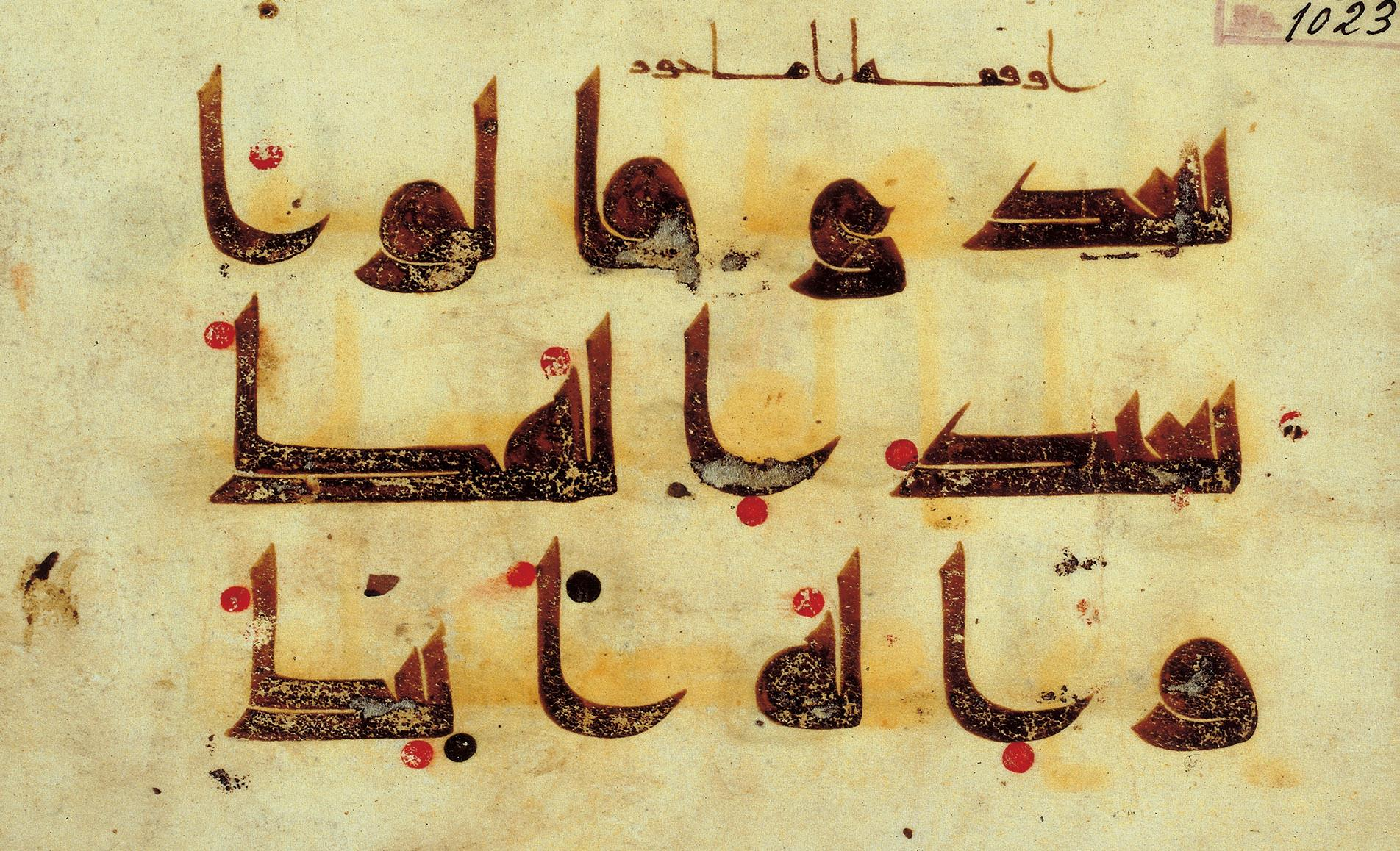
「아마주르 쿠란」의 한 페이지

아바스 왕조 시대에 사용된 제본의 주요 형태는, 표지를 겸하는 제본용 상자 보관함이었다. 이러한 방법은 비록 투박하기는 하지만 그만큼 안전성 역시 보장되었다. 아바스인들은 대부분의 서적을 내부에 보호 안감이 덧대진 상자 안에 넣은 뒤, 잠금장치를 달아서 창고에 보관했다.

#### 아마주르 쿠란

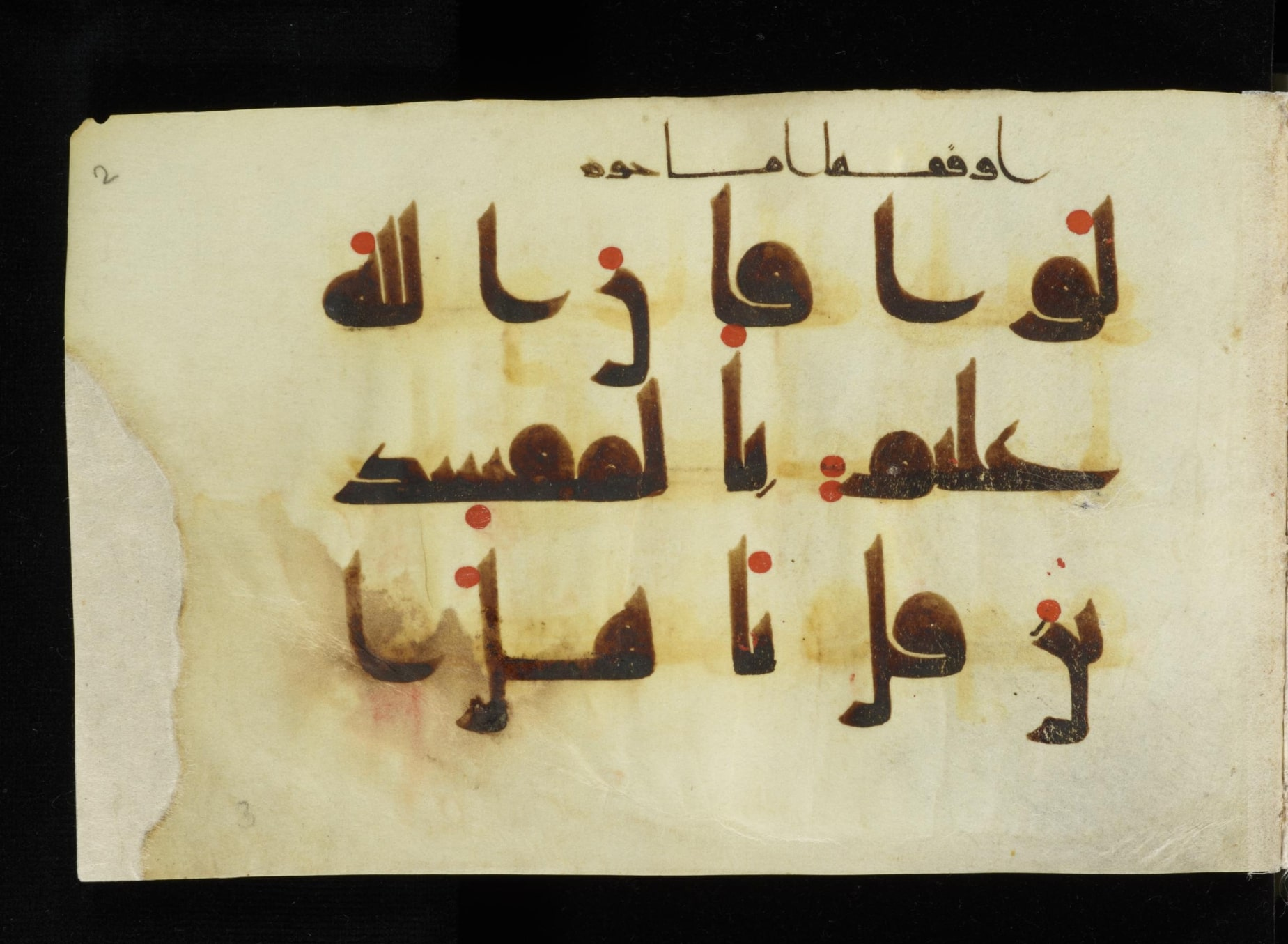
「아마주르 쿠란」의 또 다른 한 페이지

아바스 왕조 초기에 만들어진 가장 주목할 만한 양피지 필사본 중 하나는 「아마주르 쿠란」이다. 이것은 870~878년까지, 약 8년여간에 걸쳐 다마스쿠스의 아바스 총독이었던 아마주르 알 투르키에 의해 쓰여졌다. 「아마주르 쿠란」은 당시 아바스 지배층들 사이에서 표준화되어 가고 있던 사치스러운 집필 형식과 관행을 잘 보여주는 예이다. 그 내용에는 여지 없이 아바스 왕조의 초기 양식의 특징인 쿠픽 문자와 수평적 읽기 방향이 나타나 있는데, 이것은 동시기의 다른 작품들과 대부분 일치한다. 또한 「아마주르 쿠란」은 상술했던 초기 채색 양식과 상자 보관 방법이 명확하게 나타남에도 불구하고, 특이하게 종이가 아닌 양피지에 쓰였다는 점에서 특별한 작품이라고 할 수 있다.

## 과학기술

### 과학
하룬 알라시드(재위: 786–809)와 그의 후계자들의 통치는 제국에 위대한 지적 성취의 시대를 가져왔다. 이것은 대체로 아랍 우월주의를 제창하는 우마이야 왕조를 무너뜨린 아바스 왕조가 마왈리와 비무슬림의 지지를 확보한 결과이기도 했다. 종교·민족을 초월한 그들의 관용 정책은, 오늘날에 와서는 이슬람 세계가 수많은 인재들과 자료들을 보다 더 쉽게 확보 가능하도록 함으로써 이슬람 황금기를 개막하는 데 지대한 공헌을 해 주었다는 평가를 받는다. 특히 아바스 칼리파들이 사산 제국의 행정과 제도 등을 이상적인 모델로 삼았다는 것은 잘 알려진 사실이다. 하룬 알 라시드의 아들 알 마문은 다음과 같은 말을 남겼다.
페르시아인은 1세기를 통치했고 단 하루도 우리 아랍인들을 필요로 하지 않았다. 이제 우리가 1~2세기 동안 (페르시아인을) 통치해 왔지만, 단 한 시간이라도 그들 없이는 아무것도 할 수 없다.

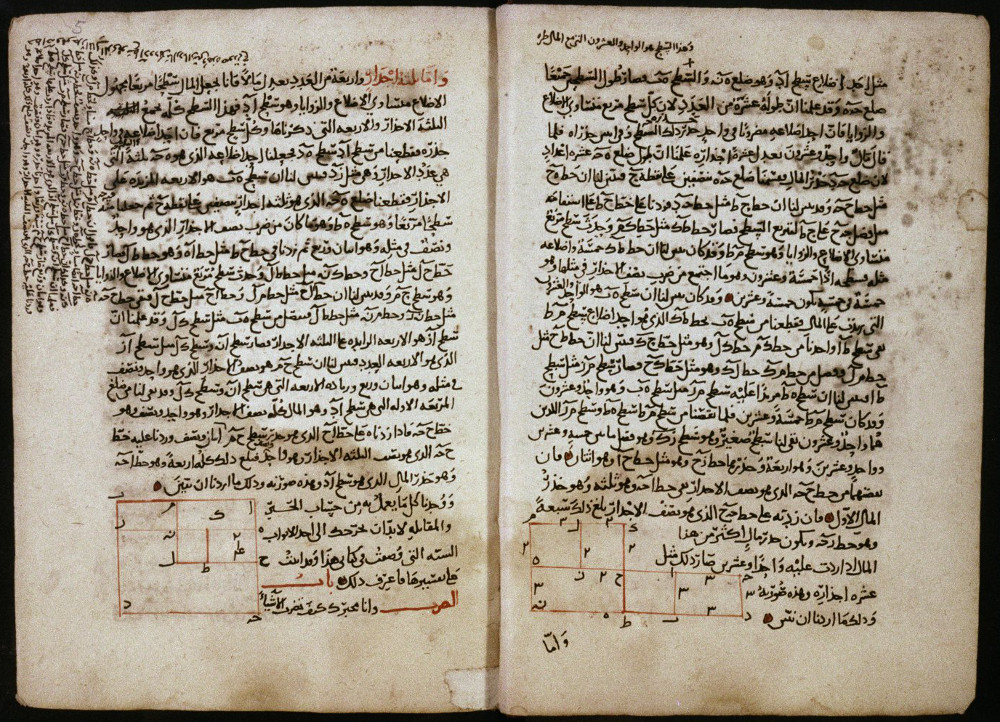
이차방정식의 수학적인 해법이 기록된 알콰리즈미의 저서

이 시기의 이슬람 학자들은 고대 그리스와 로마 문명뿐만 아니라, 저 멀리 인도와 중국까지 아우르는 광범위한 지역에서의 지식을 받아들여 그들의 문화적인 발전에 대단히 기여했다. 특히 네스토리우스파를 신봉하는 기독교도들은 수많은 그리스어·라틴어 서적들을 아랍어와 시리아어로 번역함으로써 서양에서 끊길 뻔 했던 학문들의 명맥을 이었다는 의의를 남겼다.
아바스 시대의 가장 유명한 학자들 중 하나는 바로 알콰리즈미이다. 그의 업적이 너무나도 뛰어나서, 몇몇 사람들은 디오판토스 대신에 그를 '대수학의 아버지'라고 여긴다. 그는 자신의 저서『키타브 알자브르와 이 무카발라Kitab al-Jabrwa-l-Muqabala』에서 최초로 일차·이차방정식의 체계적인 풀이법을 제시했고, 현대 대수학의 기본적인 요소를 정립하는 등 수학의 역사에 큰 족적을 남겼다. 또한 그는 인도에서 발명된 아라비아 숫자 및 그곳의 선진적인 수학 체계를 이슬람 세계에 도입하기도 했다. 그의 흔적은 오늘날에도 일부 용어에서 확인할 수 있는데, 바로 알고리즘과 대수학 등이 그것이다.

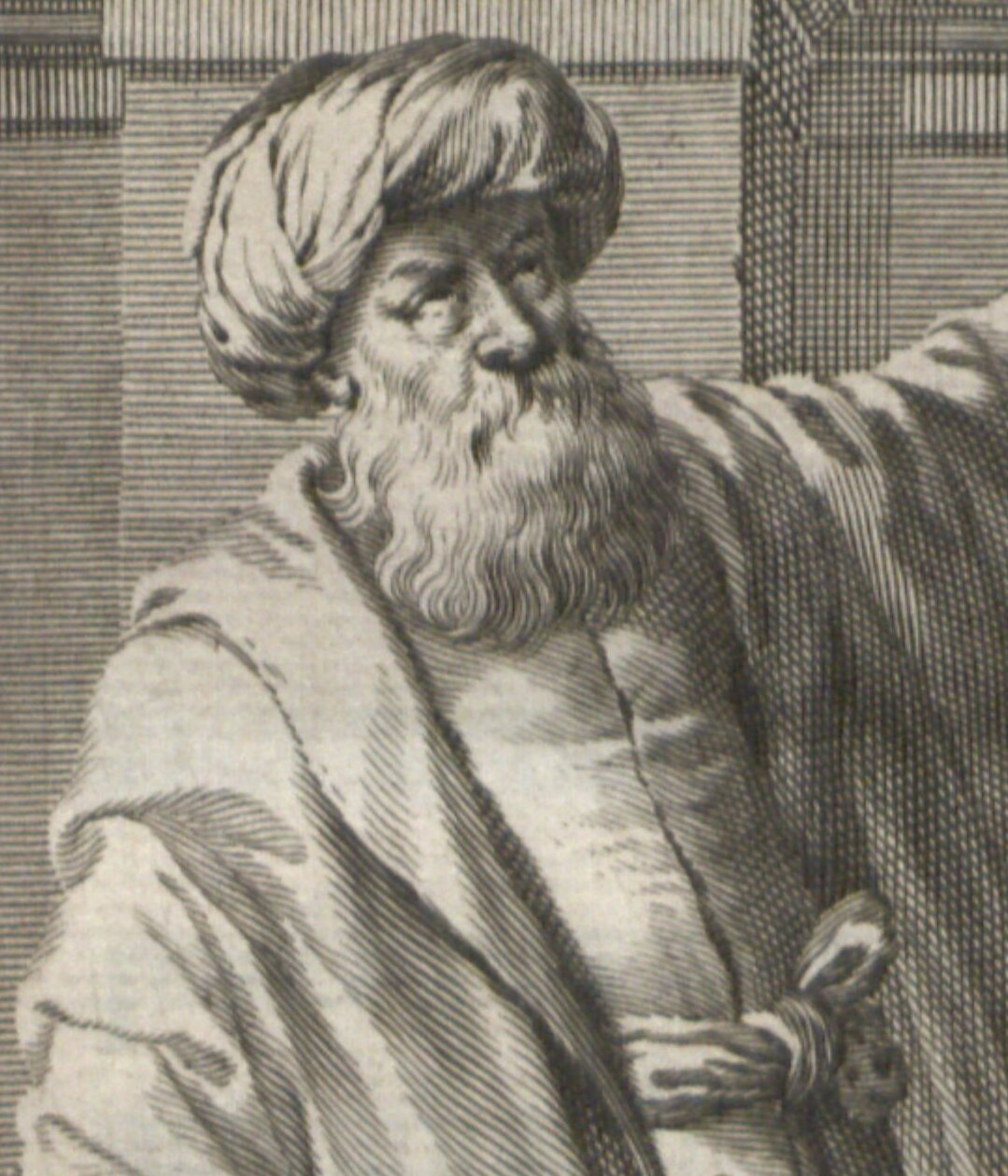
이븐 알 하이탐, "광학의 아버지"

이븐 알하이탐은 그의 저서 『광학의 서Kitāb al-Manāẓir』에서 빛의 내향 이론을 제시했다. 기존의 이슬람 과학자들은 눈 내부에서 방출되는 빛에 의해 사물이 인식된다는 방출 이론을 믿었지만, 그는 반대로 외부에서 들어온 빛으로 사물이 인식된다고 주장했다. 또한 시각이 주관적이고 경험적인 요소에 영향을 받는다는 사실을 지적하면서 시각이라는 감각 자체가 뇌에서 발생한다고 주장했으며, 훗날 페르마의 원리로 알려질 "빛 최소 시간의 법칙"을 최초로 언급하기도 했다. 그러나 무엇보다도 그가 남긴 가장 큰 의의는, '모든 진리는 확인 가능한 절차나 수학적 추론에 기초한 실험에 의하여 뒷받침되어야 한다'라는 현대 과학의 정석과도 같은 믿음을 가지고 있었다는 점에서 비롯된다.
천문학의 발전도 매우 경이로운 수준이었다. 중세 이슬람 시대 최고의 천문학자 중 하나로 여겨지는 알바타니는 프톨레마이오스의 『알마게스트Almagest』를 아랍어로 번역하고 정교하게 다듬었으며, 나아가 자신만의 의견을 덧붙여 독창적인 우주관을 창조했다. 또한 태양의 정밀한 관찰을 통한 금환일식 원리의 이해, 황도·적도와 지구 사이에 이루어지는 각도 측정, 태양년 및 분점 계산과 삼각함수·접선을 도입한 새로운 천체 움직임 추론법 개발 역시 그의 업적이다. 아바스 왕조는 알바타니 이외에도 이븐 루시드, 나시르 앗딘 알투시, 모아예두딘 우르디, 이븐 알샤티르와 같은 훌륭한 천문학자들을 여럿 배출했다. 이들의 업적은 훗날 이탈리아를 거쳐 서유럽에까지 건너갔으며, 코페르니쿠스의 지동설을 뒷받침해주는 이론적인 근거가 되었다.

### 기술
기술적인 측면에서, 아바스 왕조는 중국에서 만든 종이를 채택했다. 종이의 사용은 서기 8세기 무렵 탈라스 전투를 계기로 이슬람 세계에 퍼져 나갔고, 곧 알안달루스(이슬람 치하 스페인)에 도착했으며, 마침내 10세기가 되어서야 유럽에 소개되었다. 나머지 세계의 사람들이 리넨으로 종이를 만드는 법을 배운 것은 아바스 왕조로부터였다. 종이는 양피지보다 훨씬 간편하게 제작이 가능하고, 두께가 얇아 보관이 매우 용이했으며, 결정적으로 기존에 사용되던 파피루스보다 저렴하고 내구성 역시 우수했기 때문에 무슬림들에게 애용되었다. 특히 울라마(이슬람 법학자) 계층들은 종이에 대해 찬사를 아끼지 않았는데, 「쿠란」을 필사하는 것을 삶의 미덕으로 여기던 그들에게 잉크를 잘 먹으면서 보관하기도 쉬운 종이의 등장은 아마도 일종의 혁명과도 같았을 것이다. 한편 이 무렵에는 종이 뿐만 아니라 질산칼륨과 기타 재료들을 배합하여 제조하는 화약도 함께 도입되었는데, 이를 바탕으로 나중에는 폭발하는 화약의 제조 공식이 최초로 개발되었으며 대포나 폭탄과 같은 신병기들에 대한 개념이 등장하기도 했다.

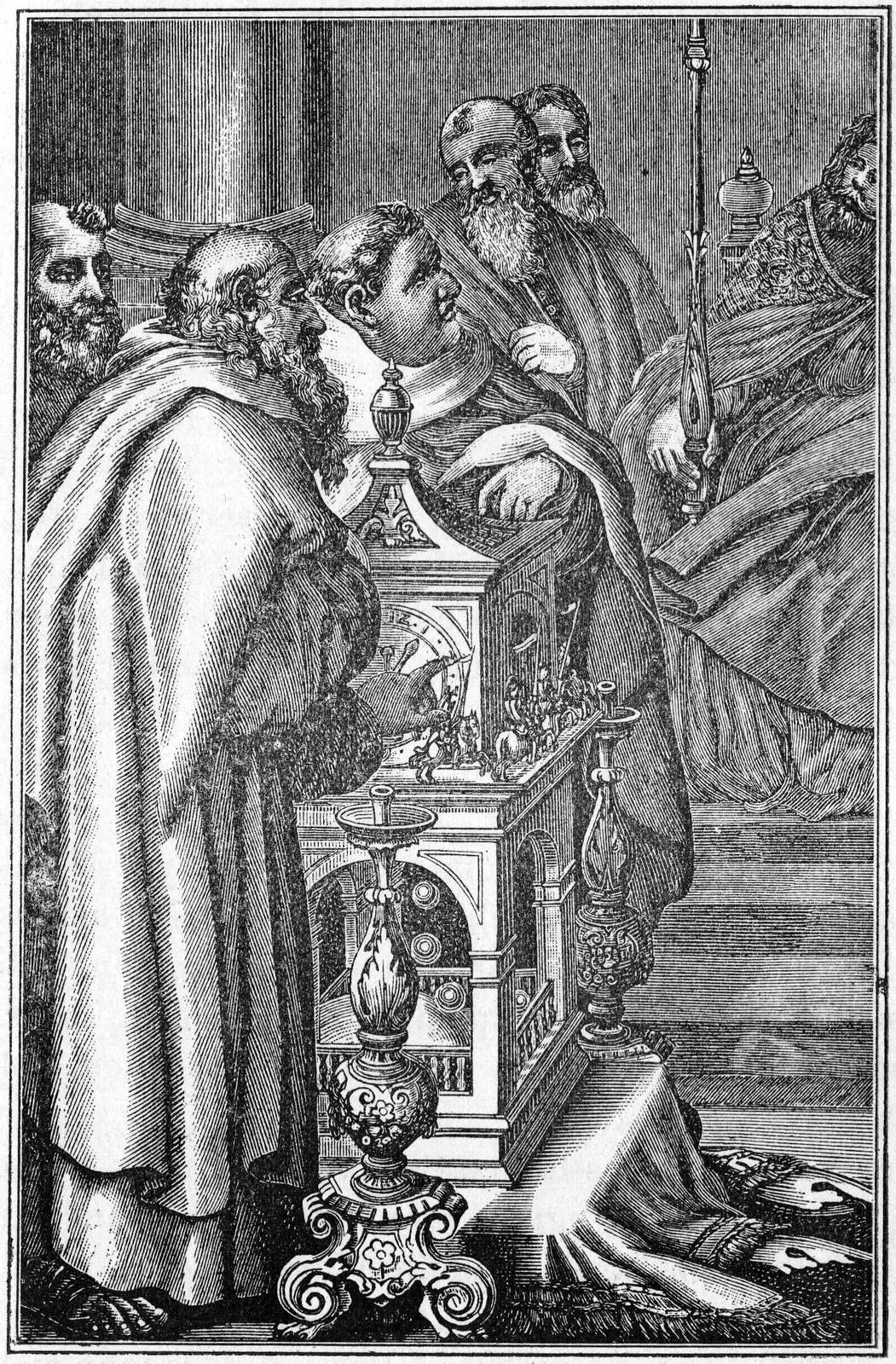
하룬 알라시드가 카롤루스 대제에게 선물한 물시계를 보여주는 그림

풍차와 같은 신기술들의 등장은 농업 및 무역 분야에서 일련의 발전을 촉진시켰다. 관개 농업은 유래를 찾아보기 힘들 정도로 번창했으며, 알안달루스에서는 아몬드, 감귤류, 설탕을 유럽으로 수출함으로써 부가 넘쳐나게 되었다. 아바스 왕조는 그 광대한 영토에도 불구하고 나일강, 티그리스강, 유프라테스강 이외에는 대형 선박이 항해 가능한 강이 드물었기 때문에, 동시대 타 국가들과는 다르게 하천 무역보다 해상 무역을 더 선호했다. 아바스인들은 초기 형태의 육분의를 사용하여 항해 과학을 고도로 발전시켰으며, 상세하게 제작된 지도들을 통해 연안 지역 뿐만 아니라 머나먼 바다를 가로질러 항해할 수 있었다.

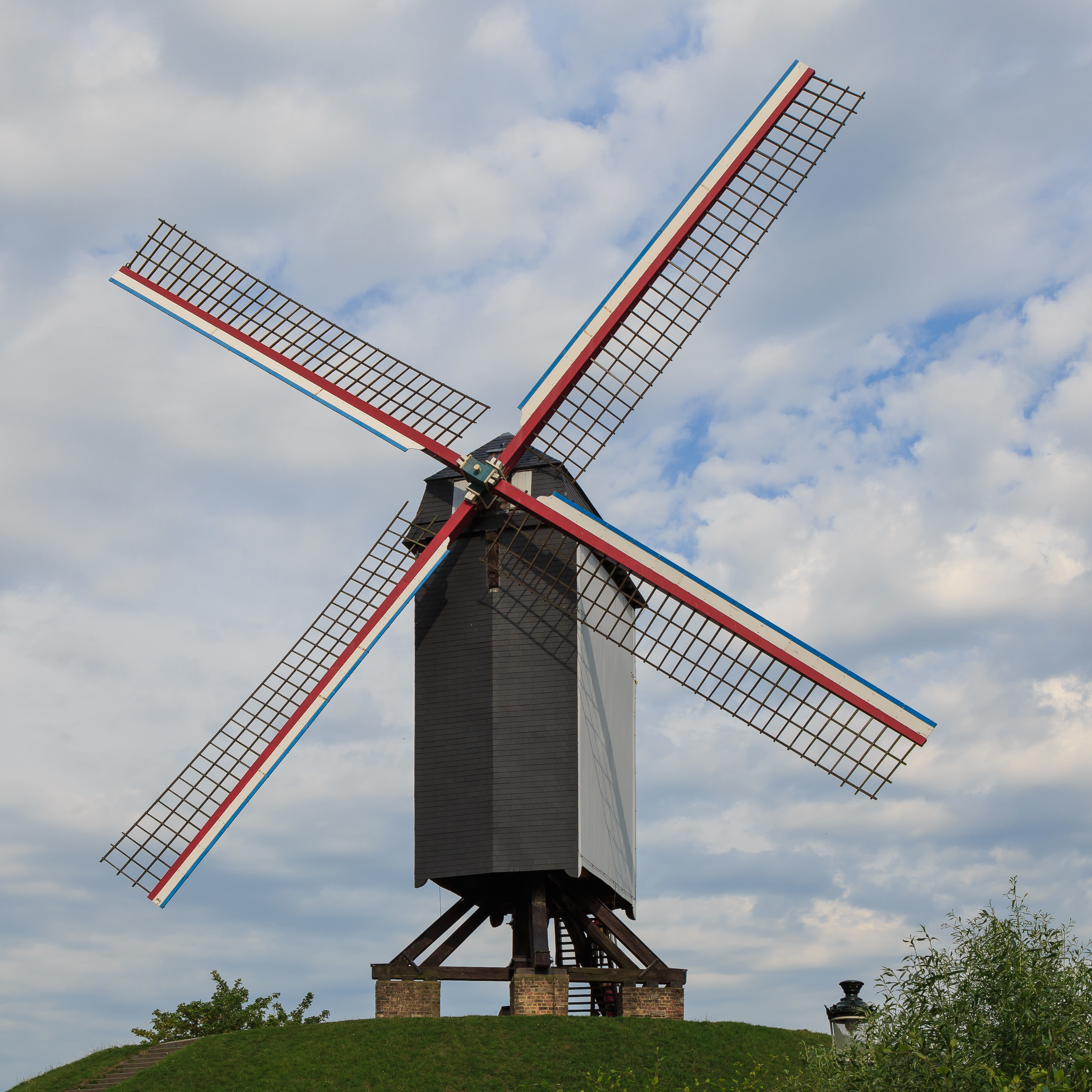
풍차 역시 아바스 왕조의 발명품 중 하나였다

아바스 칼리파국의 기술자들은 일찍이 수력을 이용한 혁신적인 발명품 및 조력, 풍력, 석유의 초기 산업적 용도를 제안했다. 이슬람 세계에서, 물레방아의 최초 사용은 7세기로 거슬러 올라갈 수 있으며, 바퀴를 수직-수평으로 배치하여 더 큰 동력을 얻을 수 있도록 하는 물레방아는 적어도 9세기부터 널리 사용되기 시작했다. 십자군 전쟁이 일어날 무렵, 알안달루스와 북아프리카에서부터 중동과 중앙아시아에 이르기까지, 거의 이슬람권 전역에서는 물레방아를 이용한 방앗간으로 곡식을 빻고 있었다. 그때까지도 손으로 일일이 밀 낱알을 까부르던 서유럽에 비하면 놀라울 정도의 차이였다. 한편 기술자들은 크랭크축이나 기어 따위를 개발하여 제분소와 펌프 등에 적극 활용했으며, 댐을 건설하여 농사에 필요한 물을 저장해놓기도 했다. 이러한 발전은 고대로부터 전적으로 인간의 육체 노동에 의해 주도되었던 많은 작업들이, 시간이 지나면서 점차 노동력을 적게 소비하고 기계에 의해 이루어지는 것을 가능하도록 했다. 이후 이 기술들은 기독교 세계로 전파되었는데, 특히 이슬람 세력들과 직·간접적인 교류가 잦았던 이베리아 반도에서 더욱 그랬다.
아랍 농업 혁명 기간 동안 섬유, 설탕, 밧줄, 양탄자, 실크 및 종이의 초기 제작 기술을 포함하여 많은 산업이 발전하기 시작했다. 12세기 무렵, 유럽 학자들의 라틴어 번역은 특히 그들에게 화학과 악기 제작에 대한 지식을 전해주었다. 농업과 수공예 산업도 이 기간 동안 높은 수준의 성장을 경험했다.

## 복지

### 교육
아바스인들은「쿠란」과 「하디스」의 가르침에 따라, 배움을 통해 지식과 교양을 쌓는 것을 최고의 미덕으로 여겼다. 자연스럽게 교육에 대한 관심도 역시 증가하였다. 기초적인 교육은 가정이나 모스크에 속해 있는 소규모 학교에서 「쿠란」과 아랍어를 배움으로써 이루어졌다. 이후 재능 있는 학생들은 별도로 선별하여 「쿠란」의 해석과 이슬람 법학 교육을 받았다. 이것은 대체로 구절 암송과 문장의 암기에 초점이 맞춰졌지만, 스스로「쿠란」을 해독하거나 나름의 해석을 덧붙일 수 있도록 능동적인 커리큘럼이 있기도 했다. 이들은 당대 이슬람 세계 최고의 지식인, 울라마가 되기 위한 교육을 받았다.
아바스 왕조 초기에는 체계화된 교육 시스템이란 개념 자체가 존재하지 않았으나, 지배층들이 그들의 권위를 드러내고 종교계의 지원을 받기 위한 목적으로 마드라사를 설립하면서 사회 전반적으로 점차 교육 시스템이 활성화되기 시작했다. 마드라사는 저명한 학자들이 상시 거주하며 재학하는 학생들에게 이슬람 법학을 중심으로 의학, 신학, 수학 등 다양한 학문들을 가르쳤던 고등교육기관이었다. 다만 교육 과정이 일정하게 정해진 게 아니라 교수의 독단적인 판단에 따라 커리큘럼과 교육 내용이 구성되었고, 수료라는 개념 자체도 없었기에 우리가 생각하는 일반적인 고등학교~대학이라기보다는 서당에 더 가까운 모습이었을 수도 있다. 마드라사는 공식적으로는 남성들만 입학이 가능했지만, 여성도 비공식적으로 참여할 수 있었다. 물론 남자들과 동등한 권리를 누릴 수는 없었기 때문에 주로 무함마드의 훈시, 아랍어 서예, 시 낭송 위주의 교육이었지만, 그래도 여성에 대한 교육 일체가 금지되었던 동시대의 타 문화권들에 비하면 이것만으로도 훨씬 선진적이고 양성평등적이었다.
마드라사는 학자들의 재량에 따라 다른 여러 학문들도 교육했던 터라, 굳이 법학자를 꿈으로 하지 않는 사람들도 이 곳에서 수업을 받기 위해서 치열한 경쟁을 했다. 보통 마드라사는 모스크와 도서관, 숙소, 강의실 등으로 이루어져 있었으며 기부로 재정을 충당했다. 당시에는 지배층들이 지식의 발전을 증진시킨다는 명분으로 마드라사에 기부를 하는 경우가 잦았는데, 학장들은 이것을 바탕으로 학자들을 고용하거나 학생들의 편의를 위한 여러 시스템을 마련했다.
다만, 마드라사는 무함마드의 등장 이전에 성립된 고대 철학이나 학문들을 무시했다는 한계가 있었다. 물론 고대 철학 역시 교육 과정 상으로는 편입되어 있기는 했으나, 대부분의 마드라사는 이를 무함마드 이후의 학문보다는 우선 순위를 낮게 두었으며 심화 내용의 기본을 구성하거나 보조적인 학문으로만 가르쳐주었다.

### 의료
병원은 환자가 회복될 때까지, 남녀를 불문하고 모든 환자들을 안전하게 보호해야 한다. 먼 곳에서 온 이든 가까운 곳에서 온 이든, 현지인이든 외지인이든, 강건한 자이건 약한 자이건, 천한 사람이건 고귀한 사람이건, 부유한 사람이든 빈곤한 사람이든, 직업이 있는 자이든 없는 자이든, 눈이 먼 사람이라도, 몸이 아픈 사람이라도, 정신적으로 문제가 있는 사람이라도, 모든 치료비는 병원 측에서 부담해야 한다. 환자들은 병원에 진료비를 지불할 의무가 없으며, 돈을 내지 않았다고 간접적으로 면박을 주거나 무례하게 구는 일도 없다.— 당시 아바스 왕조의 무상의료를 다룬 기록

현대적인 병원의 개발 역시 아바스 시대의 현저한 기여 중 하나이다. 당시 프랑크 왕국과 동로마 제국은 물론이고, 저 멀리 중국과 심지어 고대 로마 제국의 군병원 및 기독병원 역시 그 양과 질, 탁월성, 조직력 등 여러가지 측면에서 도저히 아랍 병원들과 견줄 수 없었다. 병원은 전신질환, 외과, 정형외과 등 병증에 따라 진료 부문이 각각 나뉘어져 있었으며, 병원의 규모가 커질수록 진료하는 과가 다양했다. 또한 대부분의 병원에서는 음악 치료를 비롯하여 선진적인 사회복지 시스템도 제공했다. 중세 이슬람의 병원은 영국의 '국민건강보험'의 전신이라고도 해도 과언이 아닐 정도였다.

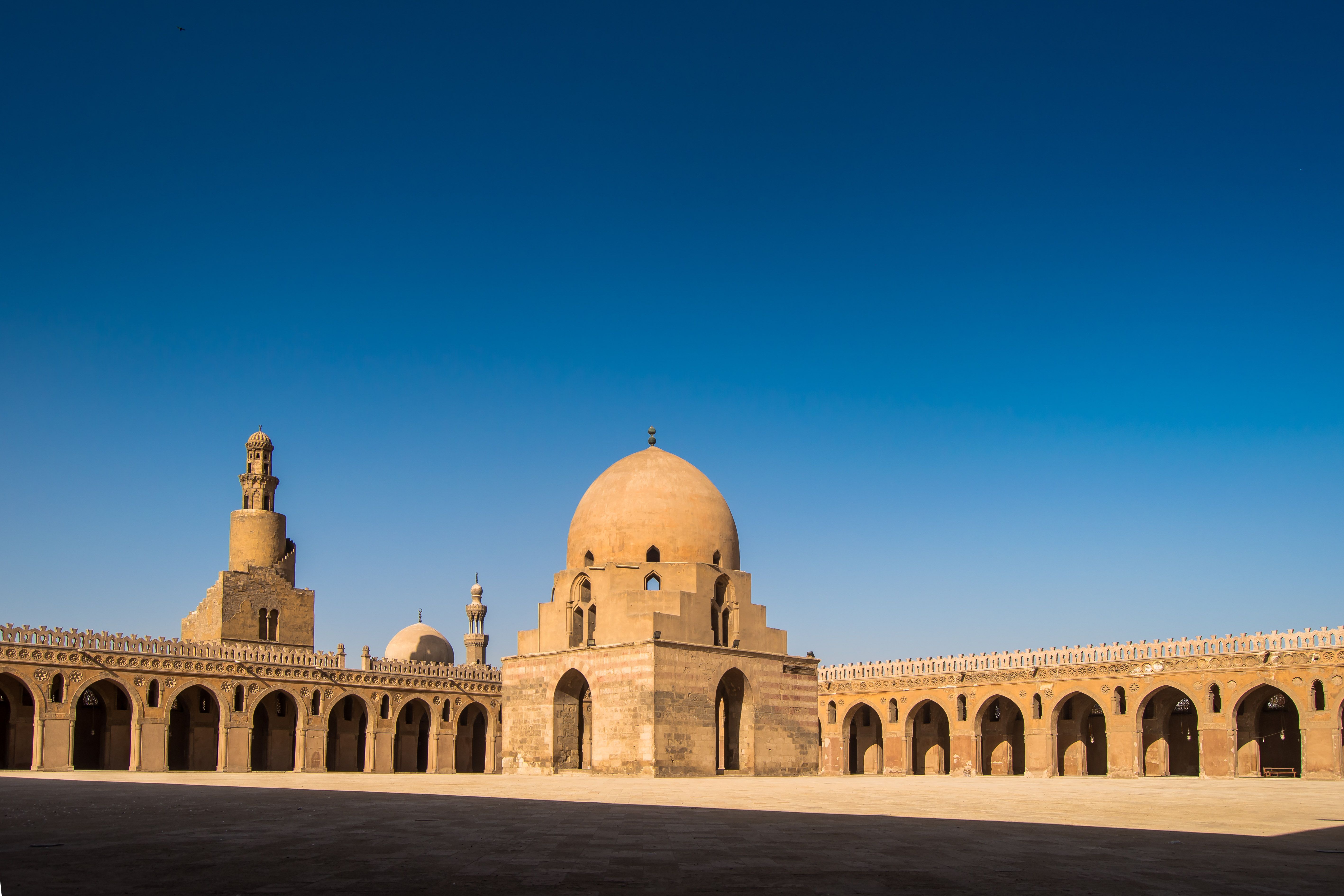
이븐 툴룬 병원은 환자들을 무료로 치료하고 그들에게 약을 제공한 최초의 체계화된 병원이었다.

최초의 이슬람 병원은 805년 경 아바스 5대 칼리파 하룬 알라시드가 바그다드에 설립한 것이나, 이때까지만 해도 체계적이고 명확한 시스템이 부재하여 '병원'이라고 부르기에는 어폐가 있었으며 사실 여러가지 점에서 봤을 때 비잔틴 시대의 여행자 숙박소와 유사했다. 우리가 상상하는 최초의 체계화된 병원은 872~874년 사이에 카이로에 세워진 이븐 툴룬 병원이다. 이곳은 모든 환자들에게 무상으로 의료 서비스를 제공할 수 있는 시설이 갖추어져 있었으며, 남성과 여성으로 구별된 목욕탕과 도서관, 심지어는 정신병 환자들을 위한 정신 병동까지 완비된, 그야말로 현대적인 병원의 시초였다. 한편 다른 대도시에도 각각 체계화된 병원 시스템이 도입되었는데, 특히 다마스쿠스의 병원과 의학교는 우아한 입원실 및 훌륭한 식당으로 사람들에게 좋은 평가를 받았다. 982년에는 비록 부와이흐 왕조가 주도하기는 했으나 당대 최대 규모의 병원이 바그다드에 설립되었으며, 10세기까지 비슷한 유형의 병원들이 10개가 넘게 신축되었다.
이슬람 병원은 일반적으로 주치의이자 원장직을 겸하는 대표 의사, 그리고 그와 동등한 지위를 가진 비의료 행정관 , 수석 약사 이렇게 3명으로 구성된 위원회의 방침에 따라 운영되었다. 그 밑에는 청결을 유지하는 위생 검사관과 회계사, 행정관리원 등 다양한 직종의 사람들이 고용되어 기타 업무를 담당했다. 대부분의 병원은 해가 지면 문을 닫았으나, 10세기 무렵에 24시간 내내 환자들을 진료하는 병원을 따로 두도록 의무화하는 법이 새롭게 제정되어 환자들은 언제라도 양질의 의료 서비스를 받을 수 있었다.
병원이 도시 내부에만 있는 것은 아니었다. 응급사고가 일어났을 때 곧바로 달려가기 위해 일정 거리마다 간이 진료소를 차려놓고 의사가 상시 대기하도록 했으며, 또한 도시와 너무 멀어 진료를 받으러 오지 못하는 환자들을 위해 일부러 의사와 약사 등으로 구성된 소규모의 이동식 진료소를 꾸려 주기적으로 구호 및 구휼 활동을 실시했다. 심지어 10세기 초에는 죄수들을 위해 감옥에 임시 보건소를 만들기까지 했다. 동시대의 다른 국가들에서 죄수들은 사람다운 취급을 받지 못했던 것을 감안하면 시대적으로도 엄청나게 앞선 발상이었다.
의학은 건강할 때에는 양호한 건강을 유지하고, 건강하지 않을 때에는 양호한 건강을 되찾기 위하여 인체의 상태를 깨닫는 학문이다.— 11세기 이슬람 학자 이븐 시나

의사들은 상당한 의학 지식을 보유했고 병원을 방문한 모든 사람들에게 무상으로 의료 서비스를 제공했다. 이 시대의 의료 시스템에는 놀랍게도 의사 면허라는 것이 필요했다. 바그다드를 중심으로 한 대도시들의 의사들은 면허를 소지해야만 공식적인 진료가 가능했다. 실습생들은 현직 의사와 직접 동행하고, 옆에서 진료를 보조하면서 경험을 쌓았다. 면허를 취득하기 위해서는 2가지의 시험을 통과해야 했는데, 하나는 자신있는 분야에 관하여 일련의 논문을 작성한 뒤 담당자에게 검사를 받는 것이고, 나머지 하나는 전문가와 면접을 하면서 그의 질문에 올바르게 답하는 것이었다.
의사들은 정해진 시간에 맞춰 업무를 수행했으며, 급여도 법에 따라 정확히 지불받았다. 아바스 정부는 의료 서비스의 질을 상향 평준화시키기 위해서, 의사가 치료하던 환자가 사망한다면 가족이 다른 의사들에게 그 주치의의 처방전을 제시하고 해당 처방이 그 환자에게 올바른 것이었는가를 따질 수 있도록 규정했다. 즉 환자의 죽음이 막을 수 있는 것이었는지 아니었는지를 명확히 가려 의사의 자격이 없는 사람을 배제하고자 할 목적이었던 것이다.

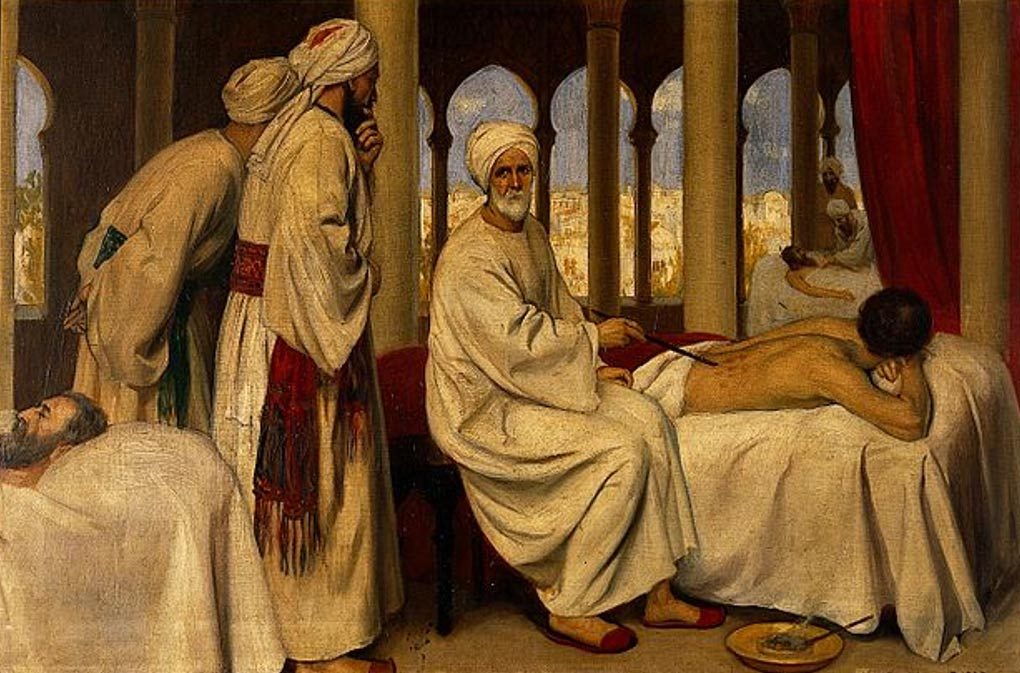
코르도바의 병원에서 환자를 진료하는 무슬림 의사

남성 중심의 이슬람 문화 때문에, 당연히 대다수의 의사들은 남성이었으나 여성 의사들도 때때로 있었다. 가장 큰 이유는 산부인과의 존재 때문이었다. 산부인과 관련 진료를 보기 위해서는 불가피하게 음부를 보여야 하는 경우가 많은데, 이러한 조건에서는 남성 의사보다는 여성 의사가 제격이었다. 한편 산부인과 뿐만 아니라 아예 남성 의사에게 몸을 보이는 걸 싫어하는 환자들도 많아서 이런 사람들을 위해 여성 의사들만 근무하는 전용 병원도 따로 존재했다.
약학 역시 의학의 발전과 함께 큰 진전을 이루었다. 아바스 시대에 가장 저명한 약학자는 이븐 마사와이라는 인물이었는데, 그는 바그다드에 병원을 설립하고 4명의 아바스 칼리파들을 치료한 주치의라는 명예를 누렸으며, 다양한 그리스 의학서를 아랍어, 시리아어로 대거 번역했다. 특히 마사와이는 약학과 해부학에 소질이 뛰어났는데, 그를 평소 눈여겨 보았던 아바스 칼리파 알 무타심은 마사와이가 해부할 수 있도록 유인원들을 사로 잡아서 선물했다고도 한다. 그와 함께 아바스 약학은 8세기 경에 독립적인 약국이 세워지며 이미 의약분업의 수준까지 이르렀으며, 훗날 연금술이 등장하면서 약학 역시 발전을 거듭해 나갔다. 한편으로, 아바스인들은 약의 청결함과 위생을 강조하여 매년 '무타시브'라는 정부 감찰관을 파견해 약국들의 위생을 철저히 관리했다. 의사와 약사의 업무는 엄격히 구분되어 있었고, 약사 역시 별도의 면허가 필요했다. 만약 면허를 소지하지 않은 사람이 함부로 약사 행위를 한다면 몽둥이로 두들겨 맞았다.
외과 수술도 유명하다. 10세기 무렵 알안달루스 출신의 아랍 의사 알자라위는 유방암 치료를 위한 세계 최초의 유방 절제술을 집도했으며, 혈우병의 유전적 특성을 규명하는가 하면 자궁외임신의 하위 유형인 복부 임신을 처음으로 기술했고 마비의 근본 원인을 최초로 발견하는 등 다양한 업적을 남겼다. 그러나 그의 업적 중에서도 가장 위대한 것은, 바로 의과·정형외과·안과·약리학·영양학·치학·산부인과·병리학 등 당대의 의학 지식과 수술 과정에서 사용되는 200개 이상의 기구들을 총망라한 30권 분량의 백과사전 『키타브 알타리프كتاب التصريف لمن عجز عن التأليف』를 저술한 것이다. 이것은 훗날 라틴어로 번역되어 유럽에 소개되었고, 약 500년 동안 서양 수술학의 표준 지침서로 남아 있었다.

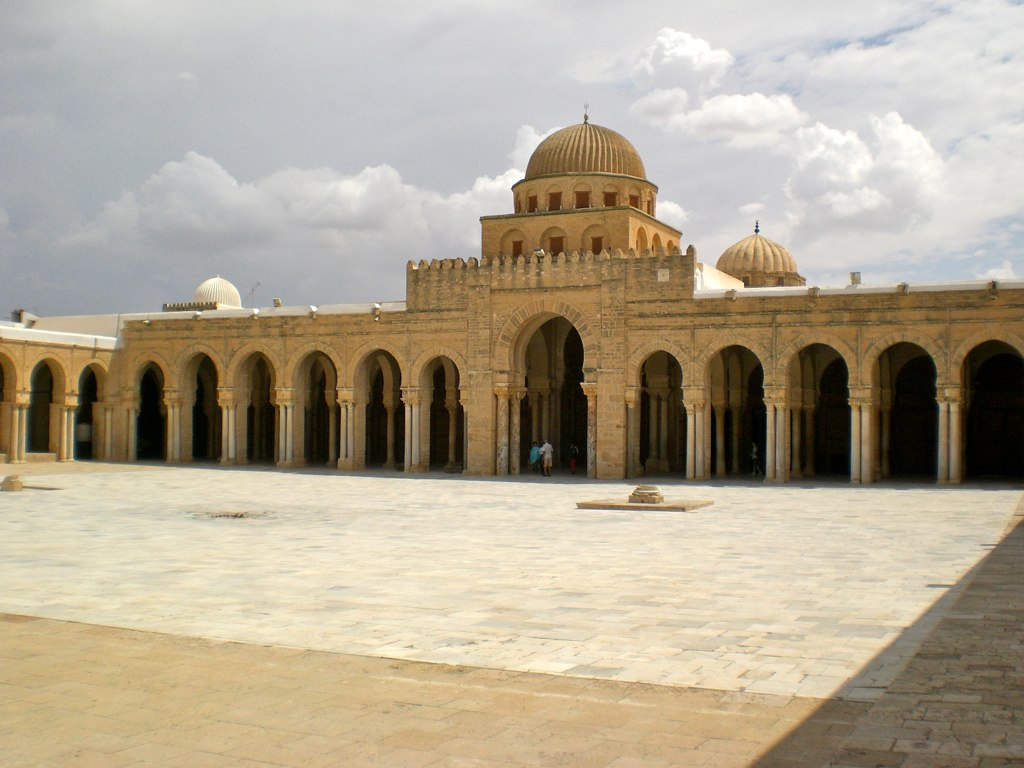
9세기에 지어진 튀니지 카이로우안의 알카이라완 병원

## 군사
바그다드에는 아랍계이거나, 스스로를 아랍인이라고 지칭하는 아바스 군 지도자들이 많이 있었다. 그러나 그들 대부분은 실제로는 호라산과 트란스옥시아나 출신이었으며, 병사들 역시 서부 페르시아, 아제르바이잔 출신이었다. 한편 페르시아인 외에도 수많은 다양한 민족 및 부족들이 아바스 군대를 형성했다. 이렇게 군대의 민족적인 다양성을 인정했던 아바스 통치자들은, 이제 내부에서 균열이 발생하지 않도록 힘을 기울여야 했다. 특정 민족이나 부족 간의 갈등으로 군대가 와해되는 경우는 이전에도 수없이 많이 있었기 때문이었다. 아바스 왕조의 개국 공신이었던 아부 무슬림은 휘하의 호라사니 군대를 조직할 때 부족이나 민족 비율이 아니라 무조건 병사의 출신지를 고려했으며, 부족민들끼리 단결하여 군대 내부에 집단을 이루는 것을 최대한 경계하고 방해하려 노력했다.
호라산의 무슬림 상비군은 압도적으로 아랍인이었다. 이들 군대의 단위 조직은 그들의 민족적, 인종적인 평등을 목표로 설계된 것이었다. 아바스 왕조 하에서, 페르시아인들은 이전에 비해 군대와 관료 체제에서 더 잘 대표되었다. 8세기 초반까지, 아바스 군대는 주로 지원 보조금으로 병력을 모집하고 배치한 반자율적인 지휘관qa'id(대부분 자치 토후 출신)들이 이끄는 호라산 보병과 쿠라사니야 중기병들이 주력이었다. 그러나 알무타심 시대부터는 칼리파의 영향력 증대를 위해 사만조의 튀르크계 노예 병사들을 대거 등용하기 시작했으며, 이전의 준드 제도를 폐지하고 기존에 아랍 군대에게 지급되던 급여를 튀르크계 노예 병사들에게 주었다. 이들은 대부분 멀리 떨어진 국경지대로부터 징집되었는데, 사회의 다른 계급들과 완전히 분리된 채로 성장했기 때문에 얼마 지나지 않아 군대 내부에 파벌을 형성했다. 결국 아부 무슬림이 가장 경계했던 것이 현실화된 셈이었다. 이는 사마라의 혼란기를 기점으로 촉발된 아바스 칼리파국 쇠퇴의 주요 원인이 되었다.
비록 아바스 왕조가 대규모 정규군을 유지한 적은 없었지만, 군사력 자체가 나약한 것은 절대로 아니었다. 전성기 시대의 아바스 칼리파국은 원하기만 한다면 언제든지 12만 5천 명의 대군을 비잔틴 제국과의 국경지대, 바그다드, 메디나, 다마스쿠스 등 군사적 요충지에 집결시킬 역량이 있었다. 게다가 상비군이 아예 없는 것도 아니어서, 칼리파로부터 직접 봉급을 받는 정예 상비군과 특수부대들도 소수나마 보유하고 있었다.
군복은 통일되어 있지 않았다. 기병들은 철갑 투구를 착용했는데, 중세 서유럽의 기사들처럼 얼굴에서 노출된 부분은 코 끝과 눈 앞의 작은 구멍 뿐이었다. 군모를 살 형편이 안되는 사람들은 그냥 터번을 두르거나 천를 둘러서 묶고 다녔다. 한편 보병은 창과 검, 파이크를 지급받았으며, (페르시아의 유행에 맞춰) 매우 견고하고 흔들리지 않게 대열을 유지하도록 훈련 받았다. 동시대의 한 사람은 이를 보고 "아마도 당신은 그들이 청동 집게로 단단히 고정되어 있다고 생각했을 것"이라 기록했다.
아바스 군대는 투석기, 망고넬, 충차, 사다리, 갈고리 등 다양한 공성 무기를 운용했다. 이러한 모든 무기들은 군사 기술자들에 의해 작동되었다. 그러나 주요 공성 무기는 만자니크로, 중세 시대에 서양에서 사용되었던 트레뷰셋과 유사한 공성 무기의 일종이었다. 하룬 알 라시드 시대에는 수류탄을 사용했다고도 하고, 낙타가 끄는 야전병원이나 구급 시설을 이용했다는 기록이 남아있다.

## 행정
그렇게 광대한 제국 영토의 결과로, 아바스 칼리파국은 분권화되어 약 24개의 주로 나뉘어졌다.

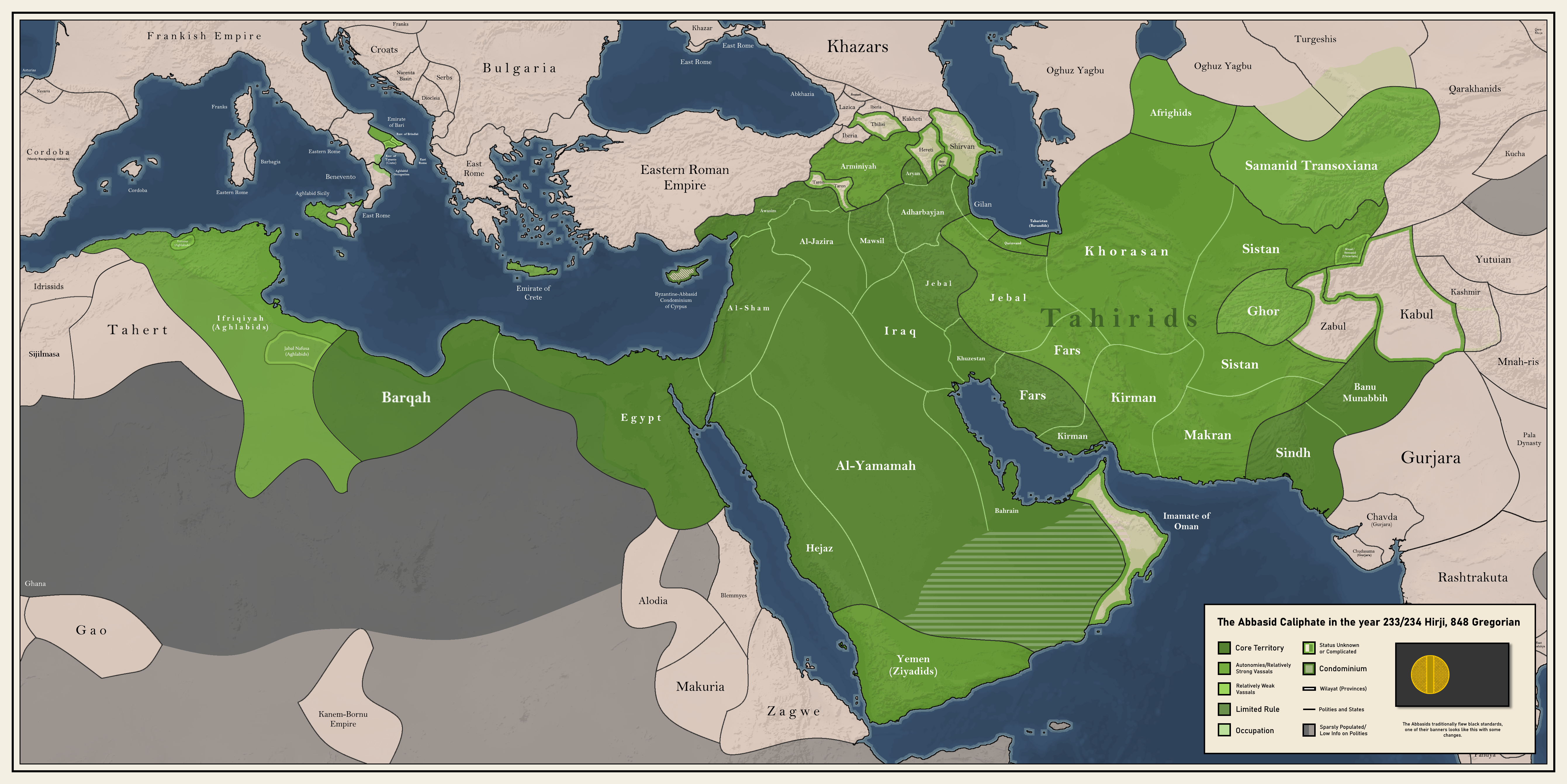
848년경 알 무타와킬 치하의 아바스 왕조 강역

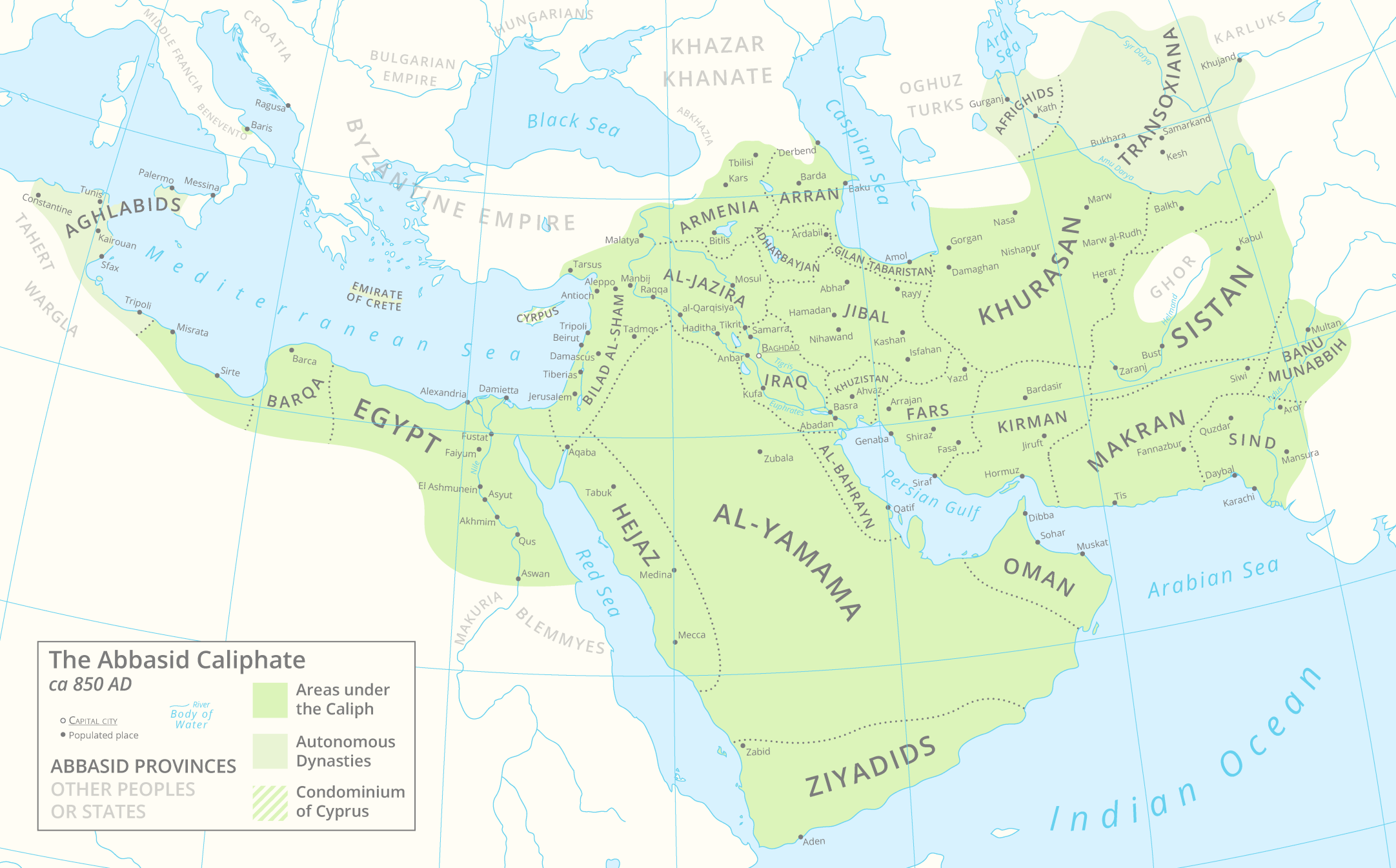
850년 당시 아바스 왕조 강역. 위 그림과는 다소 차이가 있을 수 있으나, 기본적인 행정 구역의 위치나 명칭 등은 비슷하다. (이 그림에서는 타히르 토후국이 표시되지 않았다.

| 순서      | 주 이름                                                     | 위치                                                                                                  |
| --------- | ----------------------------------------------------------- | --- |
| 남부 지역 |                                                             | |
| 1         | 알 야마마 اليَمامَة (Al-Yamama)                               | 오늘날 사우디아라비아 대부분 (알 야마마/네지드)                                                       |
| 2         | 지야드 الزياديون (Ziyadid)                                  | 오늘날 예멘 일대                                                                                      |
| 3         | 헤자즈 الحجاز (Hejaz)                                       | 오늘날 사우디아라비아 서부 (헤자즈)                                                                   |
| 4         | 오만 عمان (Oman)                                            | 오늘날 오만                                                                                           |
| 5         | 알 바레인 البحرين (Al-Bahrayn)                              | 오늘날 바레인, 카타르, 쿠웨이트, 사우디아라비아 동부 (알아흐사, 좀 더 광범위한 의미에서는 동아라비아) |
| 동부 지역 |                                                             | |
| 6         | 이라크 العـراق (Iraq)                                       | 오늘날 이라크 일대                                                                                    |
| 7         | 후제스탄 خوزستان (Khuzistan)                                | 오늘날 이란 후제스탄주 일대                                                                           |
| 8         | 지발 جبال (Jibal)                                           | 오늘날 이란 서부 일대                                                                                 |
| 9         | 길란 غيلان (Gilan)                                          | 오늘날 이란 길란주                                                                                    |
| 10        | 타바리스탄 طبرستان (Tabaristan)                             | 오늘날 이란 마잔다란주 (타바리스탄)                                                                   |
| 11        | 호라산 خُرَاسَانُ (Khurasan)                                    | 오늘날 이란 북동부, 투르크메니스탄 대부분, 아프가니스탄 북부, 타지키스탄 (호라산)                     |
| 12        | 시스탄 سيستان (Sistan)                                      | 오늘날 이란 동부, 아프가니스탄, 파키스탄 북동부 (시스탄)                                              |
| 13        | 물탄 토후국 ملتان مولتان (Emirate of Multan, Banu Munabbih) | 오늘날 파키스탄 물탄 (펀자브)                                                                         |
| 14        | 신드 السند (Sind, Sindh)                                    | 오늘날 파키스탄 신드주 (아랍령 신드)                                                                  |
| 15        | 마크란 مكران (Makran)                                       | 오늘날 이란 동남부, 파키스탄 남부 (마크란)                                                            |
| 16        | 파르스 فارس (Fars)                                          | 오늘날 이란 파르스주                                                                                  |
| 북부 지역 |                                                             | |
| 17        | 아드하르바이잔 أذربيجان (Adharbayjan)                       | 오늘날 이란령 아제르바이잔                                                                            |
| 18        | 아란 اران (Arran, Al-ran)                                   | 오늘날 아제르바이잔 일대                                                                              |
| 19        | 아르미니야 إمارة أرمينيا (Arminiya)                         | 오늘날 아르메니아, 조지아 중서부, 튀르키예 동부 (아르미니야)                                          |
| 동부 지역 |                                                             | |
| 20        | 알자지라 الجزيرة (Al-Jazira)                                | 오늘날 이라크 북부, 시리아 북부, 튀르키예 남동부 (알자지라)                                           |
| 21        | 알아와심 العواصم (Al-Awasim)                                | 오늘날 튀르키예 중남부, 비잔틴 제국과의 국경지대 (알아와심)                                           |
| 22        | 빌라드 알 샴 بِلَاد الشَّام (Bilad al-Sham)                     | 오늘날 시리아, 레바논, 이스라엘, 요르단 (빌라드 알 샴, 다른 용어로는 레반트)                          |
| 23        | 이집트 مِصْر (Egypt)                                          | 오늘날 이집트, 수단 북부 (이집트)                                                                     |
| 24        | 바르카 برقة (Barqa)                                         | 오늘날 리비아 동부 연안 (키레나이카)                                                                  |
| 봉신국    |                                                             | |
|           | 호라즘                                                      | 아프리그 왕조                                                                                         |
|           | 트란스옥시아나                                              | 사만 토후국                                                                                           |
|           | 마그레브                                                    | 아글라브 토후국                                                                                       |
|           | 크레타                                                      | 크레타 토후국                                                                                         |

페르시아 전통에 따라, 하룬 알 라시드 시대의 와지르들은 칼리파를 제외한 그 누구에게도 견제받지 않는 권력을 소유할 수 있었다. 한편 이 시기에 특별한 '몰수국'이 설립되었다. 이것은 부패한 총독이나 관료들의 재산과 권력을 정부가 빼앗는 것을 가능하도록 했다. 또한 한 주의 총독이 휘하 관료의 재산을 몰수할 수 있도록 허용했다. 마지막으로, 칼리파는 자신의 마음에 들지 않는 와지르에게도 같은 형벌을 부과할 수 있었다.
한 아바스 칼리프는 다음과 같이 말했다.
와지르는 땅 전체와 신하들 사이에 있는 우리의 대표자이다. 그러므로 그에게 순종하는 자는 우리에게 순종하는 것이고, 우리에게 순종하는 자는 알라께 순종하는 것이며, 알라께서는 그에게 순종하는 자를 낙원으로 인도하실 것이다.

모든 지방의 대도시에는 우체국이 설치되어 있었고, 각 도시들을 연결하기 위해 수백 개의 도로망이 포장되어 긴밀히 연결되었다. 아바스 왕조는 우편물을 배달하기 위해 교대근무 시스템을 도입했다. 심지어 수도 바그다드의 중앙 우체국에는 각 도시 사이의 거리를 기록한 지도까지 있었다. 도로에는 도로변 여관, 호스피스 및 우물 등이 있었으며, 페르시아와 중앙아시아를 거쳐 동쪽으로 중국까지 도달할 수 있었다. 우체국은 국가의 행정력 및 지방 통제력을 강화시켰을 뿐만 아니라 칼리파의 정보원 역할도 겸했다. 집배원들은 지역의 상황을 감시하는 스파이로 고용되었다.
아바스 시대 초기에, 바르마크 가문은 공무 및 행정 제도를 구성하는 책임을 맡았다. 이들은 아프가니스탄 북부의 불교 수도원에 그 기원을 두고 있었다. 8세기 초, 이들은 이슬람으로 개종하고 아바스 왕조의 행정 업무를 상당 부분 담당하기 시작했다. 바르마크 가문은 하룬 알라시드의 숙청 이전까지 약 1세기 동안 권세를 누렸다.
자본은 부동산세, 목축세, 금과 은, 상업용품에 대한 부담금, 비무슬림에 대한 특별세 및 종교세, 그리고 관세 등 다양한 세금이 포함되었다.:

## 무역
하룬 알라시드 치하에서 페르시아만을 통한 해상 무역은 번창했다. 아랍 상인들은 호르무즈와 예멘 연안 일대에 거점을 두고 남쪽으로는 마다가스카르로부터 동쪽으로는 인도와 동남아시아, 중국, 심지어는 한국과 일본까지 활발한 무역 활동을 전개했다. 이들은 인도와 동남아시아를 여행하고 무역하기 위해 반다르 시라프, 바스라, 아덴 등의 항구도시와 홍해의 일부 항구를 장악했으며, 일찍이 8세기에 중국까지 도달하기도 했다. 바그다드와 다른 도시들의 경제 성장은 필연적으로 사치품에 대한 수요 증가로 이어졌고, 무역을 위해 장거리 캐러밴을 조직하고 상품을 유통하는 중간 상인 계층을 형성했다. 바그다드 동부의 전체 구역이 오직 중국산 물품을 사고팔기 위해 사용되었다.
한편, 서쪽에서 아랍 상인들은 제노바, 베네치아, 동로마 제국을 주요한 무역 상대로 삼았으며 지중해 전역에 세밀한 무역 네트워크망을 형성했다. 이들의 활동 범위는 지중해에만 국한되지 않았으며 실제로 발트해 지역 및 브리튼섬과 러시아 남부, 스웨덴 지역에서 비슷한 연대의 아랍 금화가 발견된 것은 아바스 왕조의 무역 영향권이 이곳까지 도달했다는 증거가 되어 주었다. 머시아의 왕 오파는 8세기 아바스 왕조의 것과 유사한 금화를 주조했다.
이 무렵 지중해에서는 고대로부터 널리 사용되던 삼중 돛 선박인 트리에레스의 건조 기술이 실전되어, 대부분의 대외 무역이 육상, 또는 하천이나 연안을 통해 이루어지고 있었다. 아바스 왕조는 이를 복원하여 다시 지중해로 전달해 주었으며, 훗날 캐러벨의 모티브가 된 카리브qarib라는 선박을 새롭게 건조하여 사용하기도 했다. 당시 동로마 제국을 제외하면 아랍의 해상 패권에 도전할 국가들은 없었으므로, 무슬림 상인들은 16세기에 포르투갈인들이 부상하기 전까지 세계 대부분의 해양 무역을 석권할 수 있었다.
단, 해상 무역이 항상 원활하게 이루어진 것은 아니었다. 캐러밴과 상품이 의도했던 목적지에 도달하지 못하는 경우가 종종 있었다. 중국산 수입품 중 일부는 화재나 선박 침몰 등으로 손실되었으며, 나머지 역시 해적, 선상반란, 태풍 등 또다른 위협으로부터 자유로울 수 없었다. 대부분의 상인들은 이러한 요인들로 인해 골치를 앓았다. 어찌나 해상무역이 힘들었던지, 중국에 갔다가 무사히 돌아온 사람은 주변 사람들로부터 신의 축복을 받았다고 축하받을 정도였다. 비록 허구성을 띠고 있는 이야기라고는 하지만, 당대 선원들의 경험담을 바탕으로 창작된 《신드바드의 모험》만 읽어보아도 그 위험도를 짐작할 수 있다.
어쨋든 아바스 왕조는 지중해, 카스피해, 흑해, 인도양, 남중국해를 아우르는 거대한 무역 네트워크망, 그리고 중국과 유럽 사이를 통과하는 실크로드의 중개무역에서 창출되는 막대한 부로 번영을 누릴 수 있었다. 또한 금과 암염을 거래하는 사하라 종단 무역, 부하라와 사마르칸트에서 이루어지던 중앙아시아 노예 무역 역시 아바스 왕조의 주요 무역 루트 중 하나였다.

## 쇠퇴
그들과 시아파가 무함마드와의 친족 관계를 통해 반란에 대한 합법성을 주장한 이래로, 아바스 왕조는 우마이야 왕조와의 전쟁을 지지해온 대부분의 시아파 무슬림들과 갈등을 겪었다. 아바스 지배층은 집권 이후 알리 이븐 아비 탈리브를 추종하는 시아파의 신념을 부정하고 그들에 대한 어떠한 지지도 거부했다. 그 직후부터 카와리즈파를 추종하는 베르베르인들은 북아프리카에서 독자적으로 활동하기 시작했으며, 이후 50년 이내에 이프리키야의 이드리스 토후국과 마그레브의 아글라브 토후국, 그리고 이집트의 툴룬 왕조 및 이크시드 왕조가 사실상 독립하여 떨어져 나갔다. 그 동안 아바스 칼리파의 권위는 이미 권력 대부분을 장악한 튀르크계 노예 장군들(맘루크)에 의해, 특히 알라디의 통치 기간 동안 급격히 약화되었다. 중앙 정부의 혼란으로 지방 통제력이 현저하게 감소하자, 각 지역의 토후 및 장군들은 그곳의 정치·군사적인 실권을 장악하고 아바스 칼리파로부터의 독립을 주장했다. 심지어 바그다드와 가까운 곳에서도 지방 왕조들의 독자적인 통치가 추구될 정도였다. 여러 반란과 지방 왕조들의 독립과 함께 재정 상황 또한 점차 악화되어, 9~10세기 사이에 아바스 왕조의 핵심 지역이라 할 수 있는 사와드 일대의 세수가 매우 감소했다.
아바스 왕조의 쇠퇴에 마침표를 찍은 것은 10세기 후반에서 11세기 초반 사이에 부상한 시아파계 부와이흐 왕조 및 파티마 칼리파국이었다. 이 무렵 수니파의 영역은 호라산과 알 안달루스에만 국한되었고, 모로코부터 페르시아에까지 이르는 대부분의 이슬람 세계가 시아파 세력의 통치 하에 들어갔다. 이후 셀주크 제국의 지배를 거치면서 아바스 칼리파의 권위는 이전의 성세를 찾아보기 힘들 정도로 바닥에 떨어졌다. 비록 12세기 후반에 알무크타피와 알나시르 덕분에 일시적인 중흥기를 맞이하기는 했으나, 얼마 지나지 않아 훌라구가 이끄는 몽골 군대가 쳐들어와 바그다드를 함락시키면서 마침내 아바스 왕조는 멸망을 맞이하고 말았다.

## 아바스 왕조의 후예를 주장하는 왕조들
아바스 왕조는 라시둔 칼리파 – 우마이야 칼리파의 뒤를 이은 보편 칼리파가 통치하는 이슬람 제국이었기 때문에, 이들이 멸망한 지 수세기가 지난 이후에도 그 후계를 자칭하는 왕조들이 여럿 등장했다. 이들은 "무함마드와의 친족 관계를 주장한다"며, 즉 공동체의 지도자이자 사이이드나 샤리프의 지위를 주장하며, 이슬람 세계에서 도덕적~물질적인 목표를 계보적이고 후계적인 자격으로 요구하는 가장 광범위한 방법을 사용했다. 무함마드, 또는 아바스 왕조와 같은 하심 씨족의 지속성 및 연관성에 대한 이러한 주장은 (내부 민중들의 관점에서는 정당성을 얻기 위한) 어떠한 의도를 가지고 우리에게 후계 왕조에 대한 "정치적인 생존 가능성"을 고려하도록 만들었다. 이것은 마치 로마 제국이 멸망한 이후, 각지에서 로마 황제를 칭하는 여러 왕조들이 난립한 15세기 유럽의 상황과 비슷했다.(제3의 로마)
가장 보편적으로 인정받는 국가는 단연 오스만 제국이다. 비록 그들이 칼리파의 권위에 별로 관심이 없었고 '로마 황제Kayser-i Rum (카이세리 룸)'라는 칭호에 큰 의미를 두었음에도 불구하고, 셀림 1세가 최후의 아바스 칼리파 알무타와킬 3세에게 칼리파직을 선양받았으니 만큼, 학자들은 정통성 측면에서는 오스만 제국을 아바스 왕조의 후예로 인정하는 입장을 견지한다. 또한 오스만 제국이 약 400년 동안 중동과 서아시아의 패권을 장악하고 메카, 메디나, 예루살렘과 같은 이슬람 3대 성지를 지배했던 것은 이러한 주장에 힘을 더욱 실어주었다. 이 시기의 오스만 술탄들은 '세 성소의 보호자'라고 칭해졌으며, 당대 이슬람권 대부분의 수니파에게 막강한 영향력을 행사했다.
오스만 제국을 제외하고, 아바스 왕조의 후계를 주장하는 왕조들 중 가장 대표적인 세력들은 수단~차드 일대의 와다이 술탄국, 파키스탄의 카이르푸르 술탄국 및 바하왈푸르 술탄국, 그리고 이란의 바스타크 칸국 등이 있다. 이들의 공통적인 특징은 왕조의 건국자가 1258년 몽골 제국의 침공으로 "분산"된 바그다드 아바스 왕조들의 후손이라는 것이다. 몽골의 위협으로부터 생존한 몇몇 왕자들은 이라크를 떠나 몽골군이 통제하지 않는 안전한 지역으로 가서 새로운 사회에 동화되었으며, 그들의 후손들이 성장하여 수세기 후 아바스 왕조의 후계를 주장하며 자신들만의 왕조를 수립한 것이었다. 이것은 바그다드 함락의 해인 서기 1258년과 연관된 바스타크 칸국의 기원설에 의해 특히 강조되며, 이에 따르면 당시 아바스 왕족 생존자 중 가장 연장자였던 이스마일 2세가 몇몇 구성원들을 이끌고 남부 이란의 바스타크로 이주하여 그곳에 정착했고 그의 후손들이 17세기에 독자적인 칸국을 세우기에 이르렀다. 이때는 마침 오스만 제국의 영향력이 쇠퇴하던 시기였기에, 이들은 감히 아바스 칼리파의 후계를 자칭할 수 있었다.
한편 와다이 술탄국 역시 이와 유사한 기원을 가지고 있었다. 살리흐 이븐 압둘라 이븐 아바스라는 이름의 한 아바스 왕자는 몽골의 침략을 피해 바그다드에서 헤자즈로 피신했다. 그에게는 "능력 있는 법학자"와 "매우 독실한 사람"이 될 아들 살리흐가 있었는데, 어느날 메카 순례 중이던 한 울라마가 그의 인품과 지식에 감명을 받아 그와 함께 센나르로 돌아갔다. 그곳에서 이슬람이 쇠퇴하던 것을 목격한 살리흐는 와다이의 아부 시눈 산을 발견하고, 현지인들을 이슬람으로 개종시켜 그들에게 이슬람의 규칙을 가르쳤다. 그후 그들은 살리흐를 술탄으로 받들고 새로운 나라의 기초를 다졌는데 이것이 바로 와다이 술탄국의 건국 설화이다.
바스타크 칸국과 관련하여, 셰이크 모하메드 칸 바스타키는 주민들이 바스타크 왕조를 통치자(페르시아어:  خان, 아랍어: الحاكم)로 받아들인 후 "칸"이라는 칭호를 가진 최초의 아바스 왕조 통치자였다. (카림 칸 잔드가 그에게 부여한 칭호) 이 칭호는 이후 바스타크와 자한기리예의 모든 아바스 왕조 통치자들의 보편적인 칭호가 되었으며, 또한 셰이크 모하메드 칸 바스타키의 후손들에게 "칸스(페르시아어: خوانين)"라는 복수형 칭호가 붙여지는 계기가 되었다. 바스타크와 자한기리예의 아바스 왕조 마지막 통치자는 모하메드 레자 칸 "사바트 알 마말렉" 바니아바시안의 아들 모하메드 아잠 칸 바니아바시안이었다. 그는 『타리크 이 자한기리예 바 바니아바시아니 바스타크Tarikh-e Jahangiriyeh va Baniabbassian-e Bastak』(1960)이라는 책을 저술했는데, 이 책은 이 지역을 통치했던 아바스 왕조의 역사를 자세히 소개하고 있다. 모하메드 아잠 칸 바니아바시안은 1967년 사망했다. 이로 인해 바스타크 칸국은 완전히 역사속으로 사라졌고, 이와 함께 왕위를 지켜오던 아바스 왕조의 마지막 방계 혈통도 대가 끊기고 말았다.

## 역대 칼리파

### 바그다드 아바스조 칼리파
| 순서 | 이름           | 통치 기간 | 사건 |
| --- | -------------- | --------- | --- |
| 1대 | 아부 알아바스  | 750–754   | 아바스 왕조가 개창됨. 고선지가 이끄는 당나라 군대와의 탈라스 전투가 일어남.                                                                                           |
| 2대 | 알만수르       | 754–775   | 바그다드가 건설됨. 반란 진압 및 내부 개혁 등을 통해 신생 제국의 기반을 다짐.                                                                                          |
| 3대 | 알마흐디       | 775–785   | 시아파와의 일시적인 화해가 이루어짐. 동로마 제국과의 전쟁이 발발함.                                                                                                   |
| 4대 | 알하디         | 785–786   | 1년 간의 짧은 치세 내내 반란과 동로마 제국과의 전쟁에 시달림. |
| 5대 | 하룬 알라시드  | 786–809   | 아바스 왕조의 전성기이자 이슬람 황금기의 시작. 마그레브 일대에 대한 바그다드 중앙 정부의 영향력이 점차 약화되기 시작함.                                               |
| 6대 | 알아민         | 809–813   | 4차 피트나가 발발함. 이복 동생 알 마문과의 내전이 벌어짐. |
| 7대 | 알마므운       | 813–833   | 이복형 알 아민과의 내전에서 승리함. 그의 치세에도 아바스 왕조는 여전히 번영을 누렸음.                                                                                 |
| 8대 | 알무타심       | 833–842   | 튀르크계 노예장군들이 계속 중용되기 시작함. 기존 아바스 군부의 지배층을 형성하던 아랍인들이 점차 권력에서 밀려남.                                                     |
| 9대 | 알와시크       | 842–847   | 선대의 튀르크인 우대 정책을 계승했으며, 동로마 제국과의 전쟁을 이어감.                                                                                                |
| 10대 | 알무타와킬     | 847–861   | 여러 대규모 건축 사업이 벌어짐. 이슬람의 황금기가 서서히 끝나감. |
| 11대 | 알문타시르     | 861–862   | 이슬람 황금기의 종말. 제국에 본격적인 혼란기가 도래함. |
| 12대 | 알무스타인     | 862–866   | 튀르크계 노예장군들이 실권을 장악함. 5차 피트나의 발발과 함께 지방 분권화가 가속화됨.                                                                                 |
| 13대 | 알무타즈       | 866–869   | 바그다드 중앙 정부의 지방 통제력이 완전히 붕괴함. |
| 14대 | 알무흐타디     | 869–870   | 튀르크계 권신들의 권력 다툼이 격화됨. 이라크 남부에서 잔즈 반란이 발발함.                                                                                             |
| 15대 | 알무타미드     | 870–892   | 9년 동안 이어지던 혼란기가 종식됨. 대외적인 위협을 완전히 일단락시킴으로써 아바스 왕조의 1차 중흥기가 시작됨.                                                         |
| 16대 | 알무타디드     | 892–902   | 이라크 북부와 시리아 북부, 페르시아 서부 등을 바그다드 중앙 정부의 직할령으로 편입하는 쾌거를 이룸. 툴룬 왕조와 사파르 왕조가 형식적으로나마 그에게 복종함.           |
| 17대 | 알무크타피     | 902–908   | 툴룬 왕조를 정복하고 이집트를 직할령으로 편입함. 그의 사후 1차 중흥기가 막을 내림.                                                                                    |
| 18대 | 알무크타디르   | 908–932   | 튀르크계 권신들의 권력이 다시금 강해지기 시작함. 아바스 왕조가 급격히 쇠퇴함.                                                                                         |
| 19대 | 알카히르       | 932–934   | |
| 20대 | 알라디         | 934–940   | 2차 지방 분권화 시대. 아바스 왕조의 강역이 이라크 일대로 완전히 축소됨.                                                                                               |
| 21대 | 알무타키       | 940–944   | 이란에서 발흥한 시아파 계통의 부와이흐 왕조가 성장함. |
| 22대 | 알무스타키     | 944–946   | 부와이흐 군대가 바그다드를 점령함. 아바스 칼리파가 부와이흐 통치자의 꼭두각시로 전락함.                                                                               |
| 23대 | 알무티         | 946–974   | |
| 24대 | 알타이         | 974–991   | |
| 25대 | 알카디르       | 991–1031  | 가즈나 왕조의 통치자 마흐무드에게 "술탄"의 칭호를 하사함. |
| 26대 | 알카임         | 1031–1075 | 중앙아시아에서 발흥한 셀주크 제국이 부와이흐 왕조를 몰아내고 바그다드를 점령함. 아바스 칼리파는 여전히 실권을 가지지 못했으며, 단지 종교적인 권위만 행사할 수 있었음. |
| 27대 | 알무크타디     | 1075–1094 | |
| 28대 | 알무스타지르   | 1094–1118 | |
| 29대 | 알무스타르시드 | 1118–1135 | 셀주크 제국에 두 차례나 대항하려 했으나 모두 실패로 돌아감. |
| 30대 | 알라시드       | 1135–1138 | |
| 31대 | 알무크타피     | 1138–1160 | 아바스 왕조의 2차 중흥기가 시작됨. |
| 32대 | 알무스탄지드   | 1160–1170 | |
| 33대 | 알무스타디     | 1170–1180 | |
| 34대 | 알나시르       | 1180–1225 | 그의 치세는 2차 중흥기의 절정에 달했다고 평가받음. |
| 35대 | 알자히르       | 1225–1226 | |
| 36대 | 알무스탄시르   | 1226–1242 | 아바스 왕조가 모술을 제외한 이라크 전체를 석권함. |
| 37대 | 알무스타심     | 1242–1258 | 훌라구가 이끄는 몽골군의 대규모 침공으로 수도 바그다드가 함락당함. 아바스 왕조가 사실상 멸망함.                                                                       |
| 일 칸국의 몽골 칸들은 칼리파를 칭하지 않았음. (알 무스타심의 방계 친척이 맘루크 술탄국 통치 하의 이집트로 피신하여 왕조의 명맥을 이어감.) |                |           | |

### 카이로 아바스조 칼리파
| 순서                         | 이름             | 통치 기간 | 사건                                                                                     |
| ---------------------------- | ---------------- | --------- | ---------------------------------------------------------------------------------------- |
| 38대                         | 알무스탄시르 2세 | 1261–1262 |                                                                                          |
| 39대                         | 알하킴 1세       | 1262–1302 |                                                                                          |
| 40대                         | 알무스타크피 1세 | 1302–1340 |                                                                                          |
| 41대                         | 알와시크 1세     | 1340–1341 |                                                                                          |
| 42대                         | 알하킴 2세       | 1341–1352 |                                                                                          |
| 43대                         | 알무타디드 1세   | 1352–1262 |                                                                                          |
| 44대                         | 알무타와킬 1세   | 1362–1377 |                                                                                          |
| 45대                         | 알무스타심       | 1377      |                                                                                          |
| 복위                         | 알무타와킬 1세   | 1377–1383 |                                                                                          |
| 46대                         | 알와시크 2세     | 1383–1386 |                                                                                          |
| 복위                         | 알무스타심       | 1386–1389 |                                                                                          |
| 복위                         | 알무스타심       | 1389–1406 |                                                                                          |
| 47대                         | 알무스타인       | 1406–1414 | 맘루크 술탄직을 겸한 최초이자 마지막 아바스 칼리파.                                      |
| 48대                         | 알무타디드 2세   | 1414–1441 |                                                                                          |
| 49대                         | 알무스타크피 2세 | 1441–1451 |                                                                                          |
| 50대                         | 알카임           | 1451–1455 |                                                                                          |
| 51대                         | 알무스탄지드     | 1455–1479 |                                                                                          |
| 52대                         | 알무타와킬 2세   | 1479–1497 |                                                                                          |
| 53대                         | 알무스탐시크     | 1497–1508 |                                                                                          |
| 54대                         | 알무타와킬 3세   | 1508–1516 |                                                                                          |
| 복위                         | 알무스탐시크     | 1516–1517 |                                                                                          |
| 복위                         | 알무타와킬 3세   | 1517      | 마지막 아바스 칼리파. 오스만 술탄 셀림 1세가 이집트를 정복하자 그에게 칼리파직을 선양함. |
| 이후 오스만 칼리파로 넘어감. |                  |           |                                                                                          |

## 같이 보기
- 아바스 칼리파
- 이란의 막간
- 세계의 정치사
- 거대 제국 목록
- 수니파 왕조 목록
- 아바스 왕조의 총독

## 부연 설명
1. ↑  The Abbasid Revolution against the Umayyad Caliphate adopted black for its rāyaʾ for which their partisans were called the musawwids.[1]
Their rivals chose other colours in reaction; among these, forces loyal to Marwan II adopted red.[2] The choice of black as the colour of the Abbasid Revolution was already motivated by the "black standards out of Khorasan" tradition associated with the Mahdi. The contrast of white vs. black as the Umayyad vs. Abbasid dynastic colour over time developed in white as the colour of Shia Islam and black as the colour of Sunni Islam: "The proselytes of the ʿAbbasid revolution took full advantage of the eschatological expectations raised by black banners in their campaign to undermine the Umayyad dynasty from within. Even after the ʿAbbasids had triumphed over the Umayyads in 750, they continued to deploy black as their dynastic colour; not only the banners but the headdresses and garments of the ʿAbbasid caliphs were black ... The ubiquitous black created a striking contrast with the banners and dynastic color of the Umayyads, which had been white ... The Ismaili Shiʿite counter-caliphate founded by the Fatimids took white as its dynastic color, creating a visual contrast to the ʿAbbasid enemy ... white became the Shiʿite color, in deliberate opposition to the black of the ʿAbbasid 'establishment'."[3] After the revolution, Islamic apocalyptic circles admitted that the Abbasid banners would be black but asserted that the Mahdi's standard would be black and larger.[4]
2. ↑  Concubines were expected to be treated well, treating them poorly would have been deviation from Islamic ethics however some from the ruling class engaged in acts of disbelief and deviancy behind closed doors with and without their harem's.
3. ↑  주인공 샤흐리만은 분명 사산 제국의 왕이나, 셰예라자드의 이야기는 아랍 이슬람 시대를 배경으로 하고 있으며, 바그다드·바스라·다마스쿠스와 같은 아랍 정복 이후의 도시명이나 하룬 알 라시드 같은 실제 역사의 사람들까지 등장한다는 점이 이질적이다.
4. ↑  이 시는 아부 누와스의 대표작으로서, 그의 사상을 그대로 드러내는 시들 중 하나로 꼽힌다. 한눈에 보아도 소년애 성향과 그리스도교 신자들에 대한 예찬, 심지어 이슬람교에 대한 풍자가 드러나 있다. 포도주 및 쾌락주의를 선호했던 아부 누와스는 동성애와 술을 혐오하는 당시 무슬림들을 비판하고 풍자하는 성향의 시들을 많이 남겼다.